# Biserica de lemn din Roșia Nouă

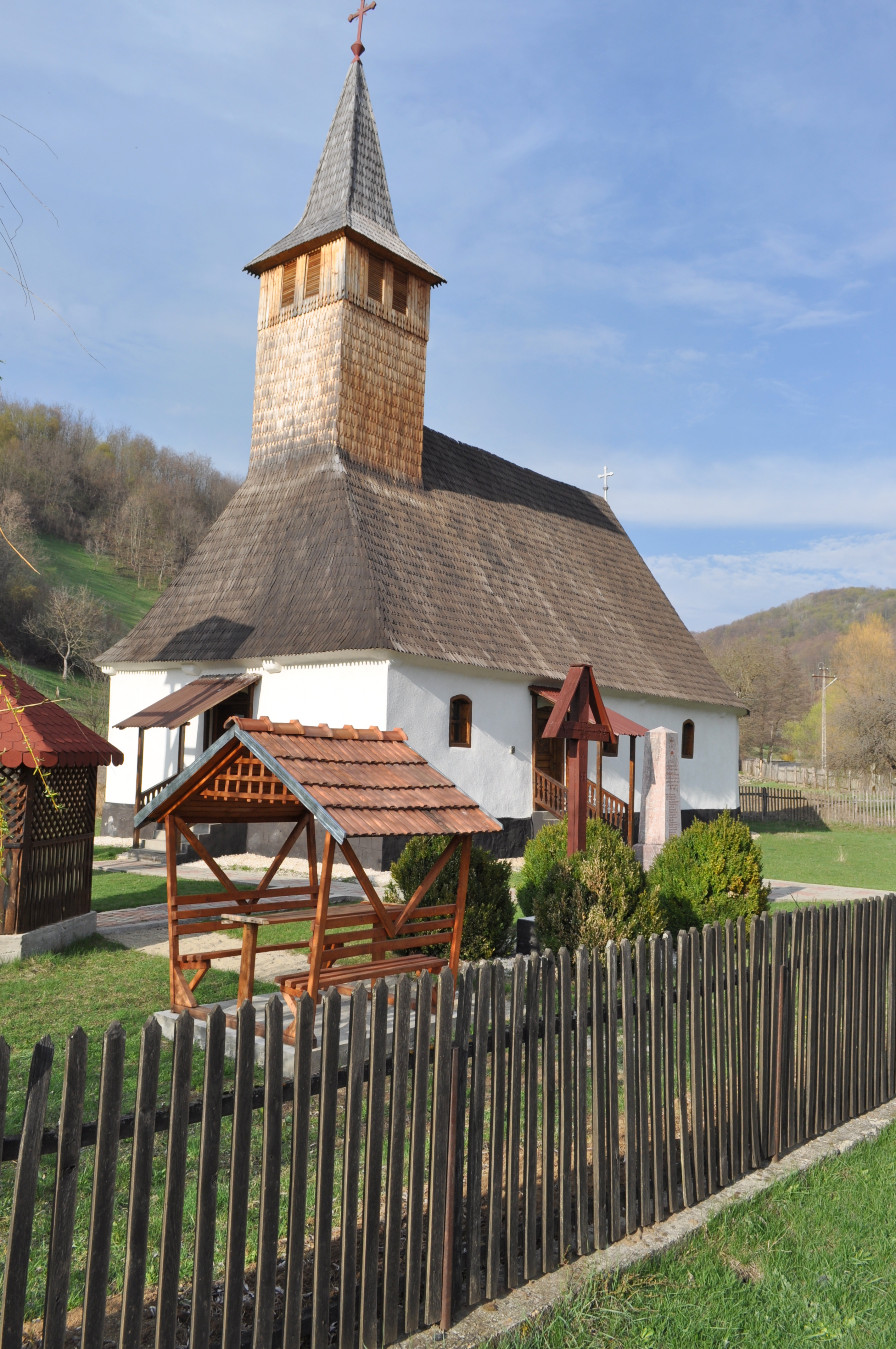
Biserica de lemn „Sfântul Mare Mucenic Dimitrie” din Roșia Nouă, comuna Petriș, județul Arad,, foto: aprilie 2012.

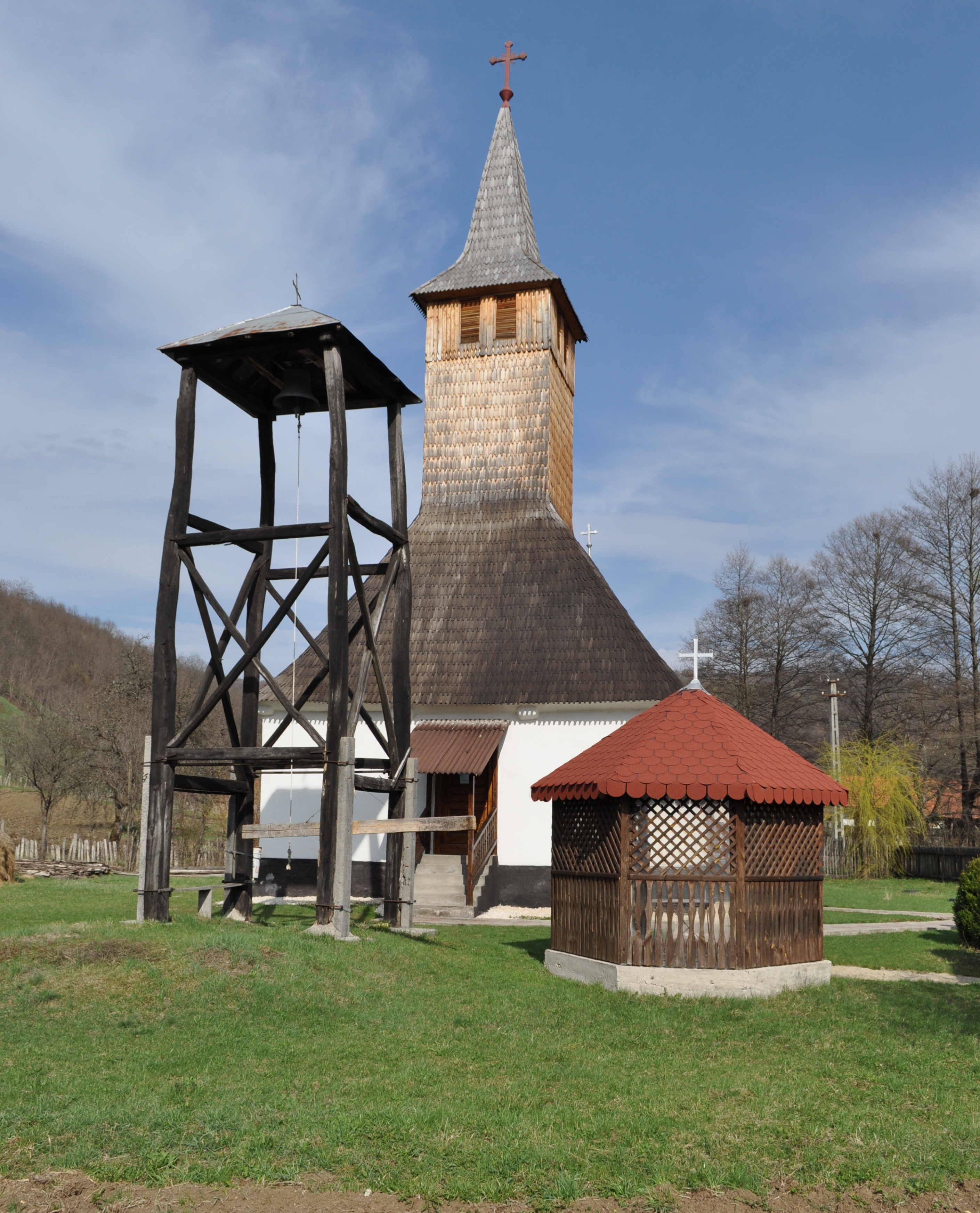
Biserica (vest)

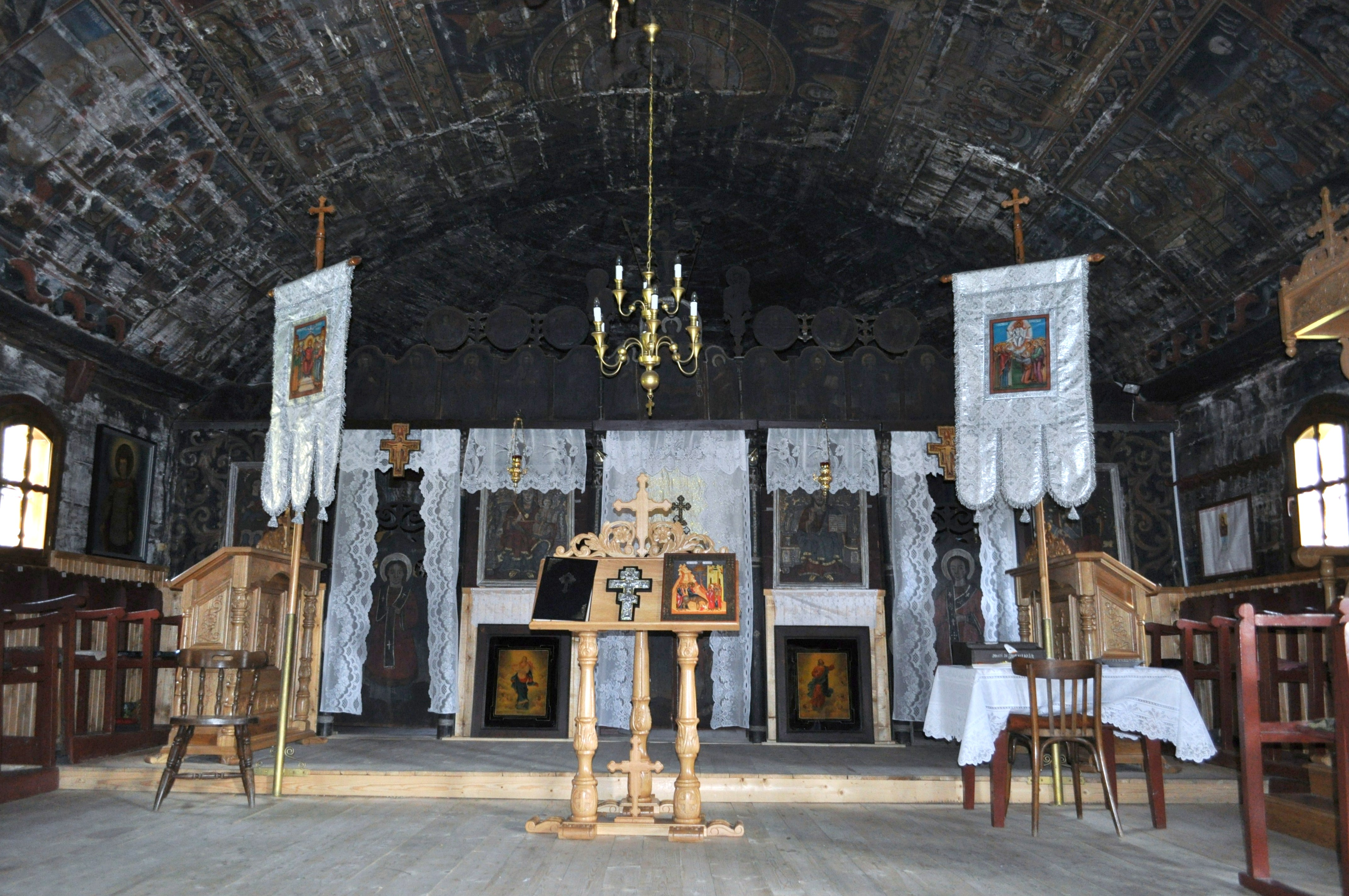
Interiorul navei

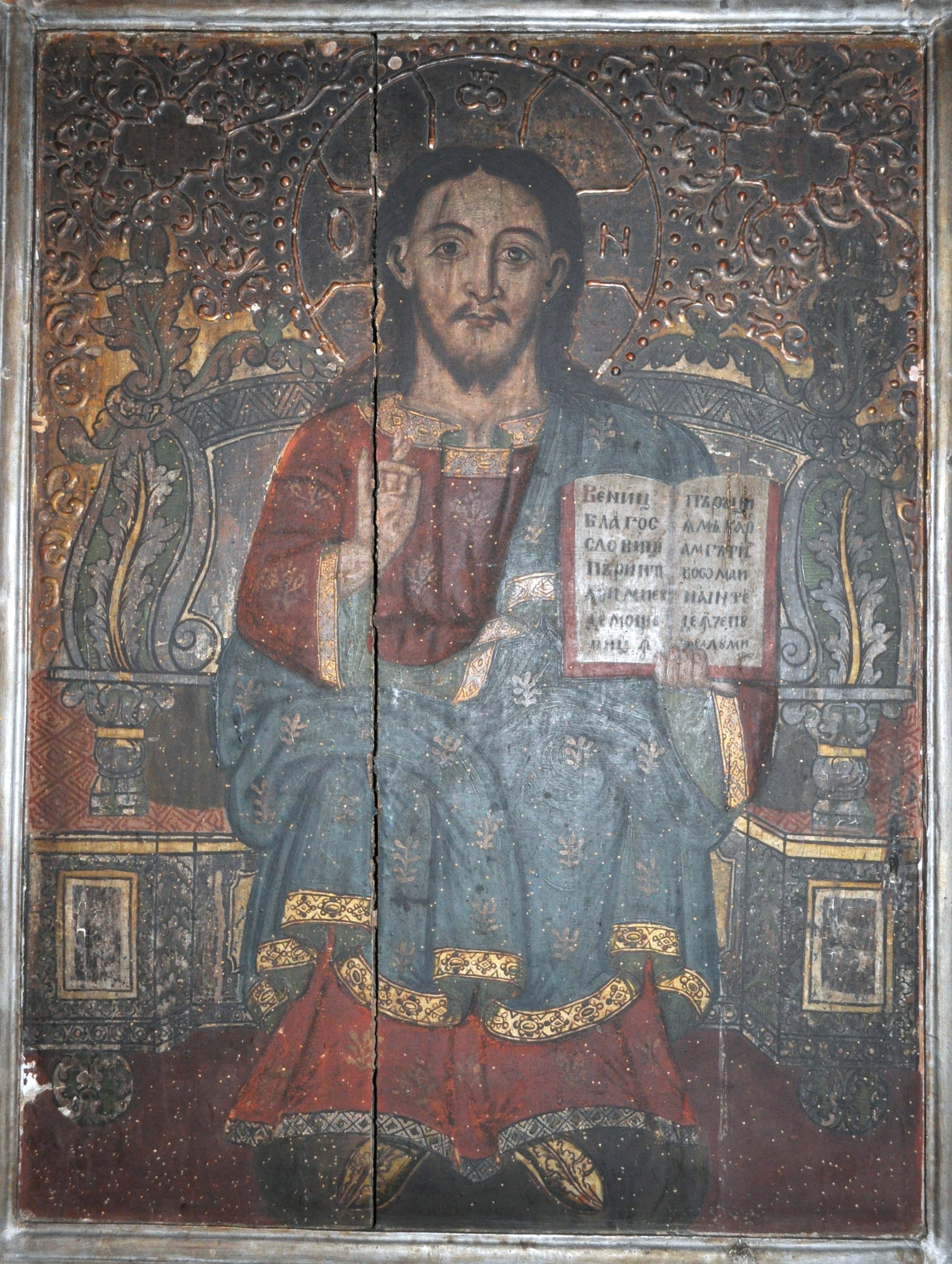
Icoană împărătească: Iisus Hristos Învățătorul

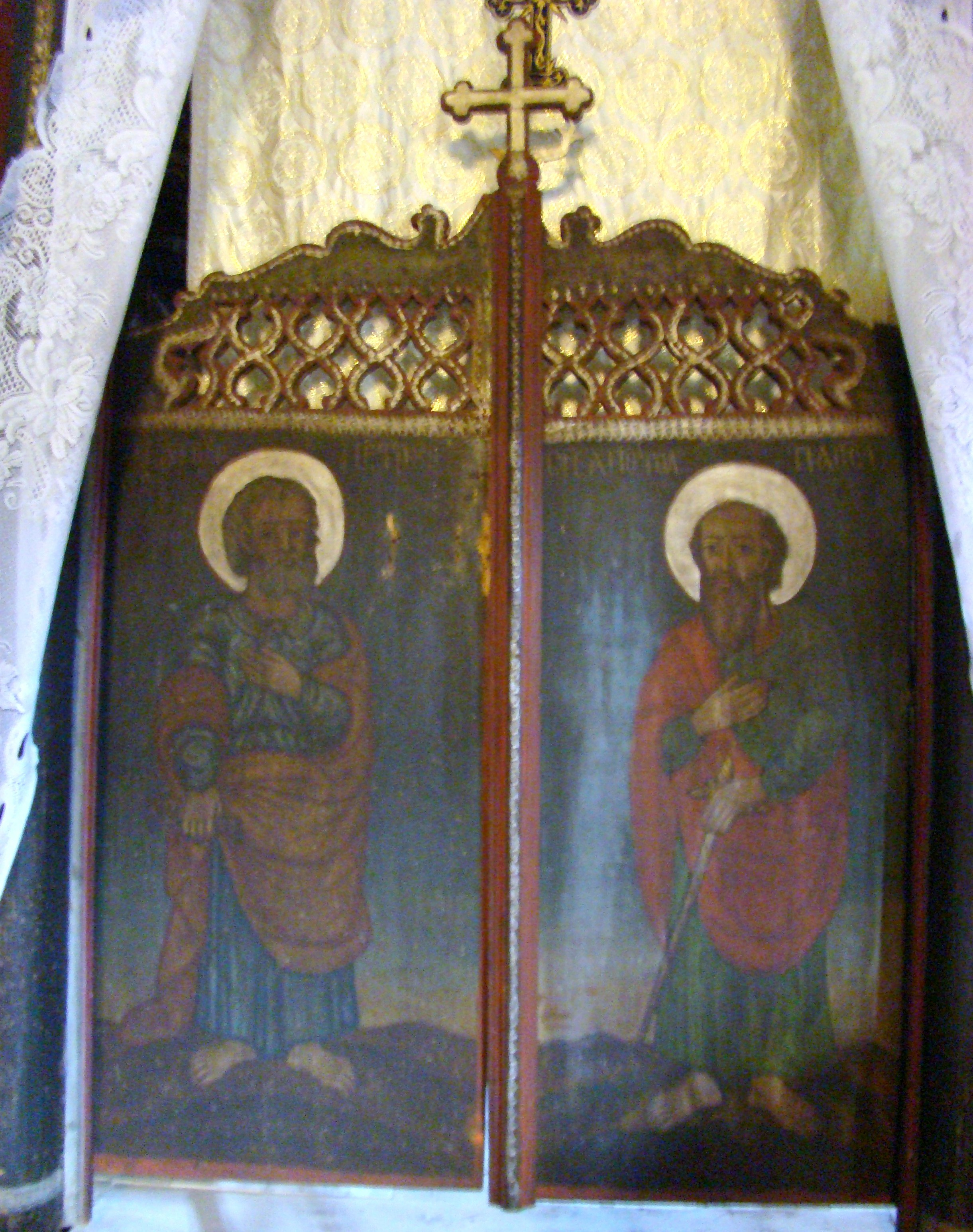
Ușile împărătești

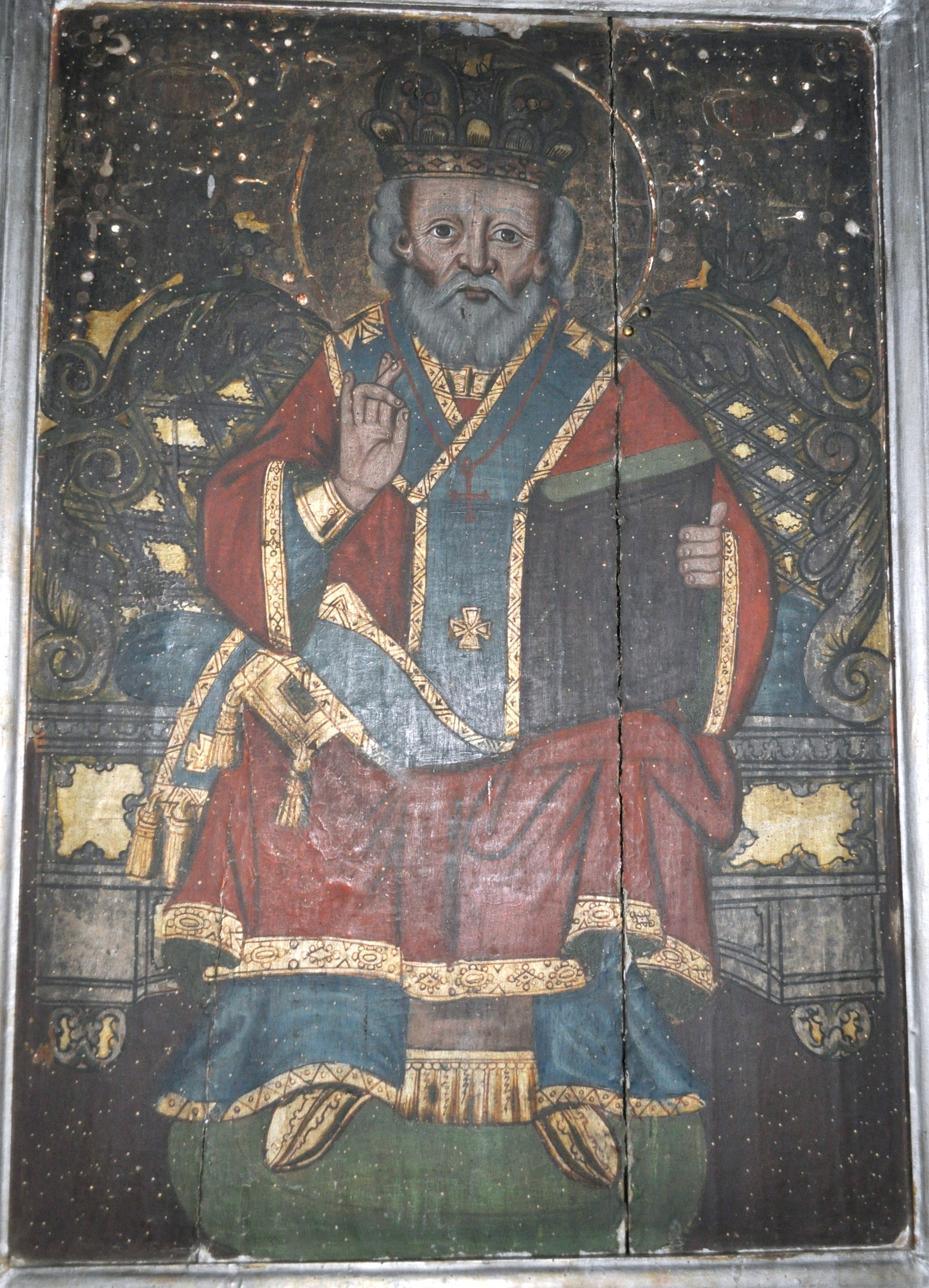
Icoană împărătească: Sfântul Nicolae

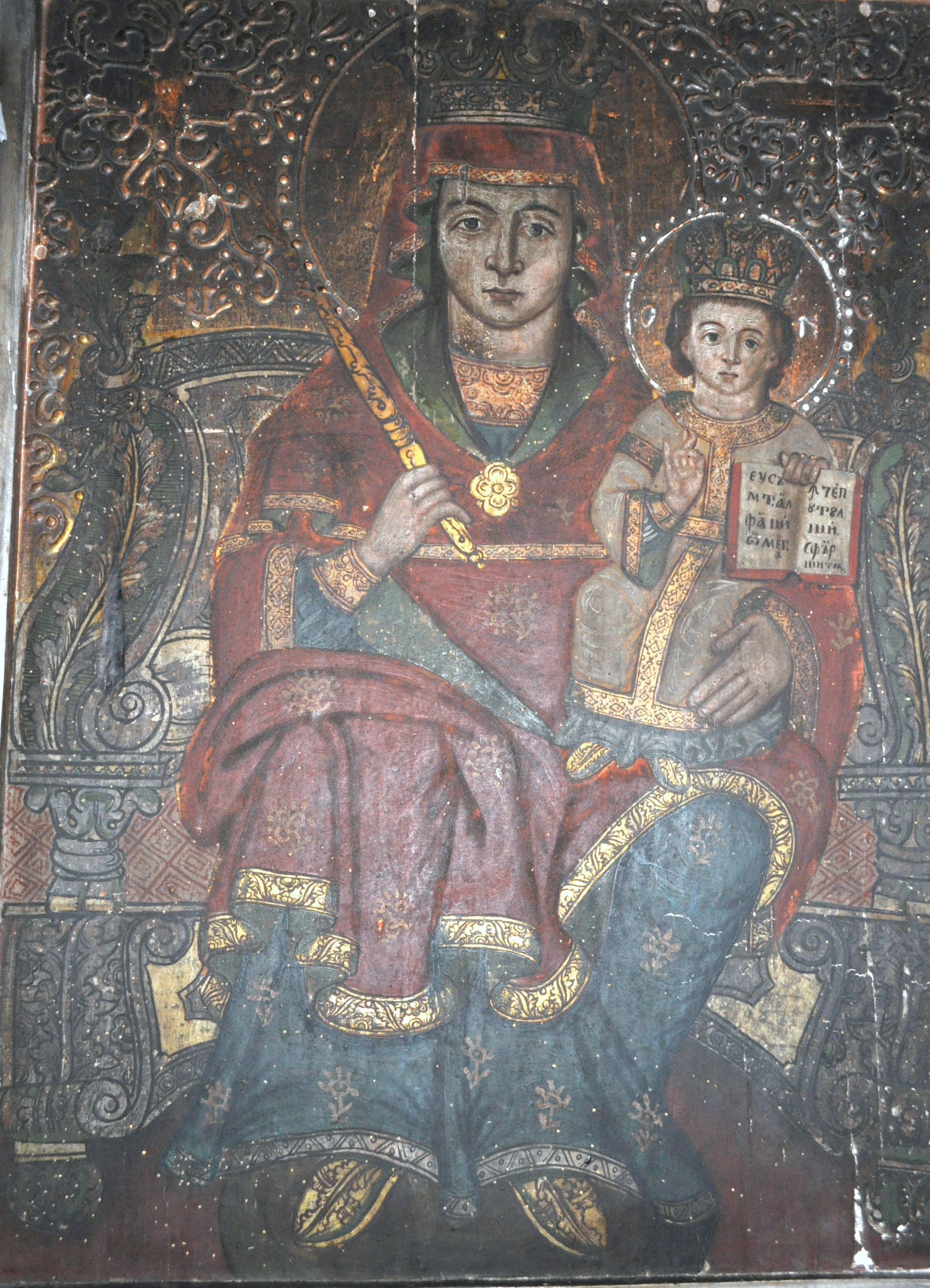
Icoană împărătească: Maica Domnului cu Pruncul pe tron

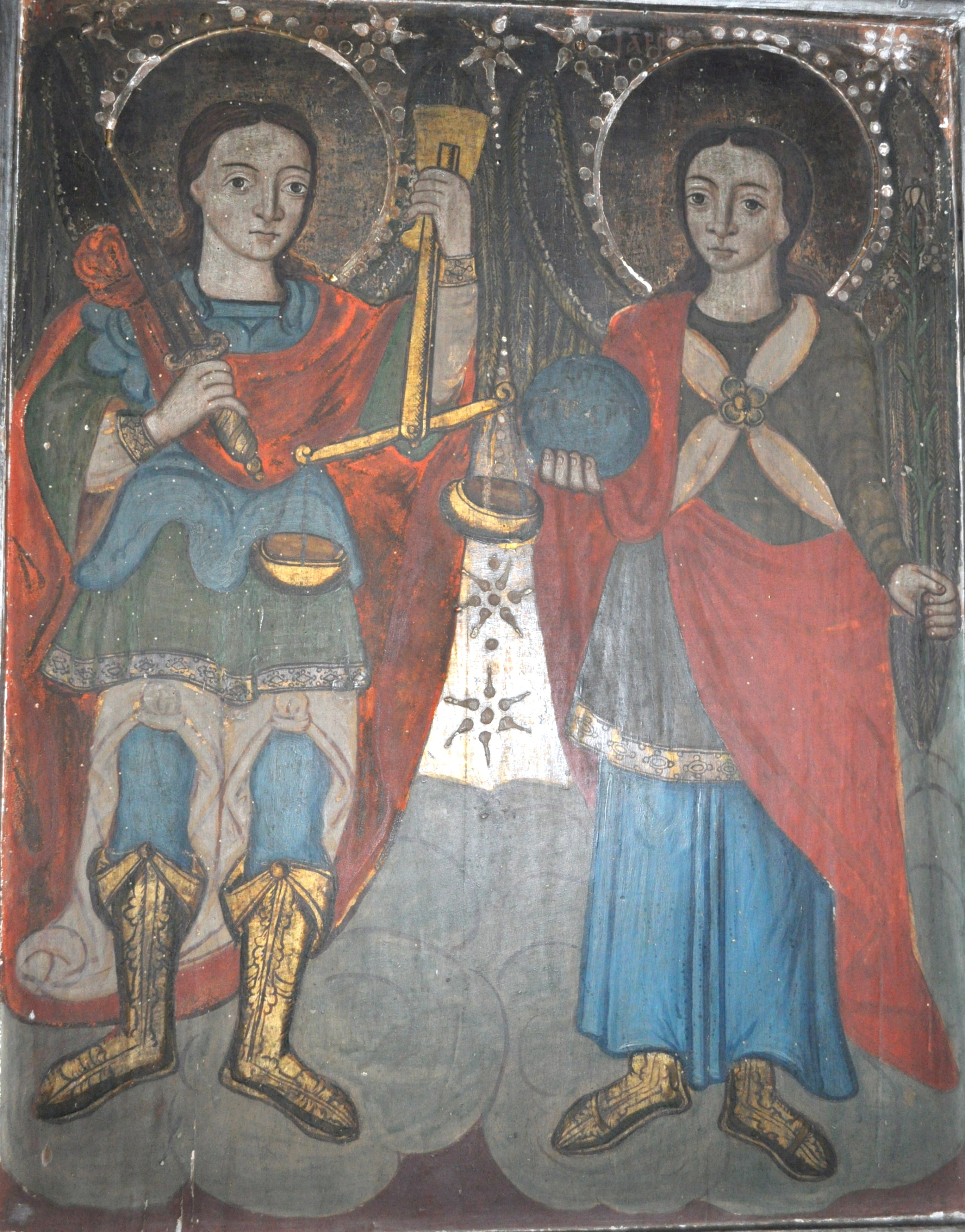
Icoană împărătească: Sfinții Arhangheli Mihail și Gavriil

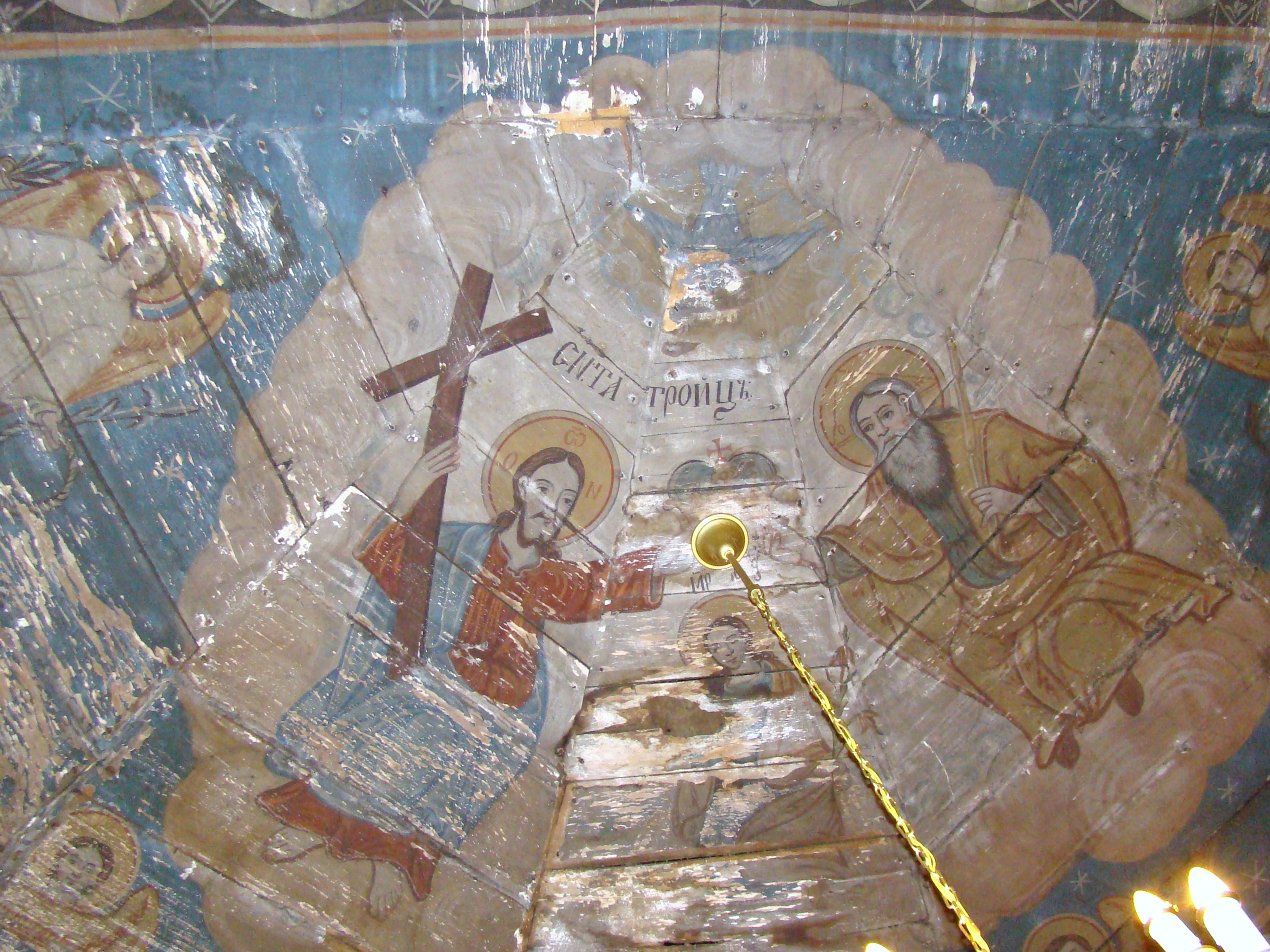
Pictura altarului: Încoronarea Fecioarei Maria

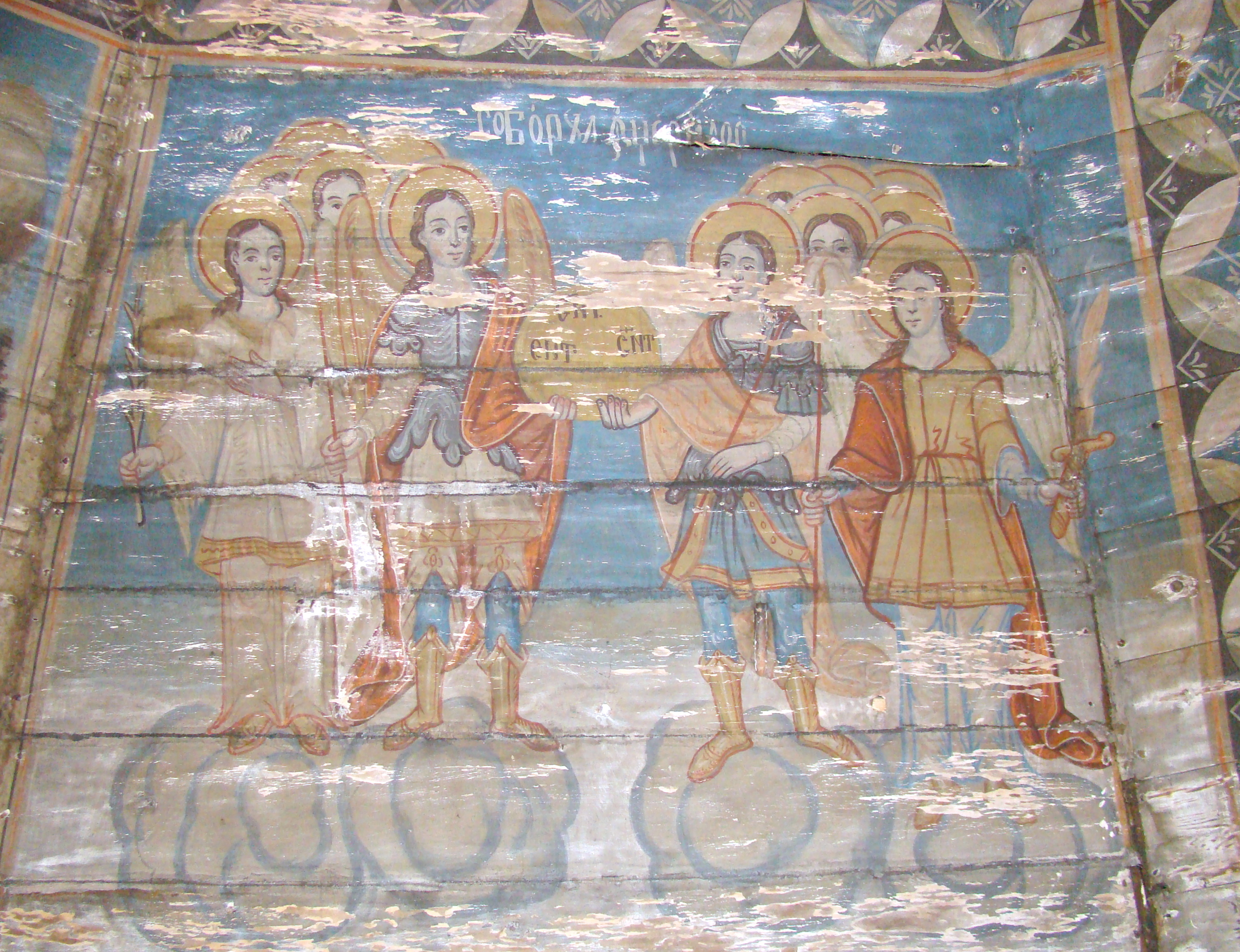
Pictura altarului: Soborul Arhanghelilor

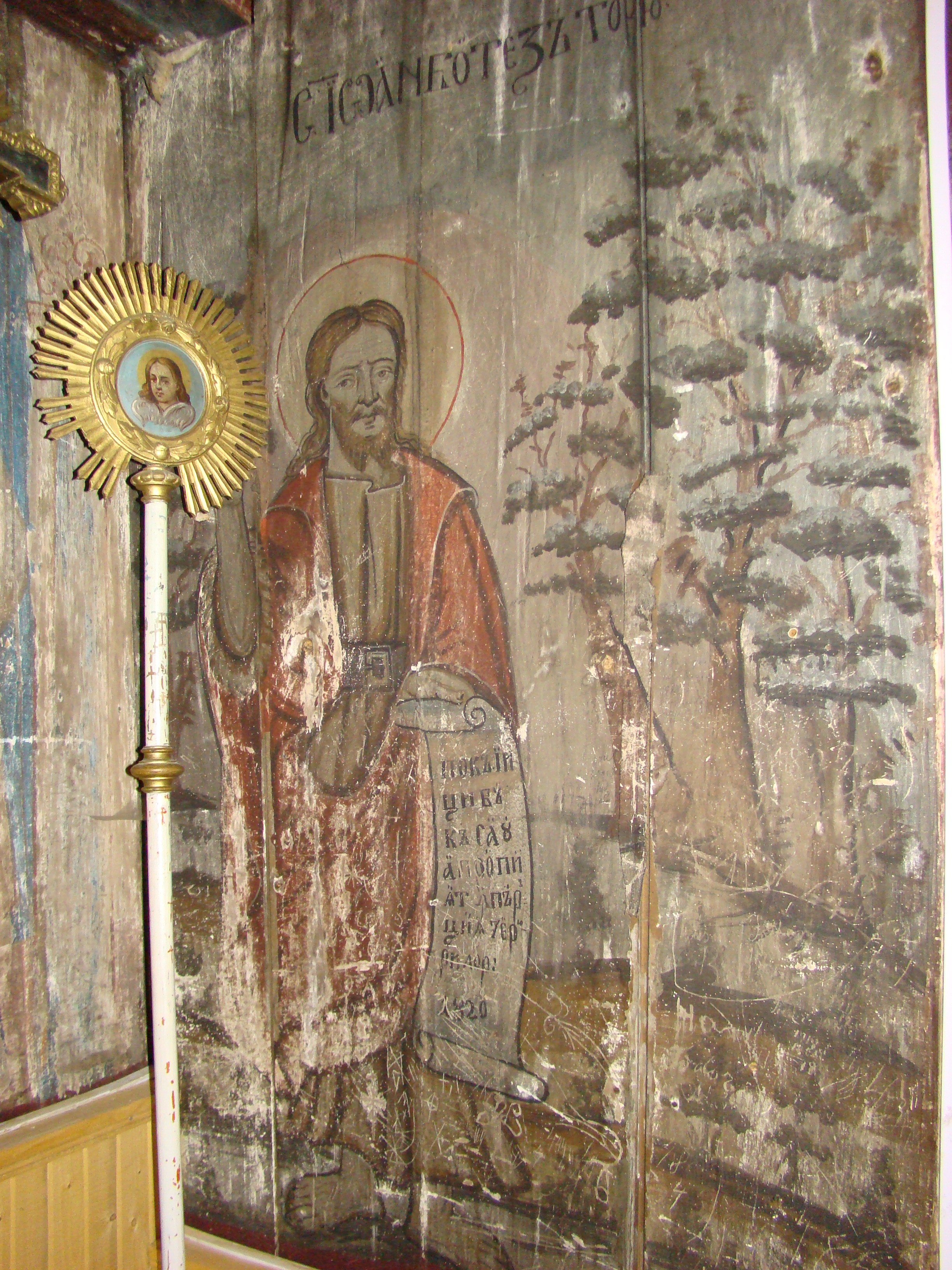
Pictura altarului: Sfântul Ioan Botezătorul

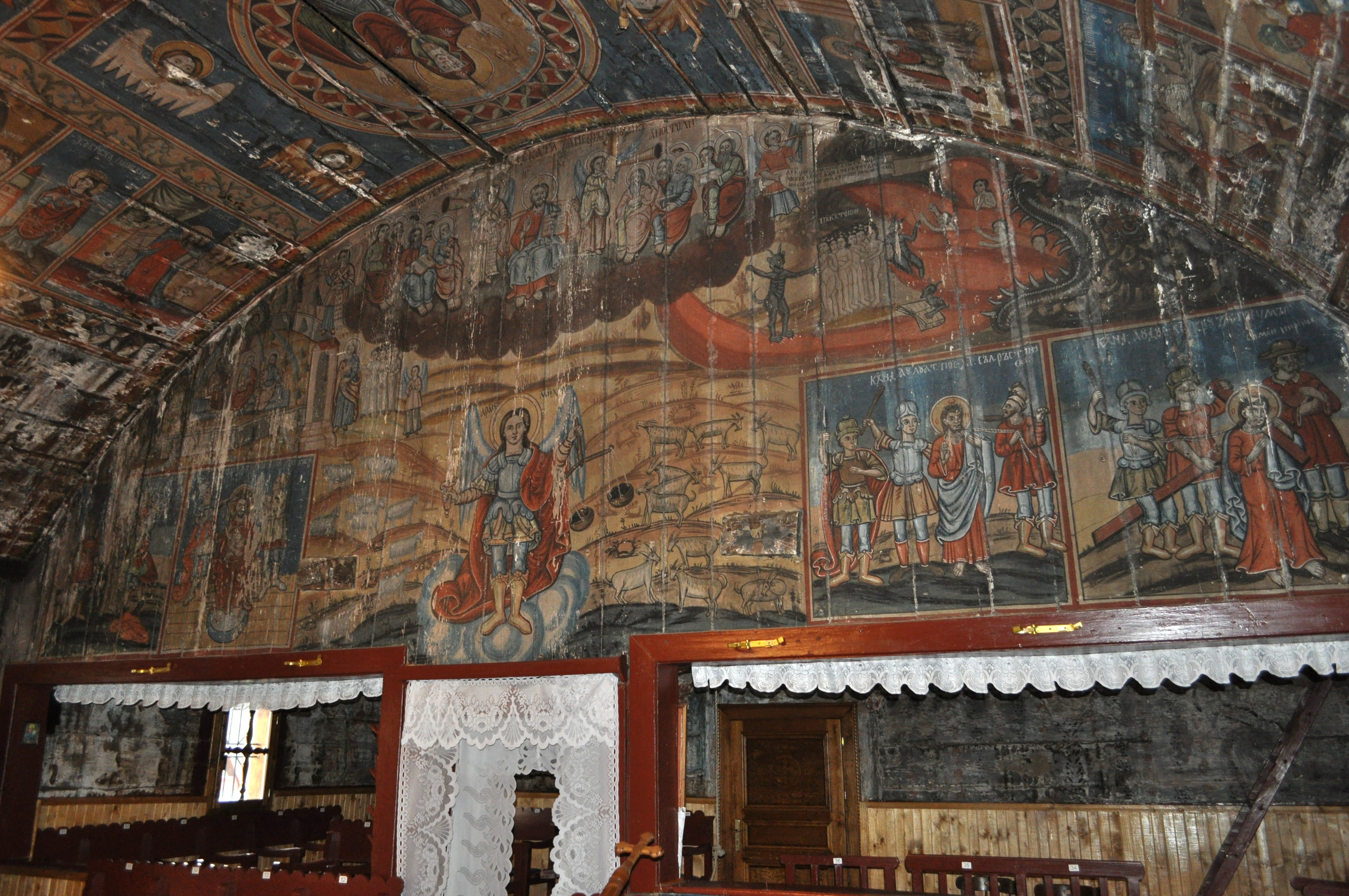
Timpanul de vest al naosului

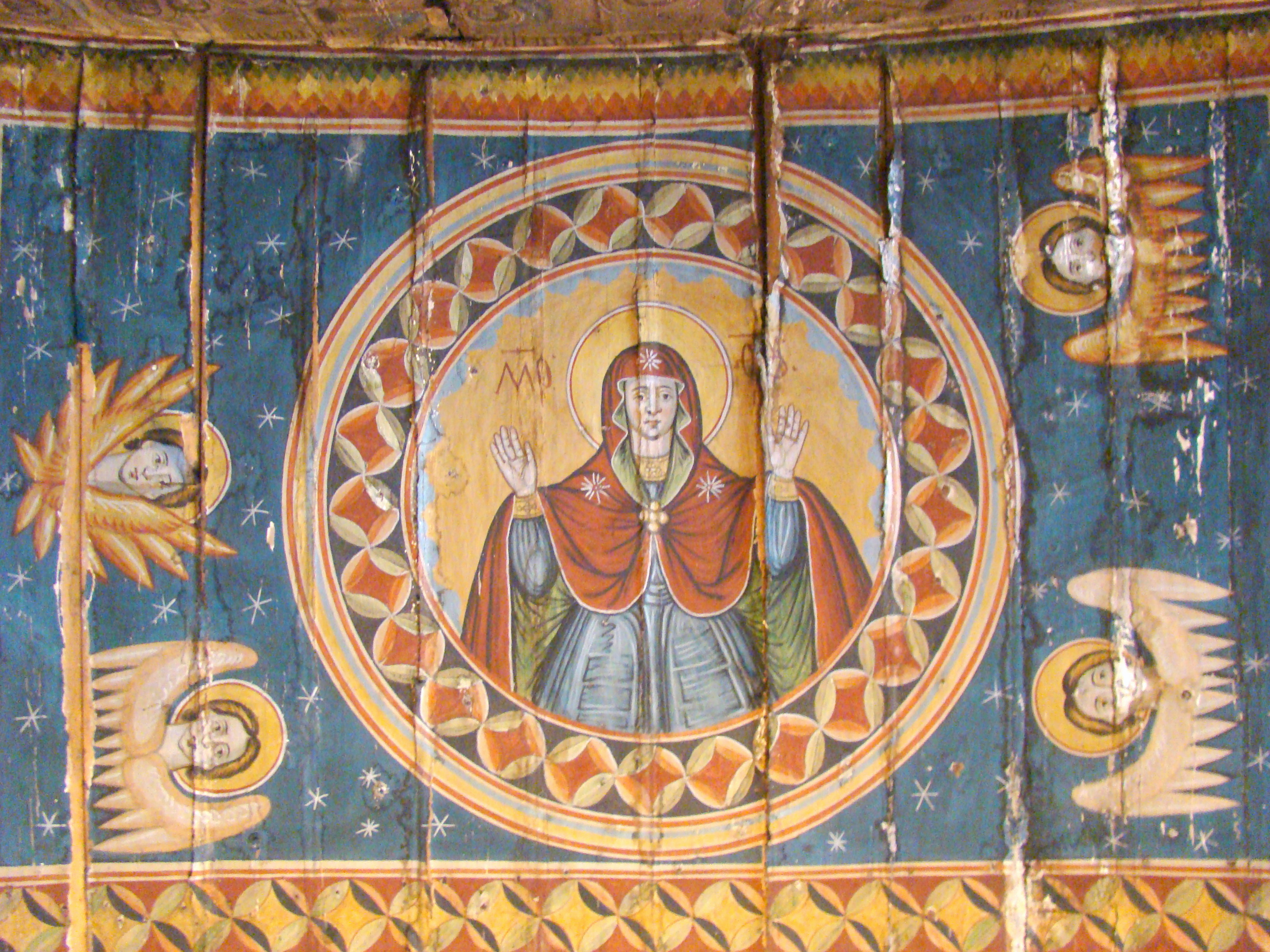
Boltă: Maria Orantă

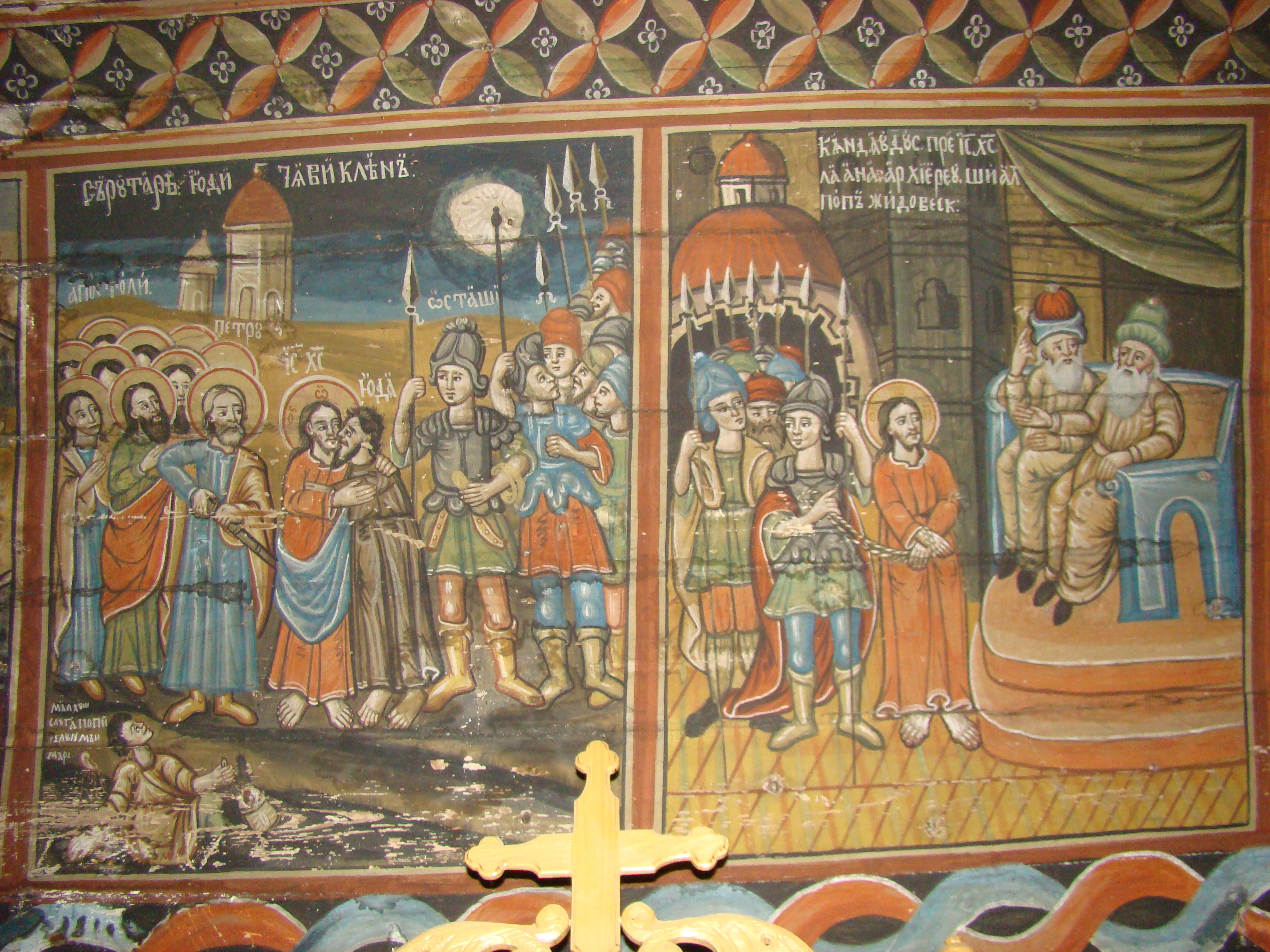
Naos: Sărutarea Iudii cea vicleană; Când l-au adus pe Iisus Hristos la Ana arhiereu.

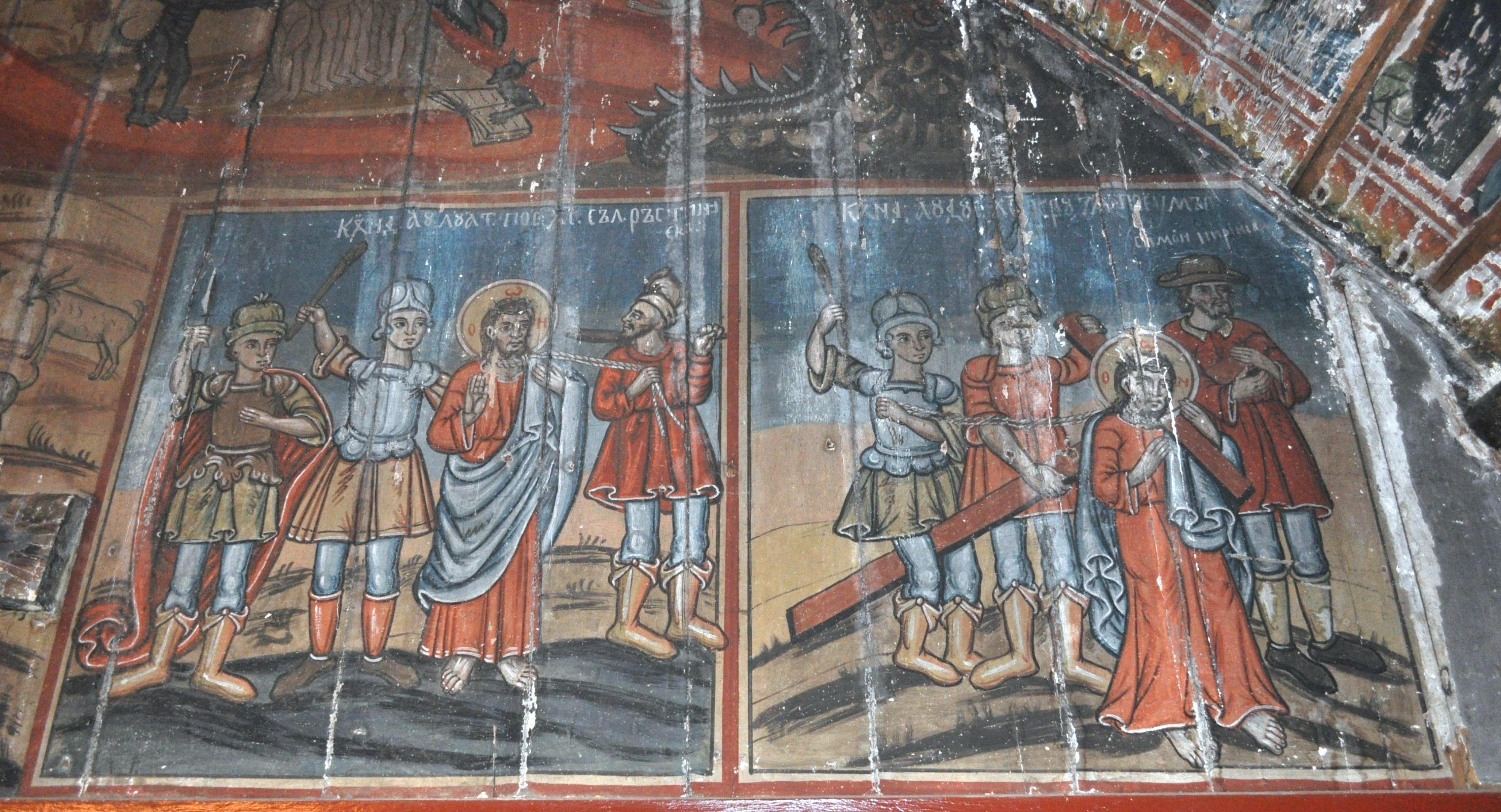
Naos: Biciuirea; Când l-au luat pre Hristos să-l răstignească.

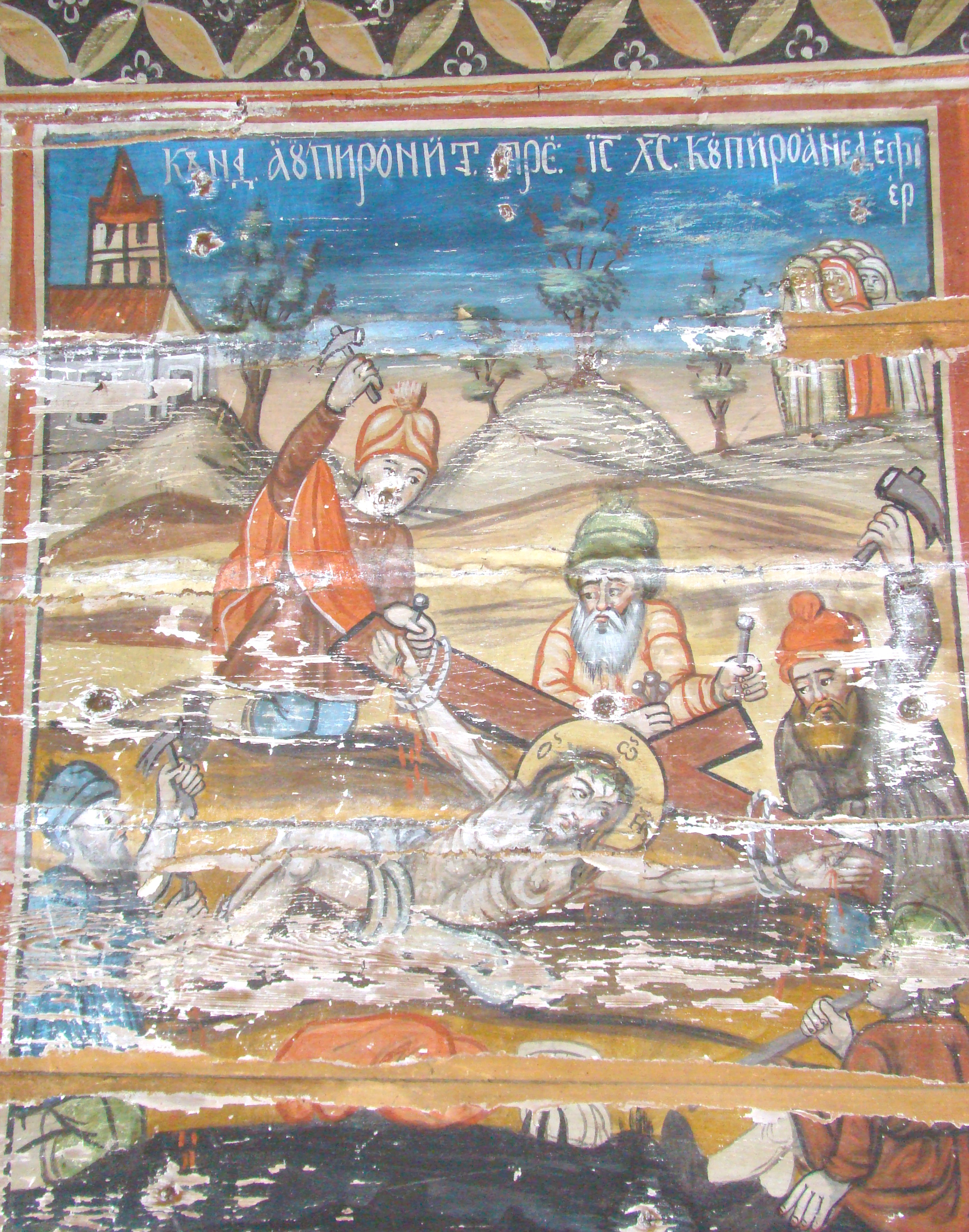
Naos: Când l-au pironit pe Iisus Hristos cu piroane de fier
.

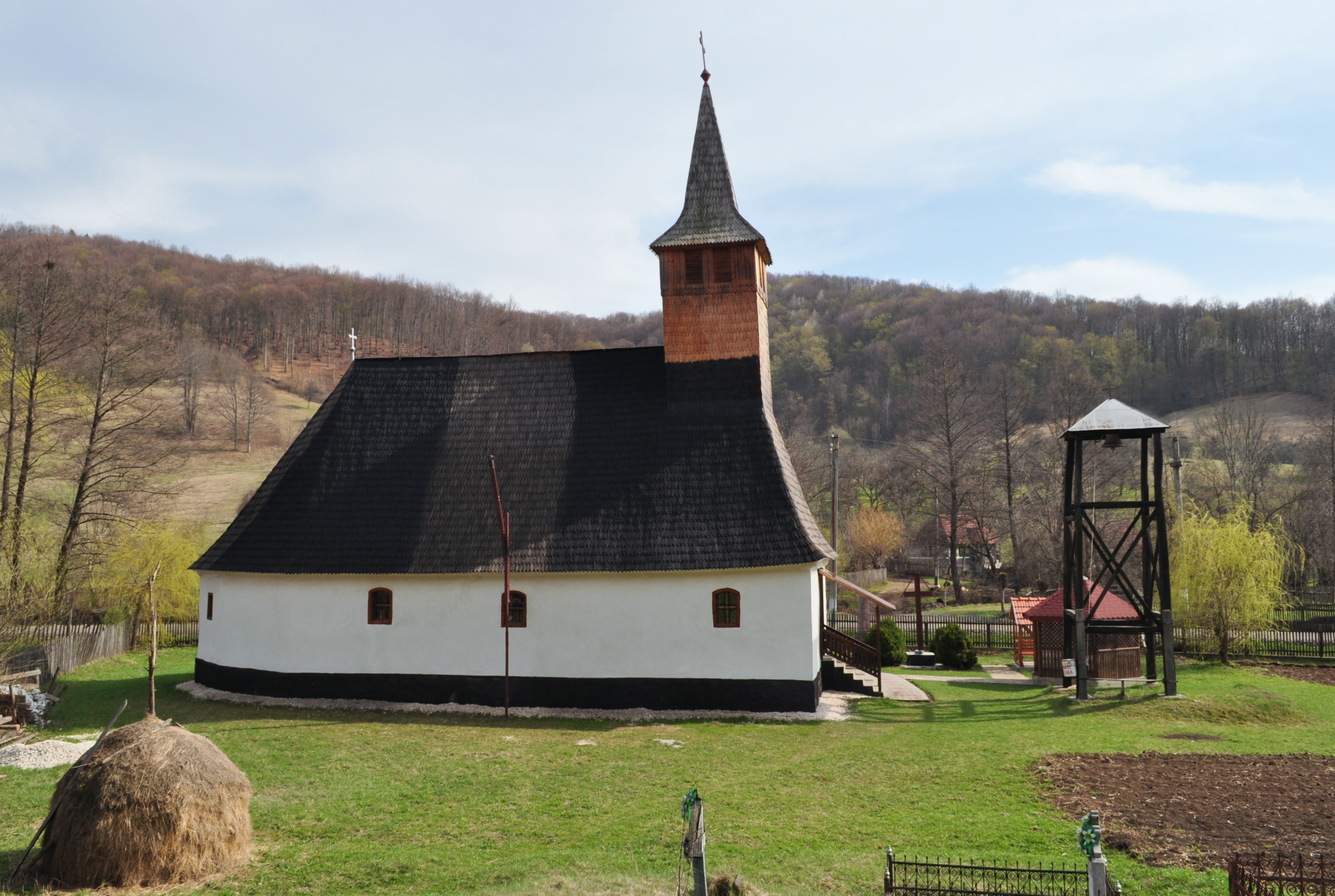
Biserica (nord)

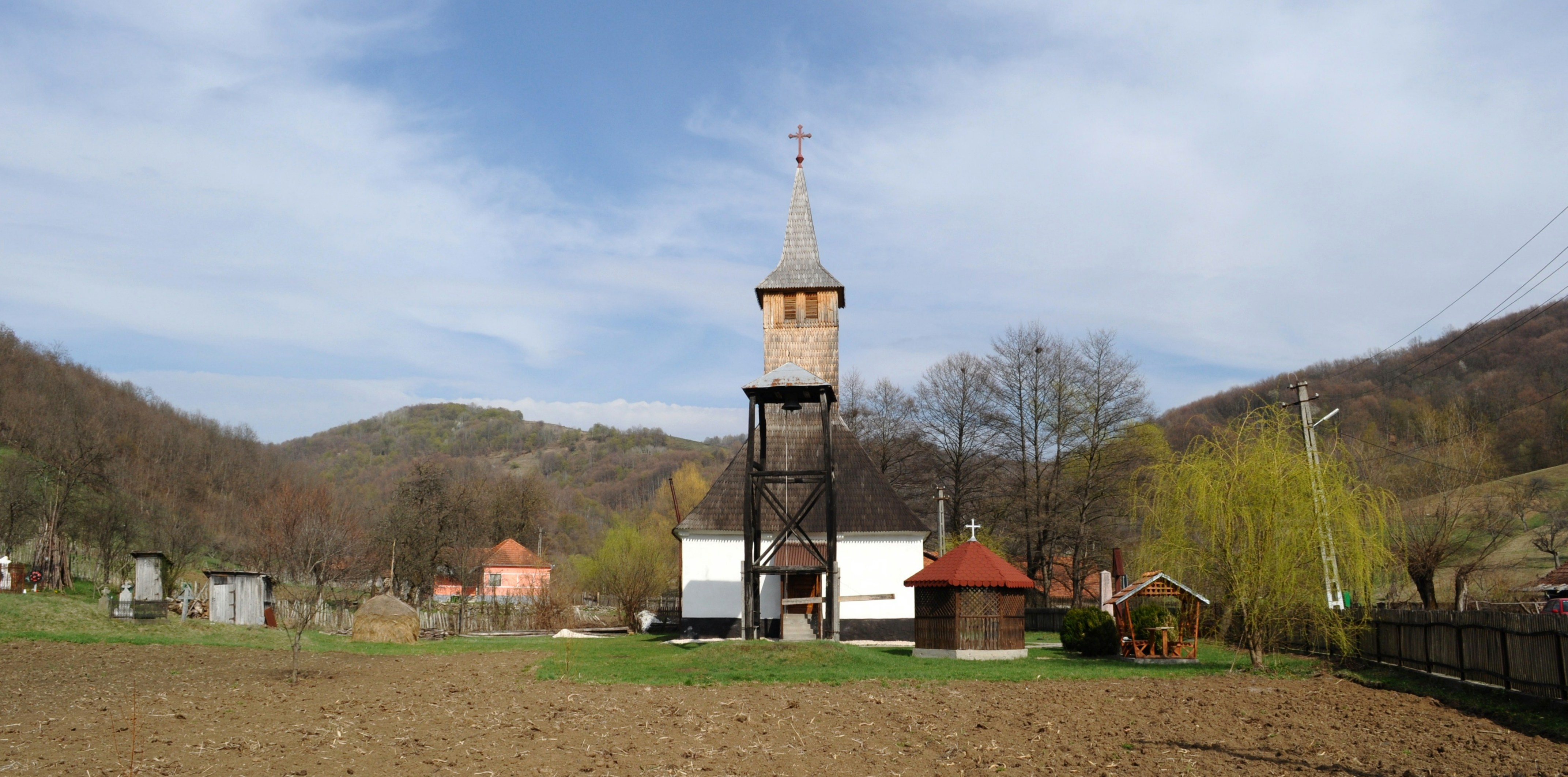
Biserica și împrejurimile

Biserica de lemn din Roșia Nouă, care se găsește în mijlocul satului Roșia Nouă, comuna Petriș, județul Arad, a fost construită în anul 1808 și poartă hramul ”Sfântului Mare Mucenic Dimitrie izvorătorul de mir”.

## Istoric și trăsături
Satul Roșia Nouă este așezat într-o zonă de dealuri, la poalele munților Zarandului, pe valea cu același nume. Denumirea derivă, se pare, de la „Rossi”, numele purtat de două surori care ar fi stăpânit aici pământul. Presupunerea este susținută de însuși numele Rossia, cum este menționat acest sat, în unele documente. Prima mențiune este din anul 1715, când avea doar 3 familii de iobagi. Cinci ani mai târziu, în 1720, sunt înregistrate șase familii. Către mijlocul secolului al XVIII-lea, numărul locuitorilor a crescut, datorită unor bănățeni care s-au refugiat aici, fugind de urgia turcească. Nu știm cât de exactă este această informație, păstrată de memoria colectivă a satului. În conscripția locuitorilor comitatului Arad, din anul 1743, la Roșia sunt înregistrate 22 de familii, printre care a „judelui” Faur Ion și cea a „juratului” Mocz German, adică Gherman „Moțul” dovadă că acesta provenea din Munții Apuseni, nu din Banat. (Familia Gherman există și azi, în Roșia.) Tot din Munții Apuseni au venit si familiile lui Dalca Lazăr și Dalca Crăciun. (O familie Dalca există în Arad, coborâtă și ea din Munții Apuseni.)
În acea vreme, puține sate aveau un număr de 22 de familii. Pe baza acestui număr, putem presupune că, în Roșia Nouă exista, la acea dată, o biserică. Presupunerea este întărită, credem, de episcopul Sinesie al Aradului care, în conscripția sa din anul 1755, menționează o biserică de lemn „veche”, la Roșia. Biserica avea hramul Bunavestire, un preot Ioan Popovici (deci „fiul popii”, adică urmașul tatălui său la altar) și un “diac” Ionaș ( probabil Ianăș). Totodată, episcopul notează că parohia era compusă din 24 de case. Această biserică a-a aflat pe un platou ce se desprinde din “dealul lui Lazăr Dalcă”, cel care este înscris în conscripția comitatului Arad din 1743, ca locuitor – cap de familie, în Roșia. Ea a fost vândută satului Șteia, din județul Hunedoara, probabil în anul 1810, după ce s-a terminat construcția începută în anul 1808 a unei noi biserici, situată în partea de jos a satului, unde se află și azi. Această biserică, având hramul Sf. Mucenic Dimitrie, a fost sfințită în anul 1811 de protopopul Vărădiei, Zaharia Protici. Mult timp, această biserică a fost servită de preoți localnici. În anul 1801 este amintit Ion Volungan, în anul 1833 a servit preotul Dura care semna, după vechiul obicei slavo-sârb, Durovici. În jurul anului 1870 au servit doi preoți, Nicolae si Ștefan Vesa, la 1880 Ion Cimponeriu, apoi, la 1900, Petre Vesa și în 1934 Teodor Mândra. După această dată, șirul preoților localnici se încheie. Mulți dintre cei care au păstorit în continuare nu au stat mult în Roșia, sat sărac, izolat și lipsit de mijloace de comunicație. Totuși, biserica s-a păstrat în atenția puținilor turiști rătăciți în această vale pitorească de la poalele Munților Zărandului.
Biserica a fost ridicată pe o temelie de piatră brută, pereții au fost construiți din bârne de stejar, tencuiți în exterior și dați cu var. În decursul timpului, biserica a suferit mai multe reparații. Se cunosc cele din anul 1862, când biserica a fost înălțată pe o nouă temelie, deoarece se afundase, datorită locului mlăștinos în care fusese așezată. În anul 1867 a fost schimbat acoperișul, iar în 1909 (sau 1912) a fost din nou ridicată pe o temelie de piatră. Biserica a fost construită pe obișnuitul plan dreptunghiular, având o absidă nedecroșată, sprijinită pe cinci laturi ale unui poligon (dim. 18,10x7,10m). Are două intrări, una în naos, la sud, alta în pronaos, la vest.
O particularitate prezintă turnul, datorită acoperișului său piramidal, „gotic”, spre deosebire de celelalte biserici de lemn din Valea Mureșului, al căror turn are în componență bulbul „baroc”. Comparată cu splendidele turnuri de tip „gotic” din Maramureș, de pildă, sau chiar cu unele imediat de la nord, din zona Hălmagiului, realizarea de la biserica din Roșia este modestă, nu lipsită însă de un anumit efect estetic. Înălțimea turnului (14,40m de la sol la crucea din vârf) este perfect proporțională cu dimensiunile edificiului. Alcătuirea sa este simplă: o prismă construită din scânduri de brad dispuse vertical, având încheieturile acoperite de șipci a căror ritmică generează sugestia de elansare a turnului. Sugestia este întărită de panta acoperișului bisericii, mult mai abruptă decât la celelalte biserici din Valea Mureșului, precum și efectul „iluzionist” al șindrilei denumite „praștilă”. O altă notă aparte prezintă cele nouă ferestre ale bisericii (trei la altar, patru la naos și două la pronaus), prevăzute cu ancadramente terminate cu arce în formă de arc de cerc. Ferestrele au o deschidere mai mare decât cea obișnuită, ceea ce asigură o mai bună luminozitate în interiorul bisericii.
Pictura bisericii ortodoxe a fost finalizată în anul 1820 de către pictorul Nicolae din Lupșa Mare. În naosul bisericii, pictorul Nicolae din Lupșa Mare a zugrăvit Ciclul Patimilor iar în absida altarului a fost pictată jertfa lui Avraam, Sf. Troiță și friza patriarhilor. Icoanele împărătești au fost pictate cu o decorațiune în ipsos și datează din secolul XVIII-lea.

## Programul iconografic
Zugravul Nicolae de la Lupșa Mare a realizat la biserica de lemn din Roșia, cea mai importantă lucrare din activitatea sa, desfășurată în Valea Mureșului, atât prin amploarea, cât mai ales prin calitatea sa artistică. Se pare că acestei lucrări i-a consacrat cel mai lung timp. Într-o însemnare de pe coperta unui Catavasier tipărit la Râmnic (1750), zugravul Nicolae notează că a terminat pictura bisericii din Roșia pe data de 17 aprilie 1820. Acest an este incizat pe spatele celor două icoane împărătești, Maica Domnului cu Pruncul pe tron și Iisus Hristos Învățătorul, de pe iconostas, iar în altar, același an este menționat la finalul textului de pe rotulusul pe care îl ține în mână Sfântul Ioan Botezătorul, înfățișat într-o icoană de mari dimensiuni, adosată iconostasului. În schimb pe bolta naosului, în medalionul în care este reprezentat Iisus Hristos Pantocrator, în dreapta, jos, este scris anul 1819. Din aceste date se desprinde o concluzie: în anul 1819, zugravul Nicolae a executat pictura murală, iar în anul 1820, cea a iconostasului, încheind, probabil, cu cele două icoane mari din altar, Sf. Ioan Botezătorul, menționată mai sus și Sf. Sava (Destul de ciudată si neobișnuită plasarea acestor două icoane în altar, pe spatele iconostasului).
Programul iconografic este cel cu care ne-a obișnuit Zugravul Nicolae, având însă un număr mai mare de teme și scene. Registrele sunt despărțite de benzi decorative, alcătuite din vrejuri elegant ondulate și purtând flori, sau din frunze dispuse în cruci culcate, precum și din meandre pictate în roșu și albastru, care se întretaie ritmic. Decorul bogat contribuie la efectul de ansamblu al picturii zugravului de la Lupșa Mare, care a aplicat aici, la Roșia, o cromatică vie, de o mare intensitate. Din nefericire, trecerea timpului a afectat această pictură reprezentativă pentru stilui „școli” de zugravi din Munții Apuseni, din secolul al XVIII-lea.

## Pictura altarului
În altar, pe pereți, este reprezentat ciclul Sfinților Ierarhi, înfățișați stând în picioare, sub o arcadă, văzuți frontal, purtând veșminte arhierești. Se mai poate descifra numele Sf. Petru din Alexandria, în dreptul proscomidiarului, Sf. Ioan Gură de Aur, Sf. Spiridon, Sf. Pantelimon. Șirul ierarhilor este marcat, la mijloc, de reprezentarea Năframei Veronichii. În conca altarului, zugravul a pictat obișnuita temă a Sfintei Treimi, tratată sub forma apuseană a Încoronării Fecioarei. Scena este încadrată de Soborul Arhanghelilor. Sfânta Maria apare într-o a doua scenă, cu adâncă rezonanță simbolică: Fecioara strivind capul șarpelui. Scena este încadrată de reprezentarea Jertfei lui Avraam și de cea a Proorocului Iona cu balena și un înger.

## Pictura naosului
În naos, pictura parietală este, în parte, deteriorată. Pe peretele sudic, zugravul Nicolae a reprezentat sfinți mucenici. De la est la vest: 1 Sf. Mucenic Procopie; 2. Indescifrabil; 3. Sf. Mucenic Dimitrie; 4. Sf. Mucenic Teodor Tiron; 5. Indescifrabil; 6. Indescifrabil. Pe peretele nordic: 1. Indescifrabil; 2. Duminica slăbănogului; 3. Duminica samarinencii; 4. Duminica orbului; 5. Înălțarea la cer; 6. Indescifrabil.
Un program foarte riguros articulat a aplicat zugravul Nicolae în pictura de pe boltă. Scenele evanghelice, selectate din viața Mântuitorului și câteva legate de Sfânta Marie, încheiate cu momente din ciclul patimilor, distribuite pe două registre la nord și două la sud, se succed aproape cronologic. Vasta compoziție începe în registrul I (de jos) de la nord, cu o desfășurare de la est la vest: Bunavestire; 2. Nașterea lui Iisus Hristos; 3. Tăierea împrejur; 4. Botezul Domnului (în acest caz zugravul sa orienta după ordinea calendaristică); 5. Întâmpinarea Domnului(Stretenia); 6. Intrarea în Biserică a Maicii Domnului; 7. Duminica Floriilor.
Această narațiune sfântă continuă în registrul II (de sus) de la sud, cu evenimentele din ultima săptămână (a patimilor) petrecută de Mântuitorul Iisus Hristos pe pământ: (de la sud la vest) 1. Cina cea de taină; 2. Rugăciunea din grădina Ghețimani; 3. Sărutarea Iudii cea vicleană; 4. Când l-au adus pe Iisus Hristos la Ana arhiereu; 5. Când au dus pe Iisus Hristos la Caiafa; 6. Când au dus pe Iisus Hristos la Irod; 7. Când au dus pe Iisus Hristos la Pilat din Pont; 8. Iisus în închisoare. Alte patru scene din ciclul patimilor, zugravul Nicolae le-a pictat pe peretele de vest al naosului, deasupra cărora a prezentat Judecata de apoi. În stânga, jos: 1. Punerea coroanei de spini pe capul lui Iisus; 2. Biciuirea. În dreapta, jos: 3. Când l-au luat pre Hristos să-l răstignească; 4. indescifrabil.
Narațiunea se încheie în registrul II (de sus) al bolții, la nord, într-o înșiruire de la vest, la est: 1. Când l-au pironit pe Iisus Hristos cu piroane de fier; 2. Când au ridicat jidovii crucea cu Iisus Hristos; 3. Răstignirea lui Iisus Hristos; 4. Luarea de pe cruce; 5.Punerea în mormânt (Plângerea); 6. Învierea lui Iisus Hristos (după modelul iconografic apusean).

## Imagini din exterior

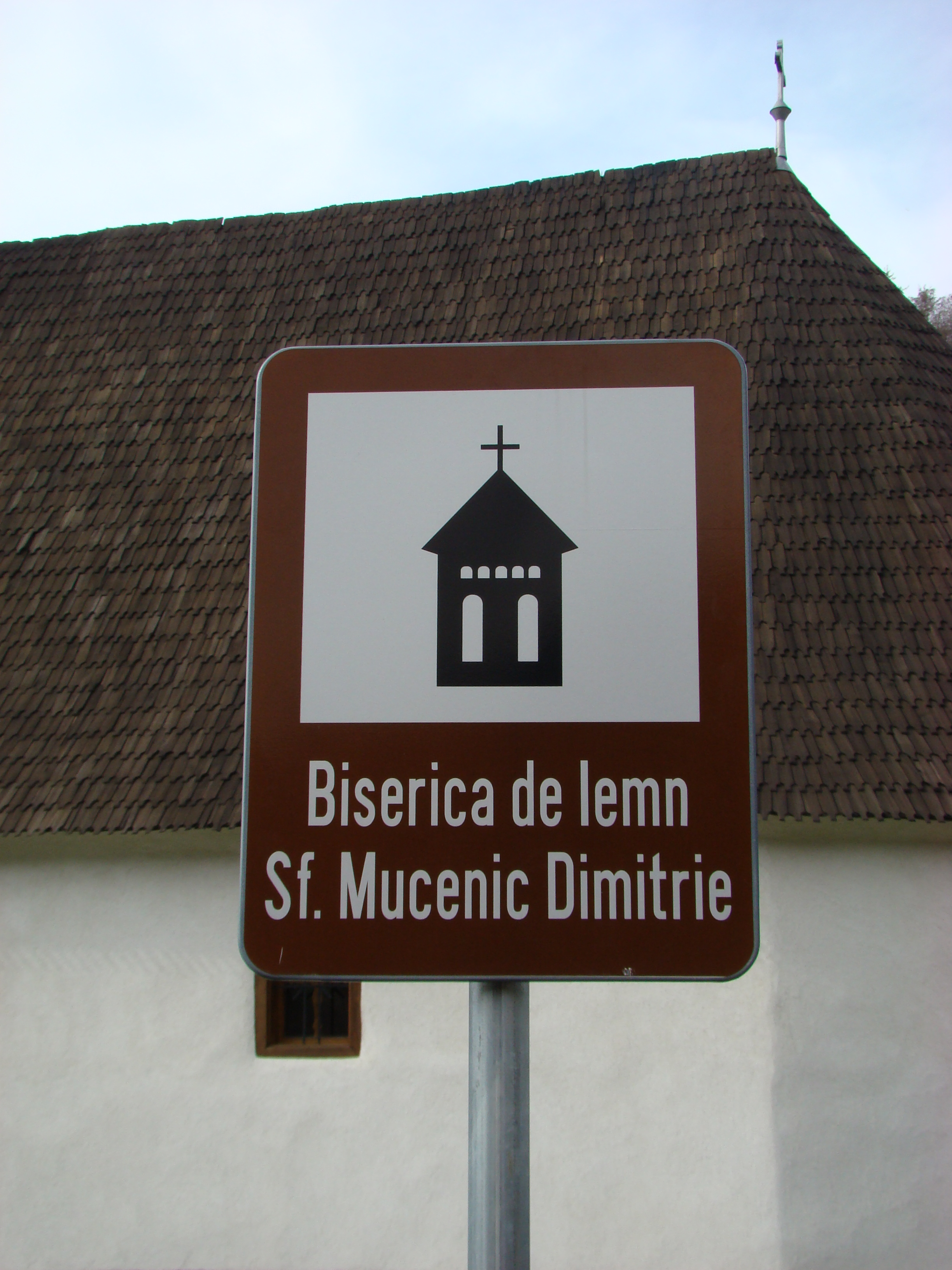
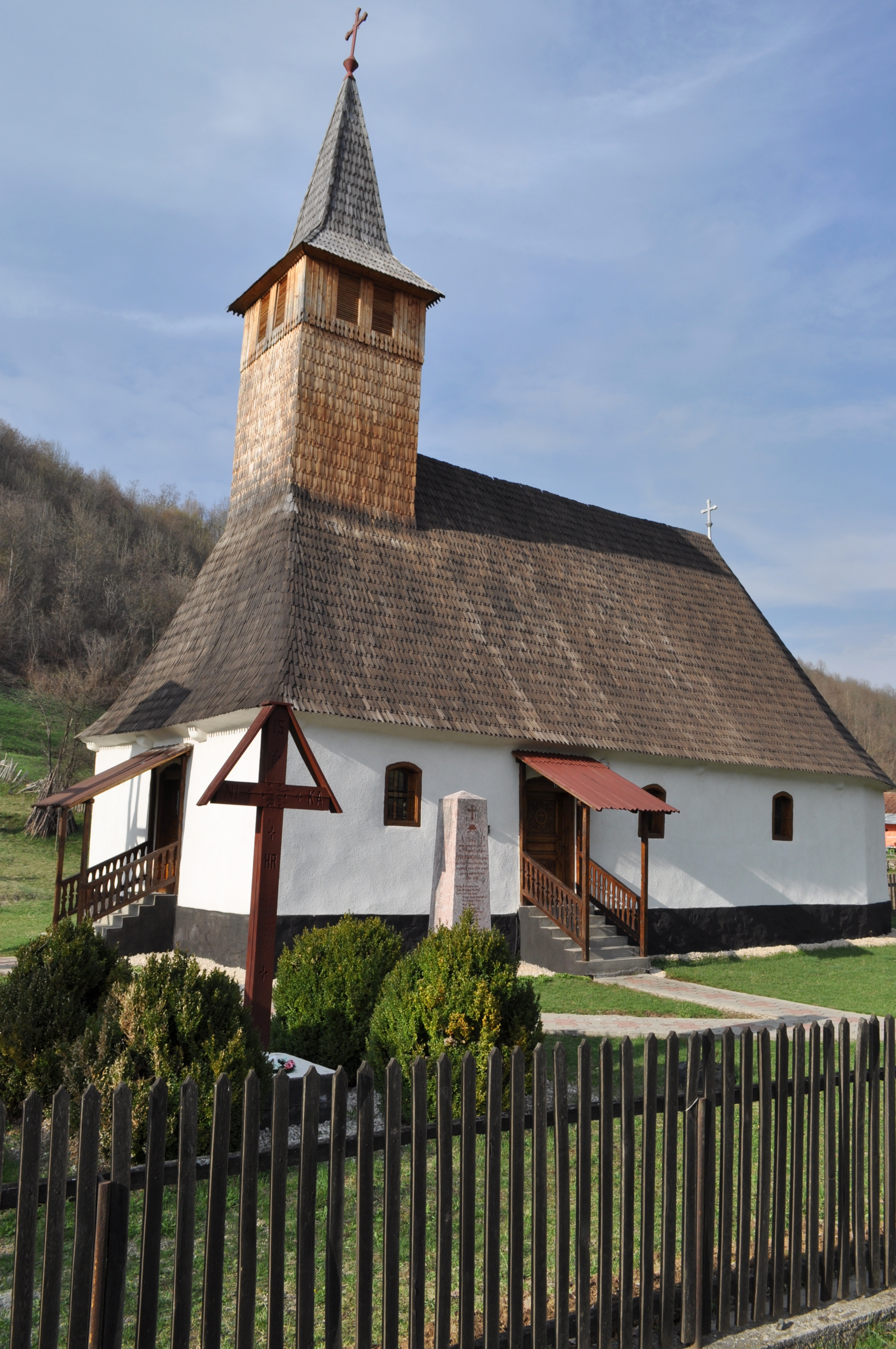
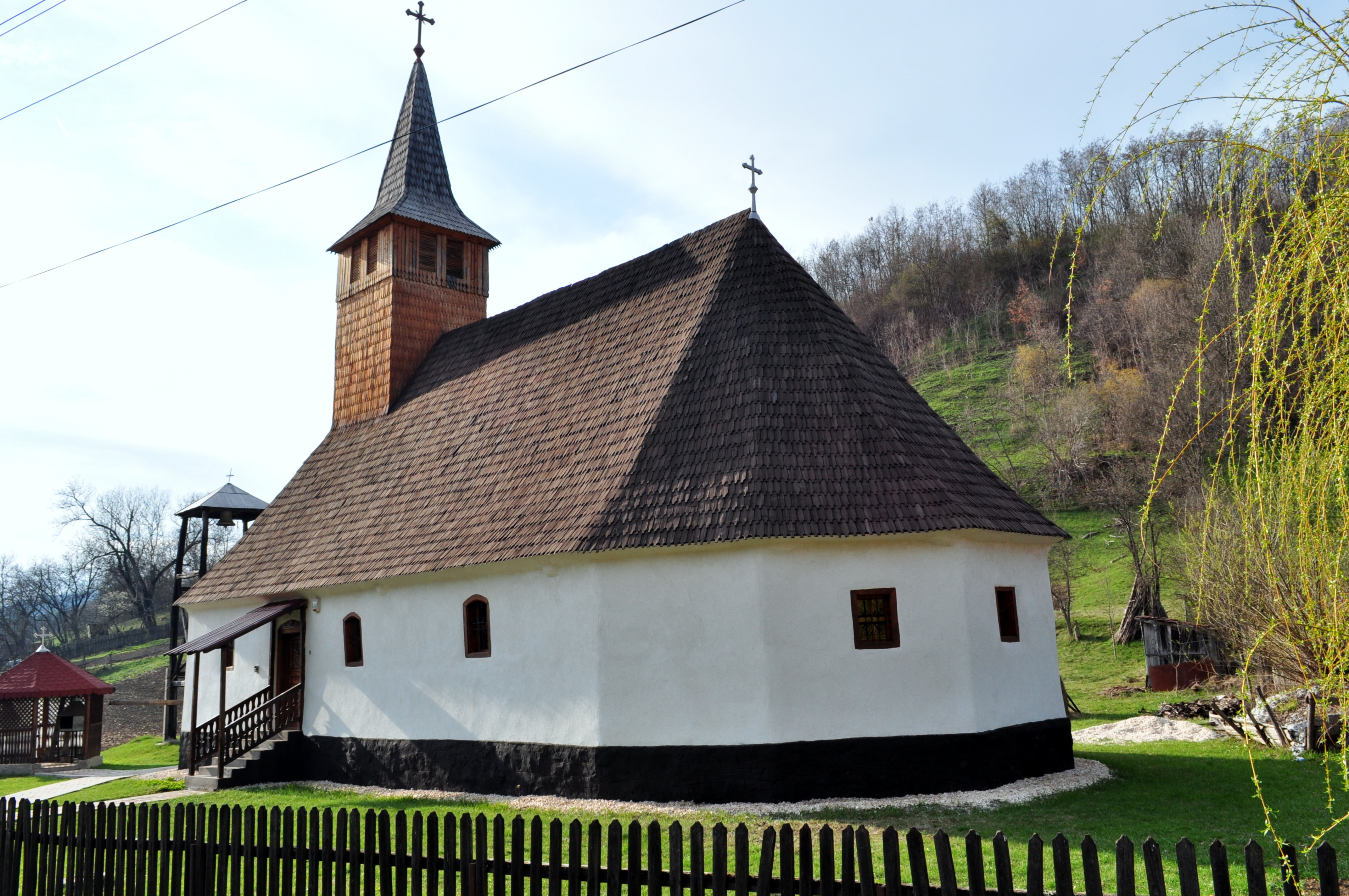
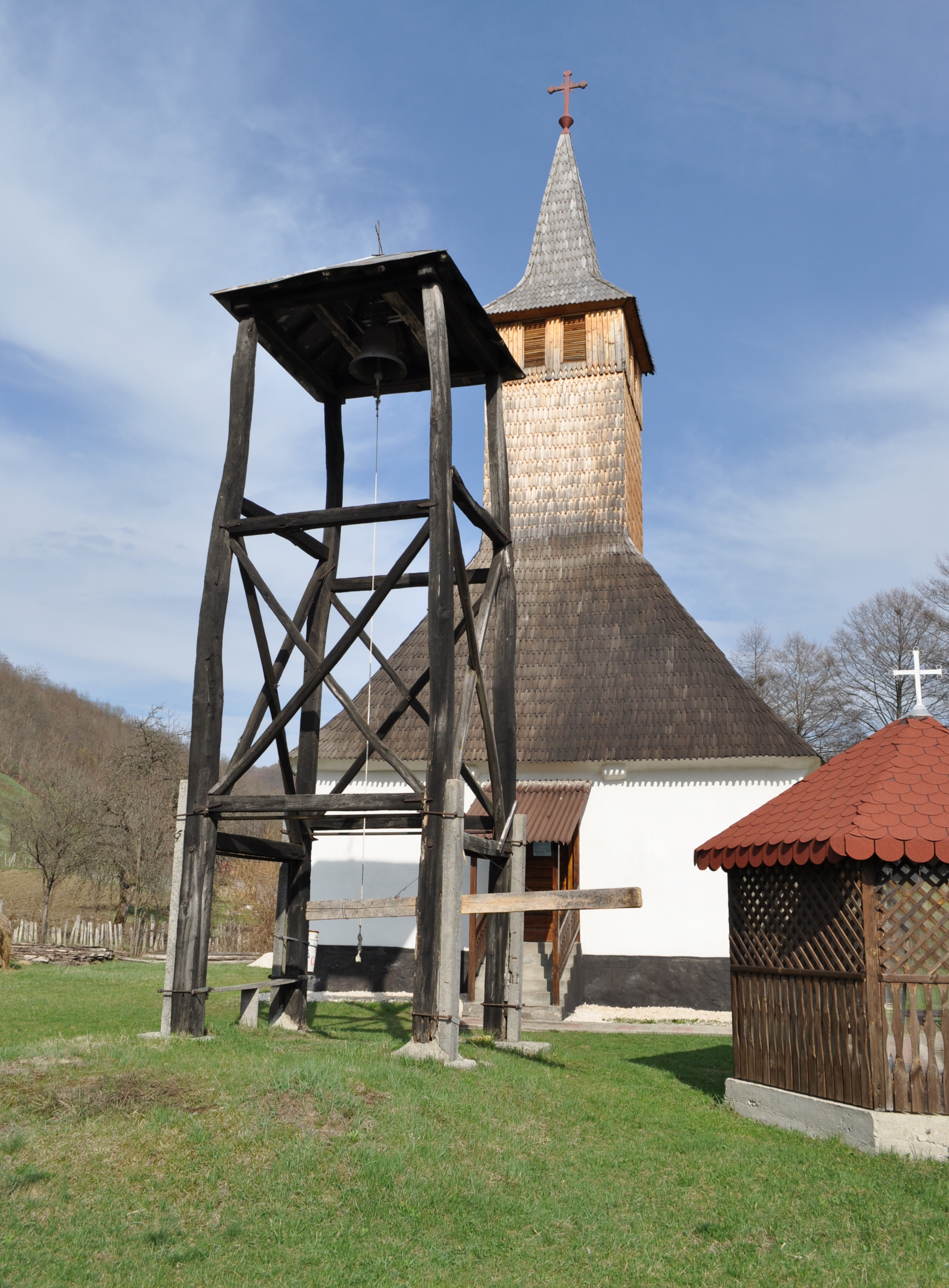
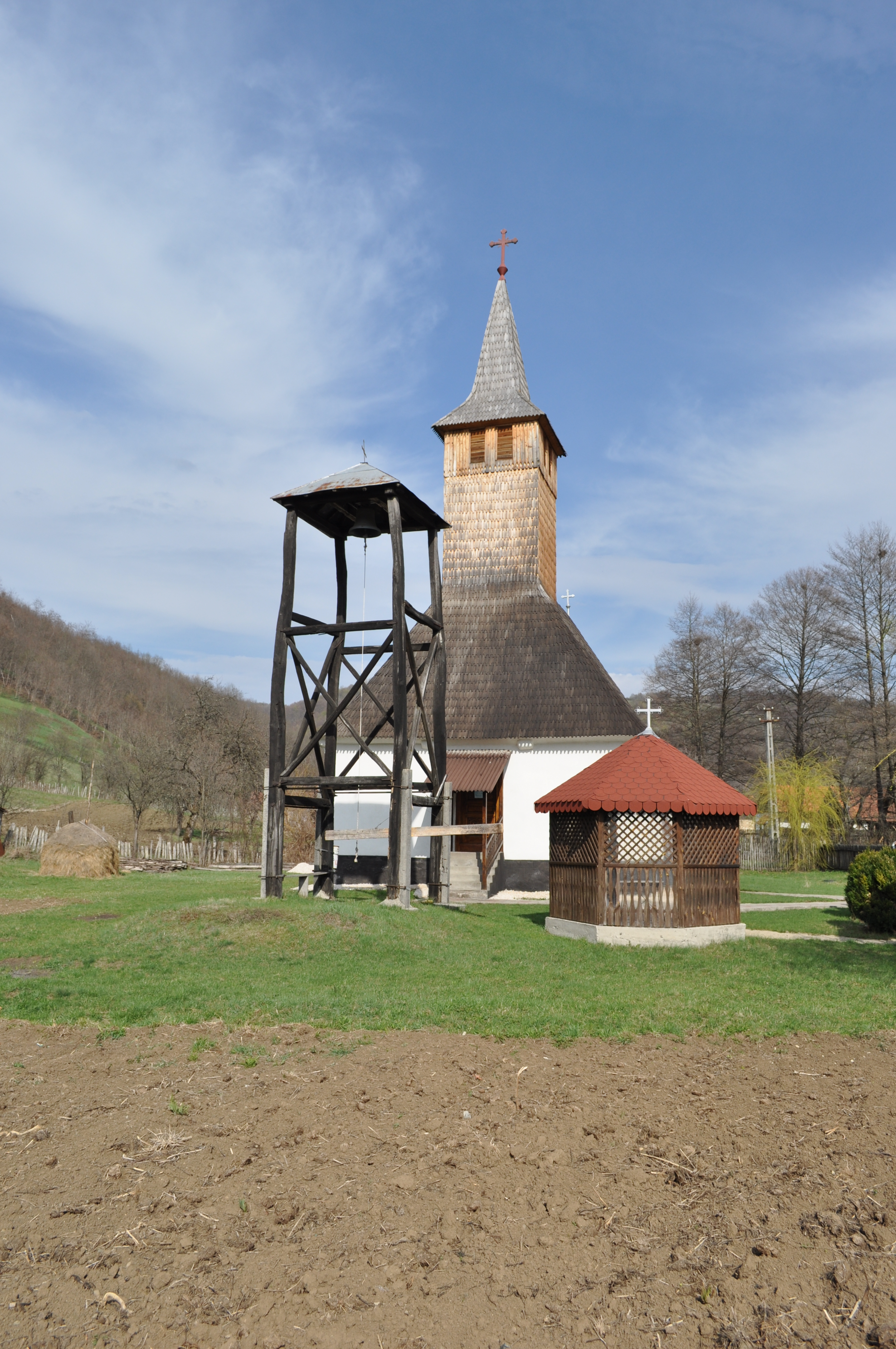
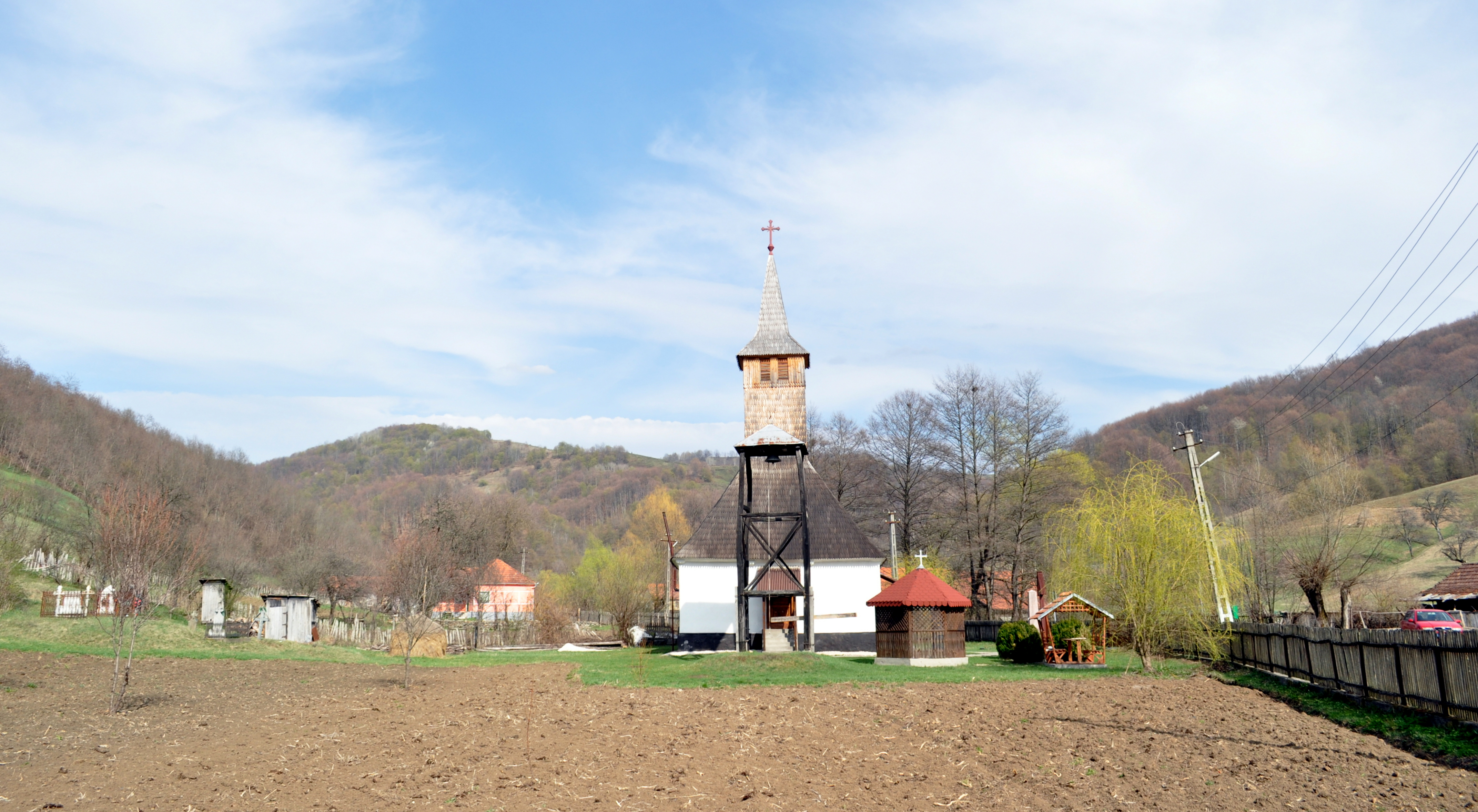
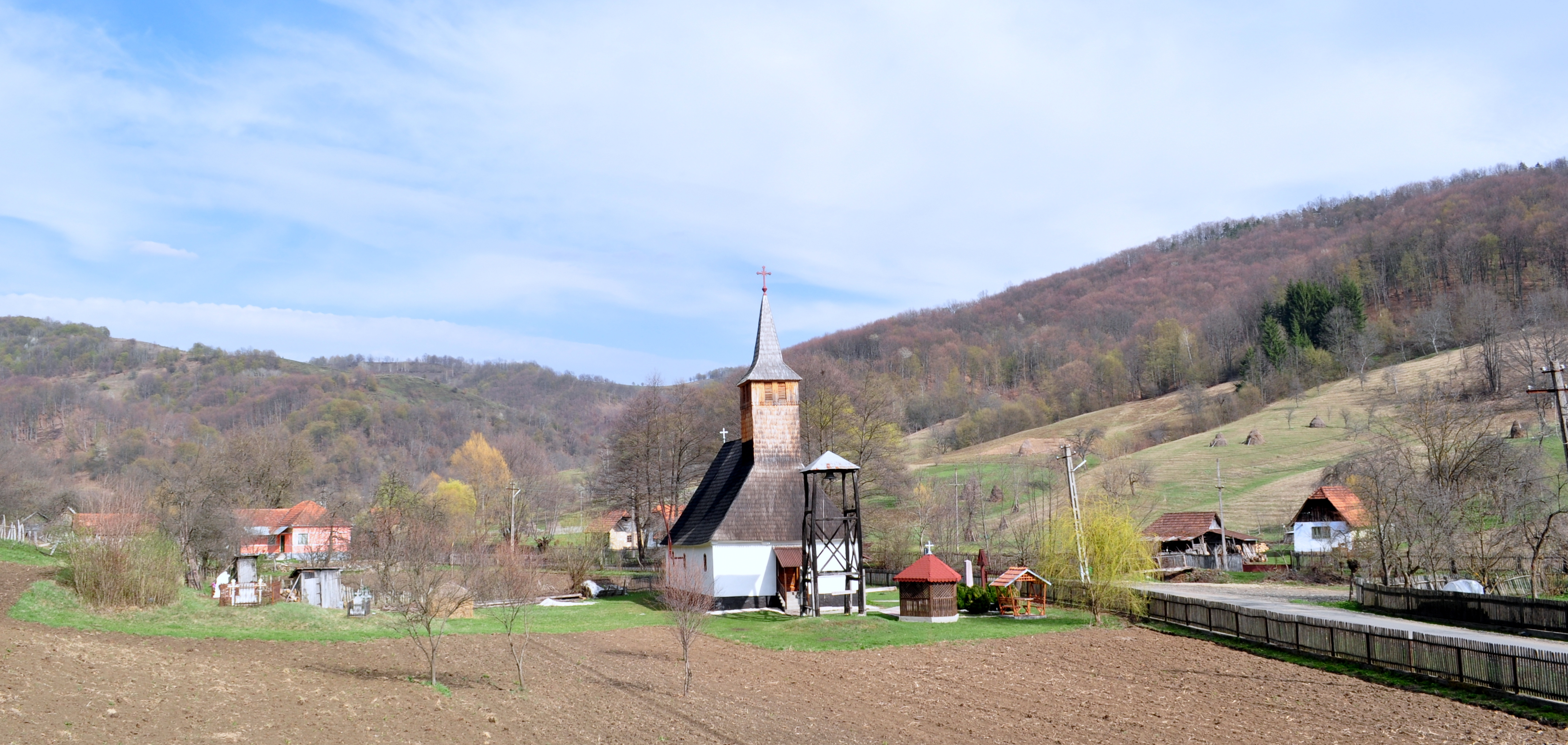
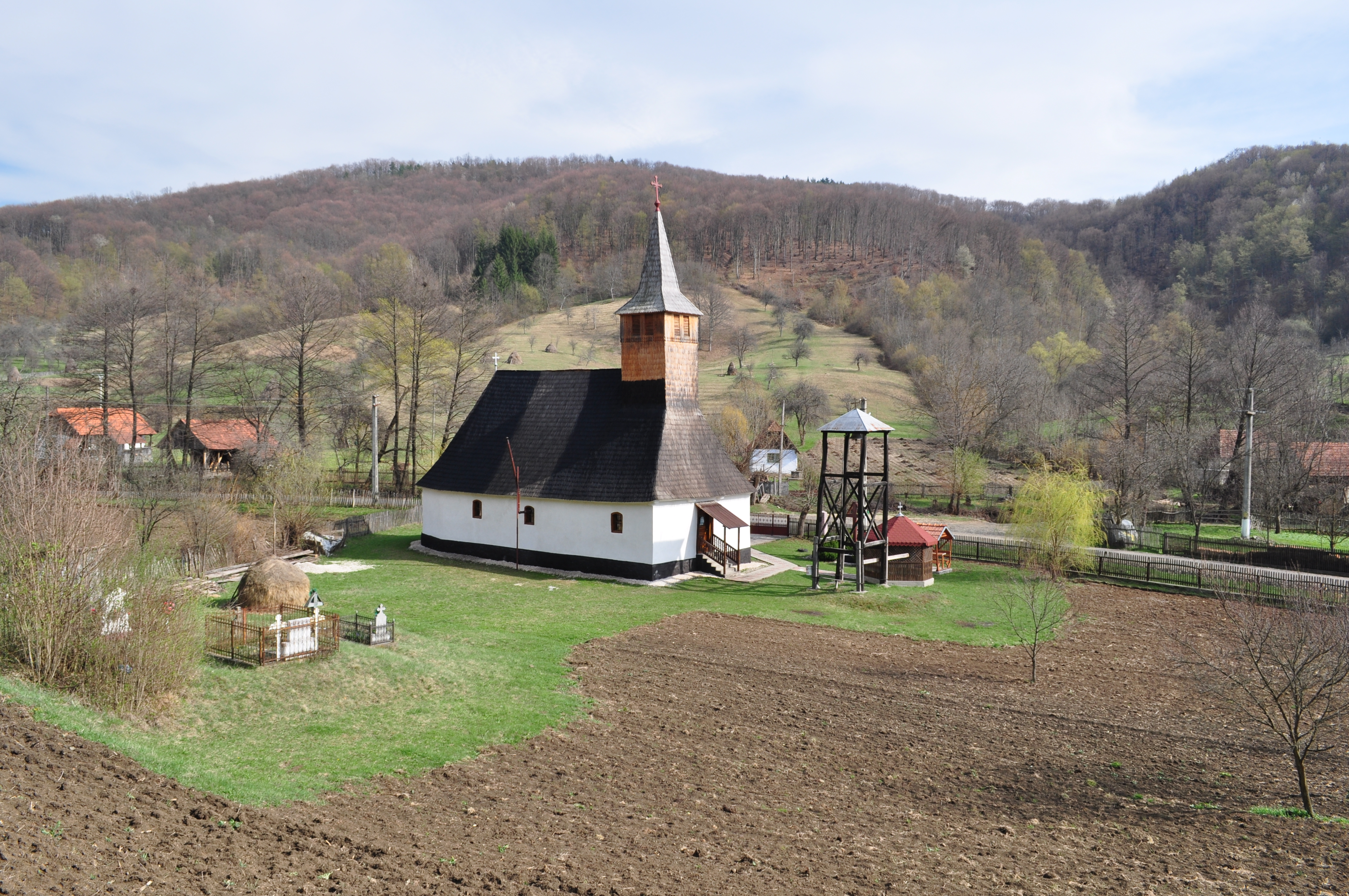
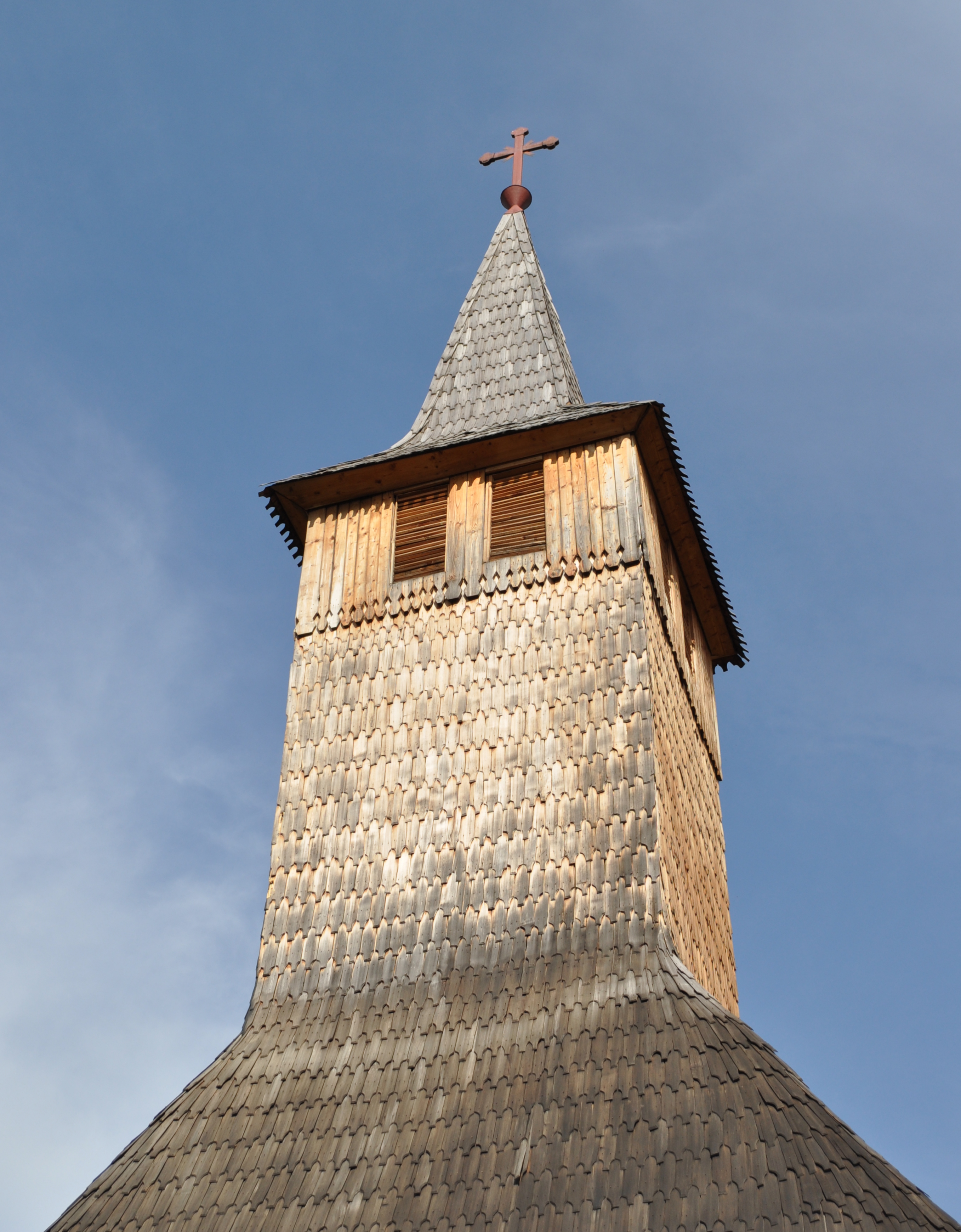
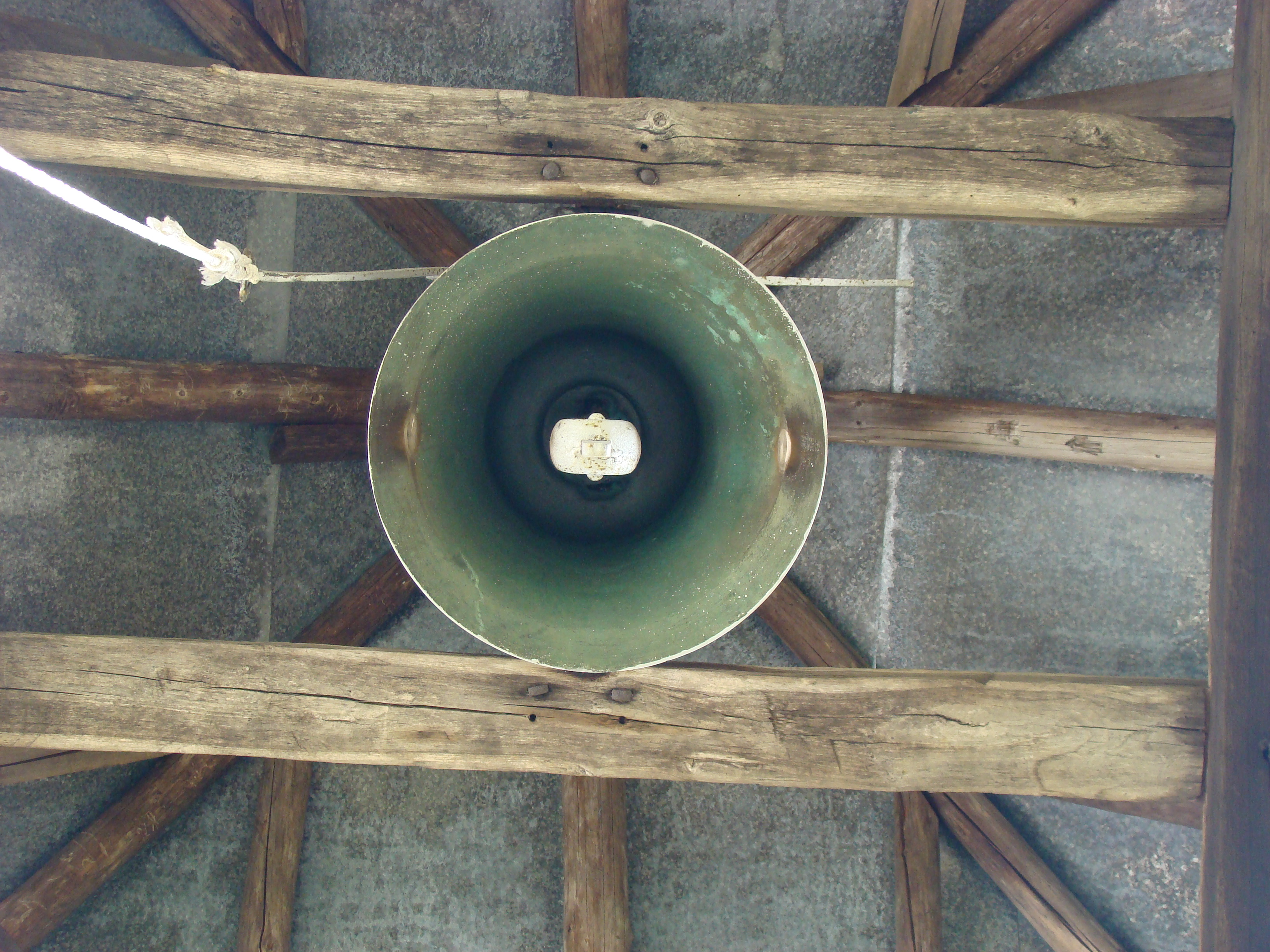

## Imagini din interior

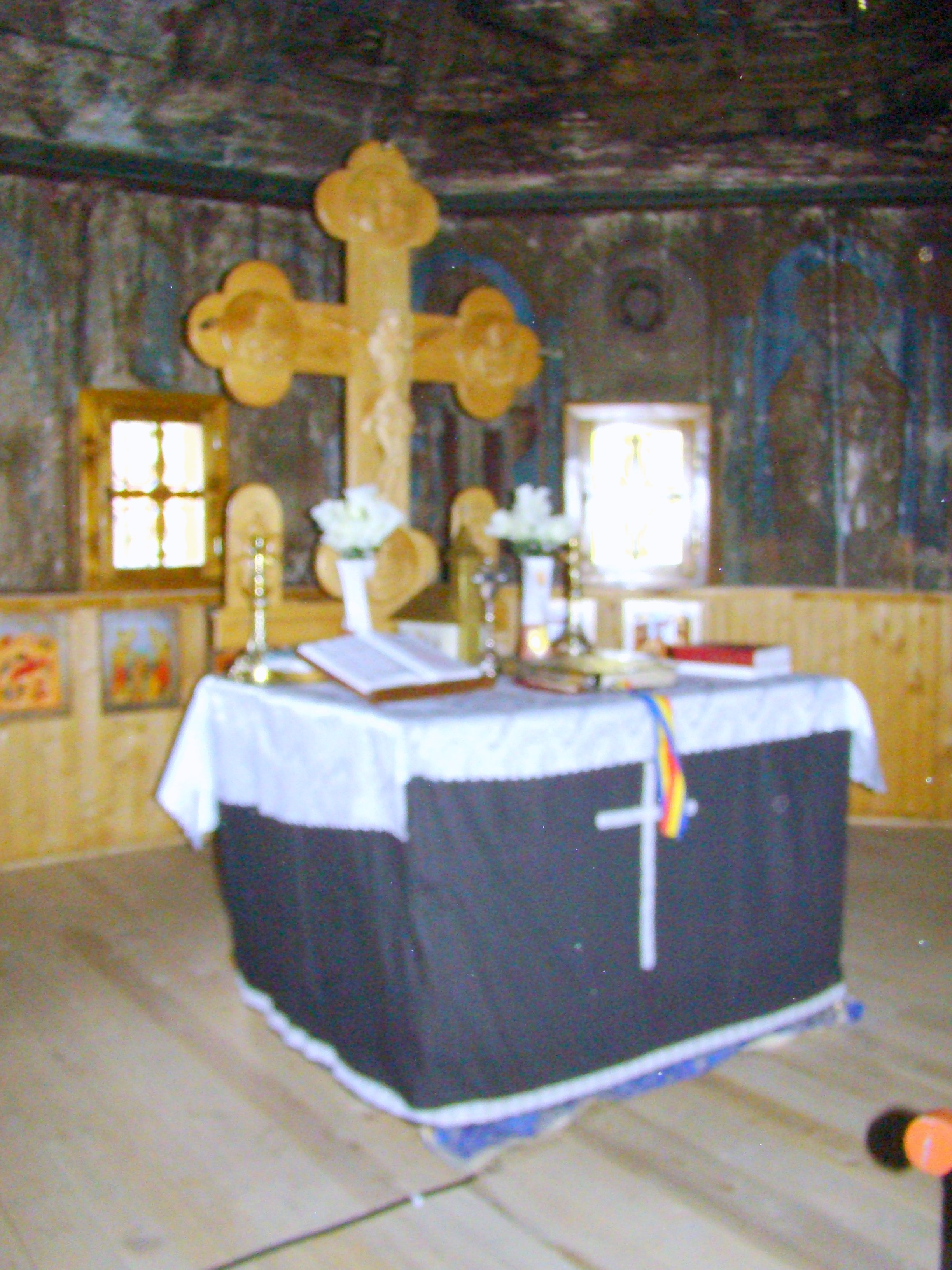
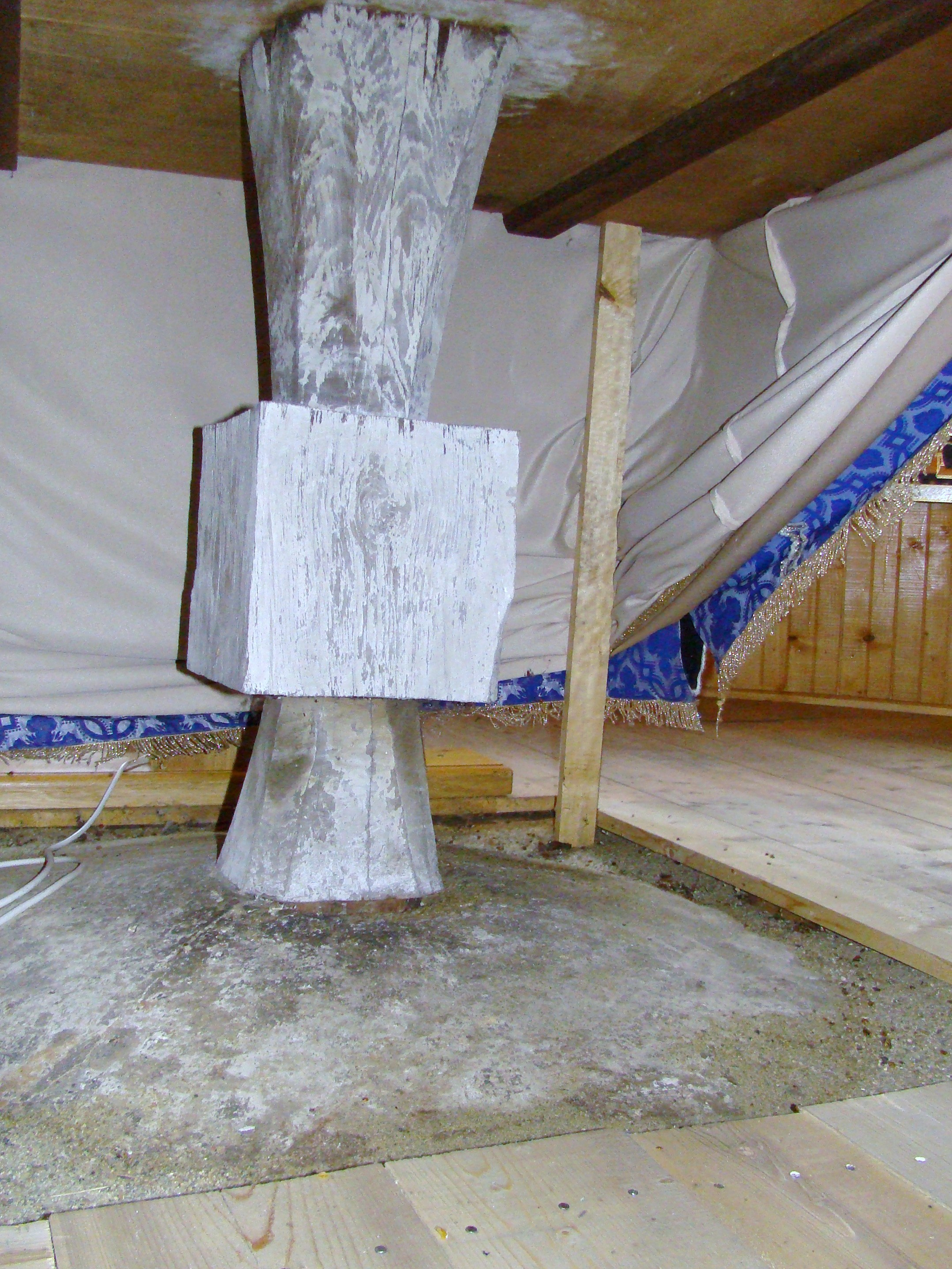
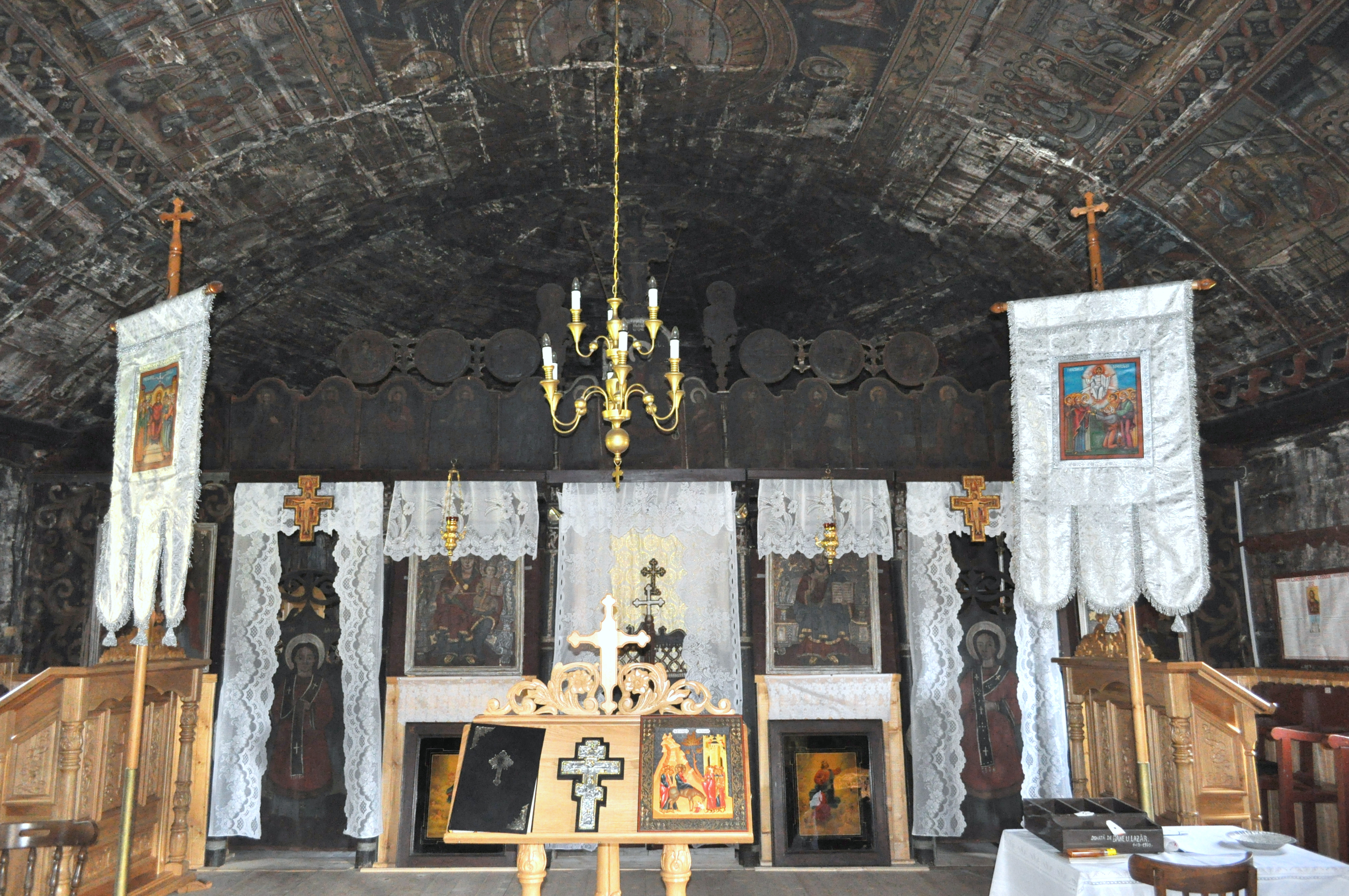
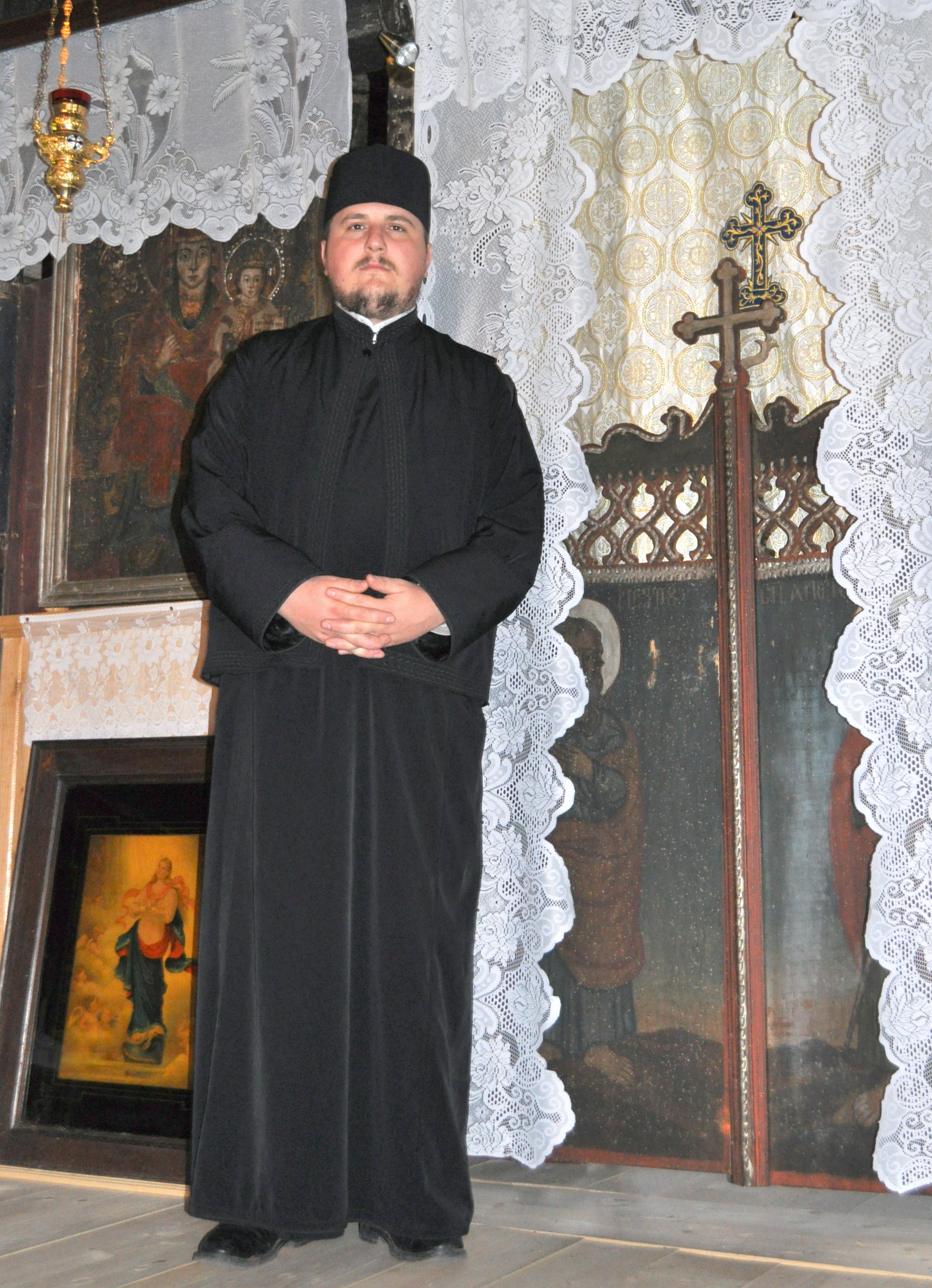
preotul paroh Ardeuan Florin
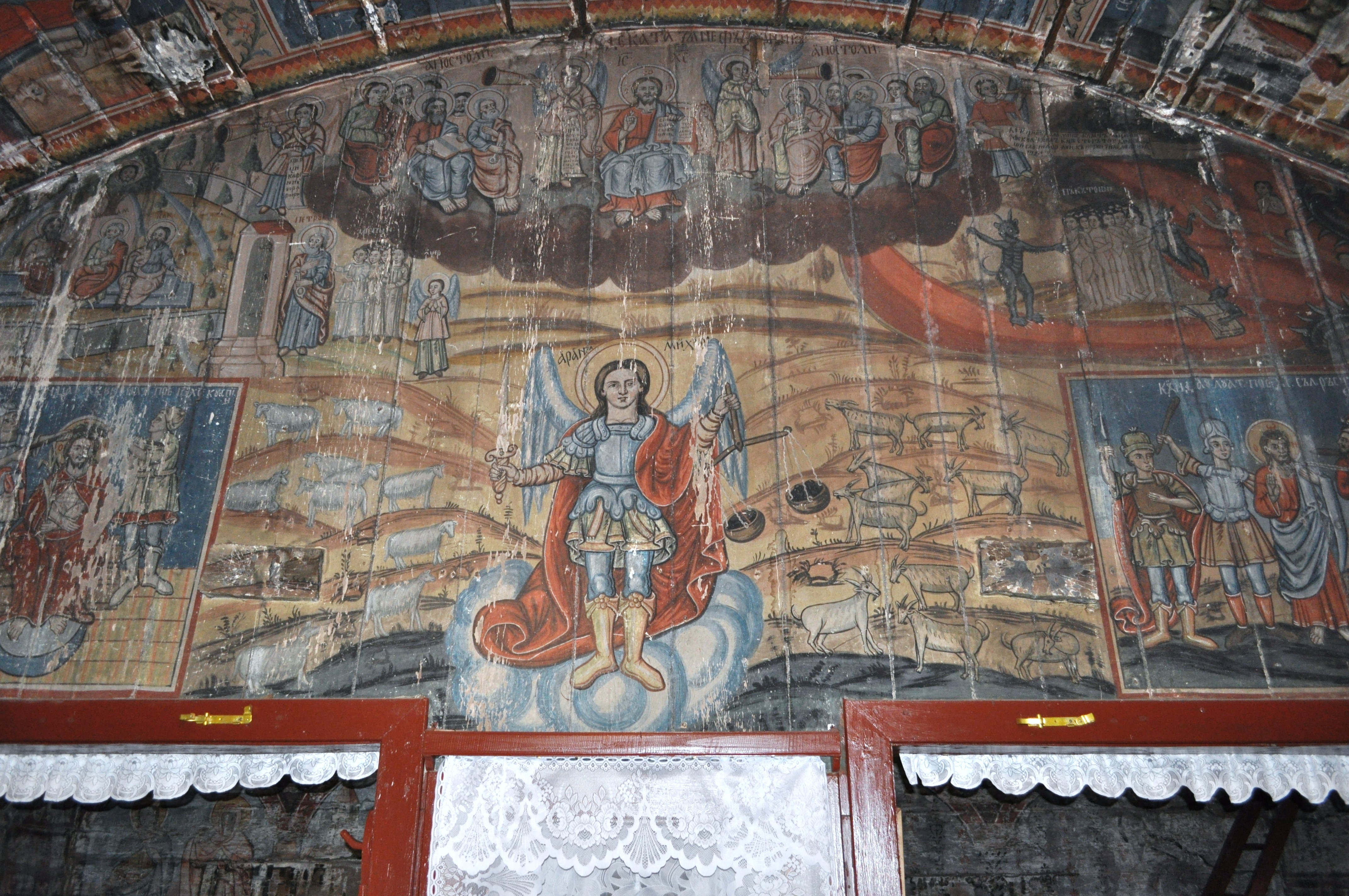
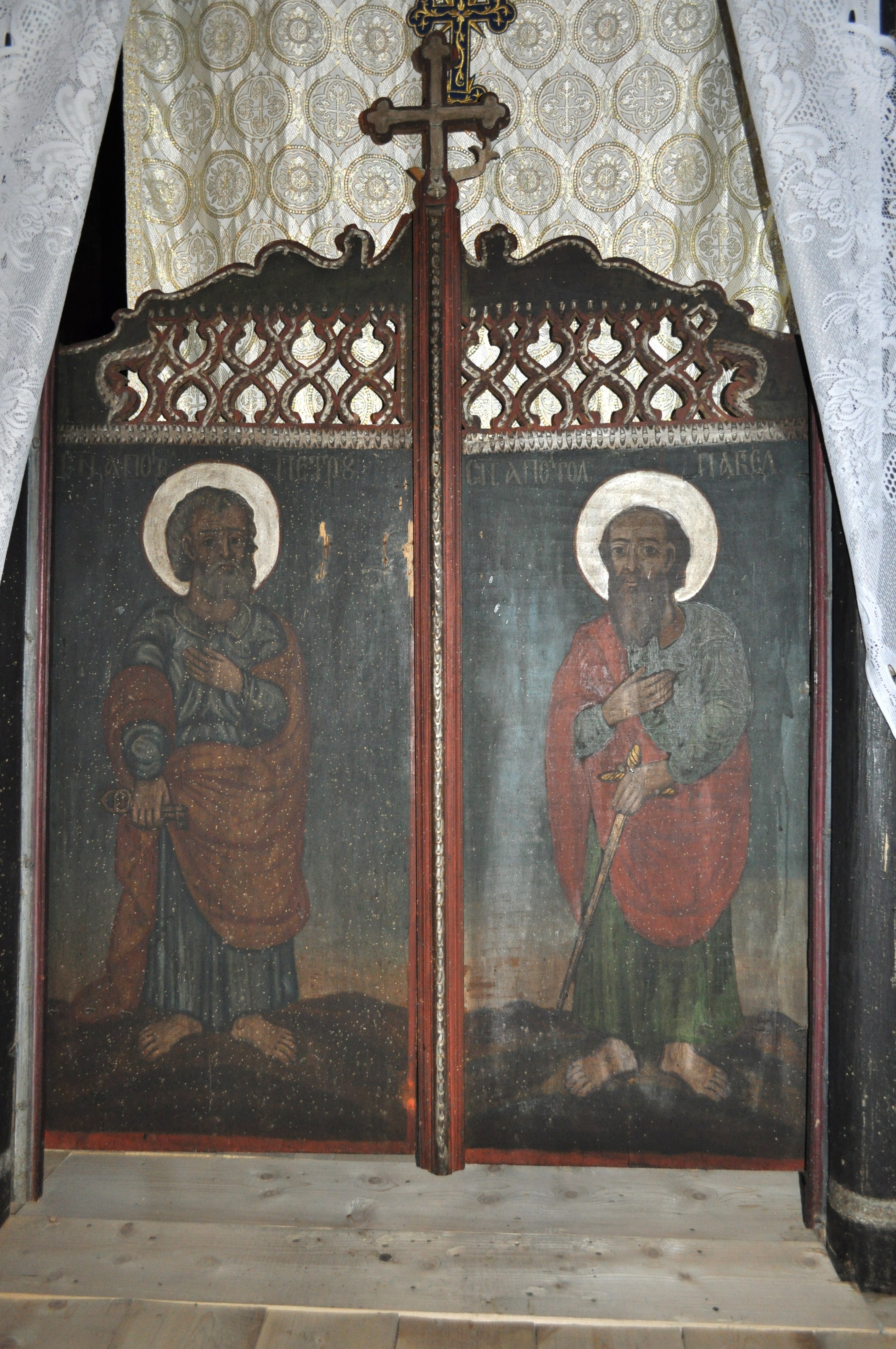
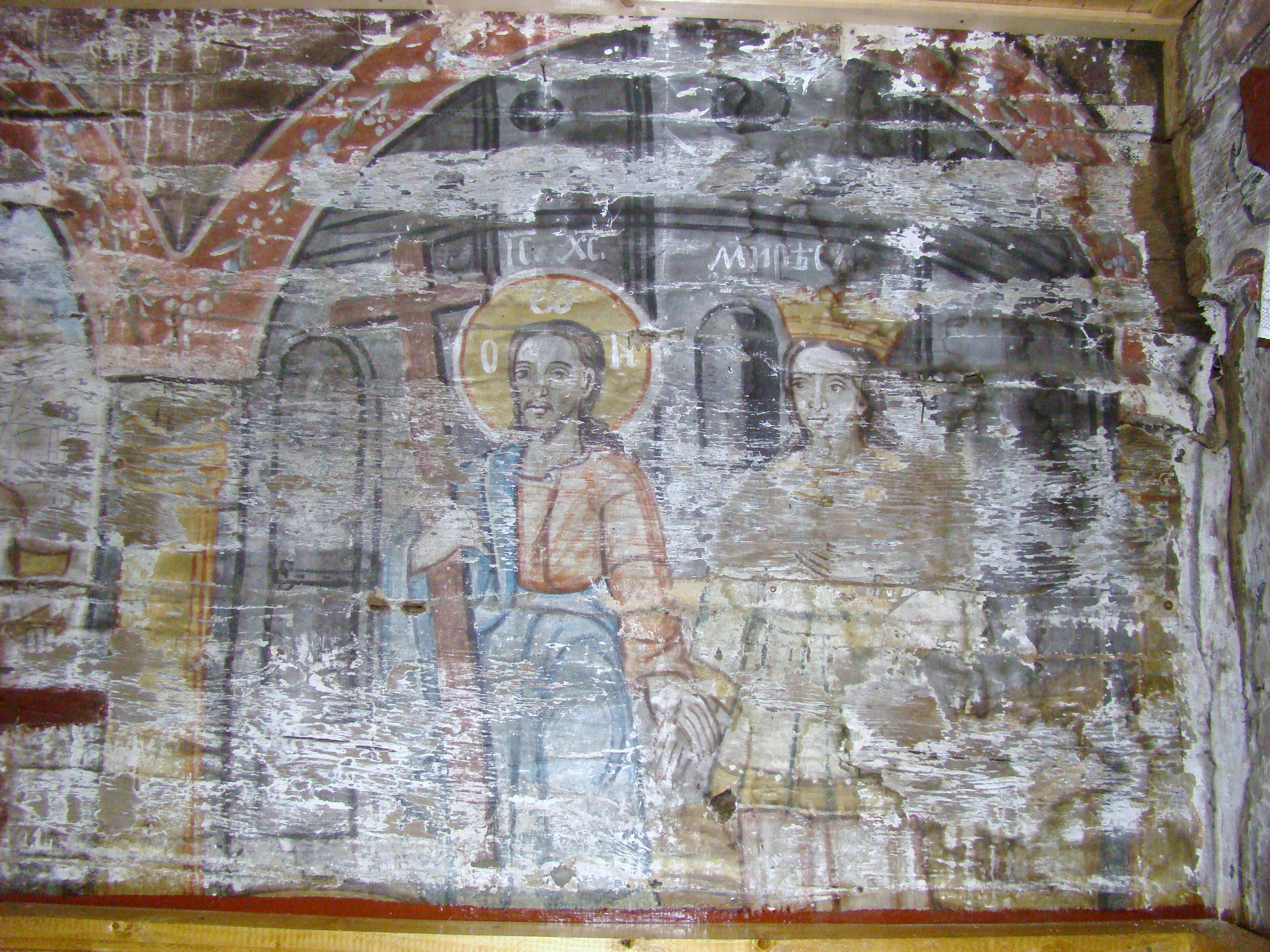
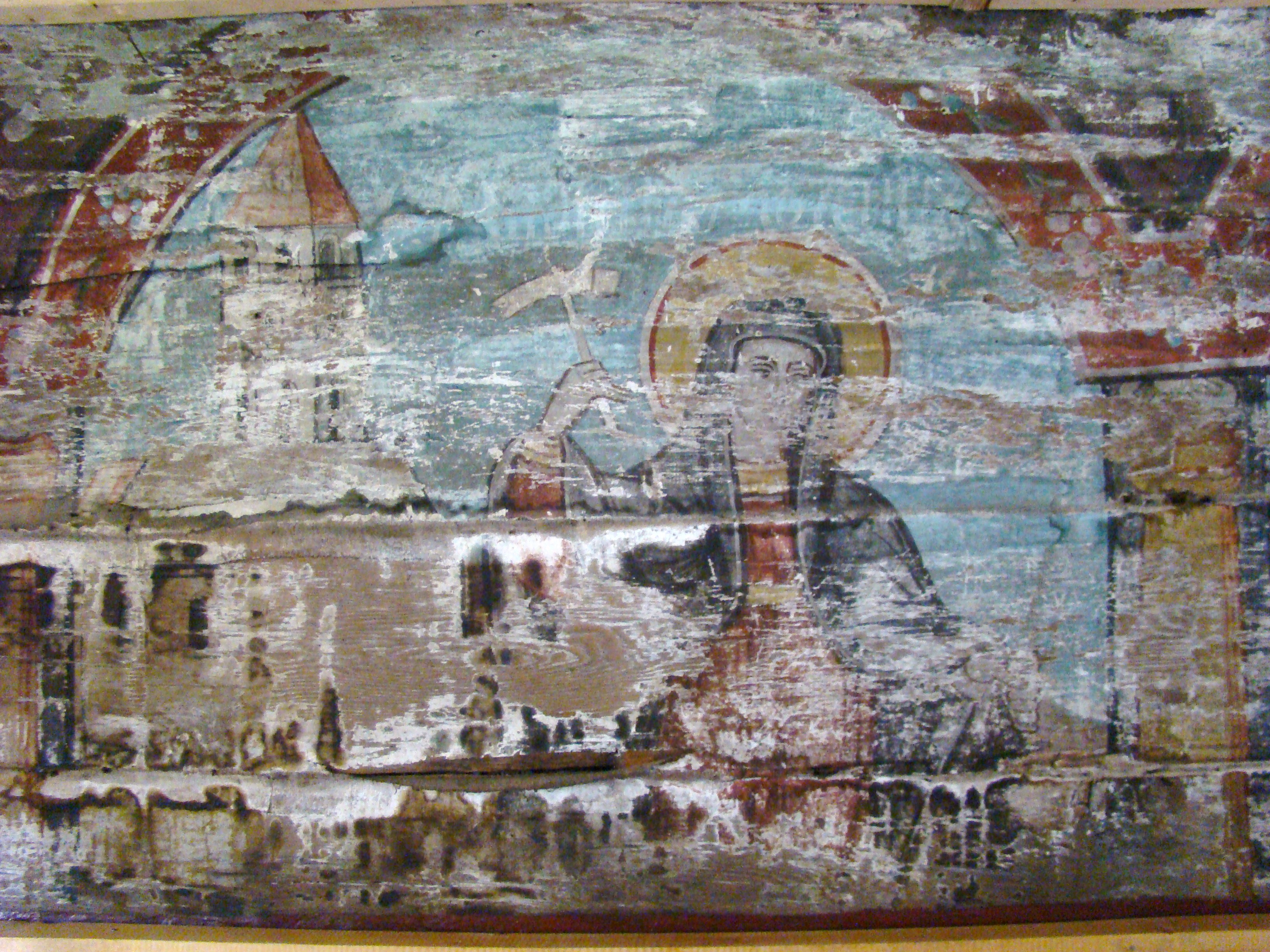
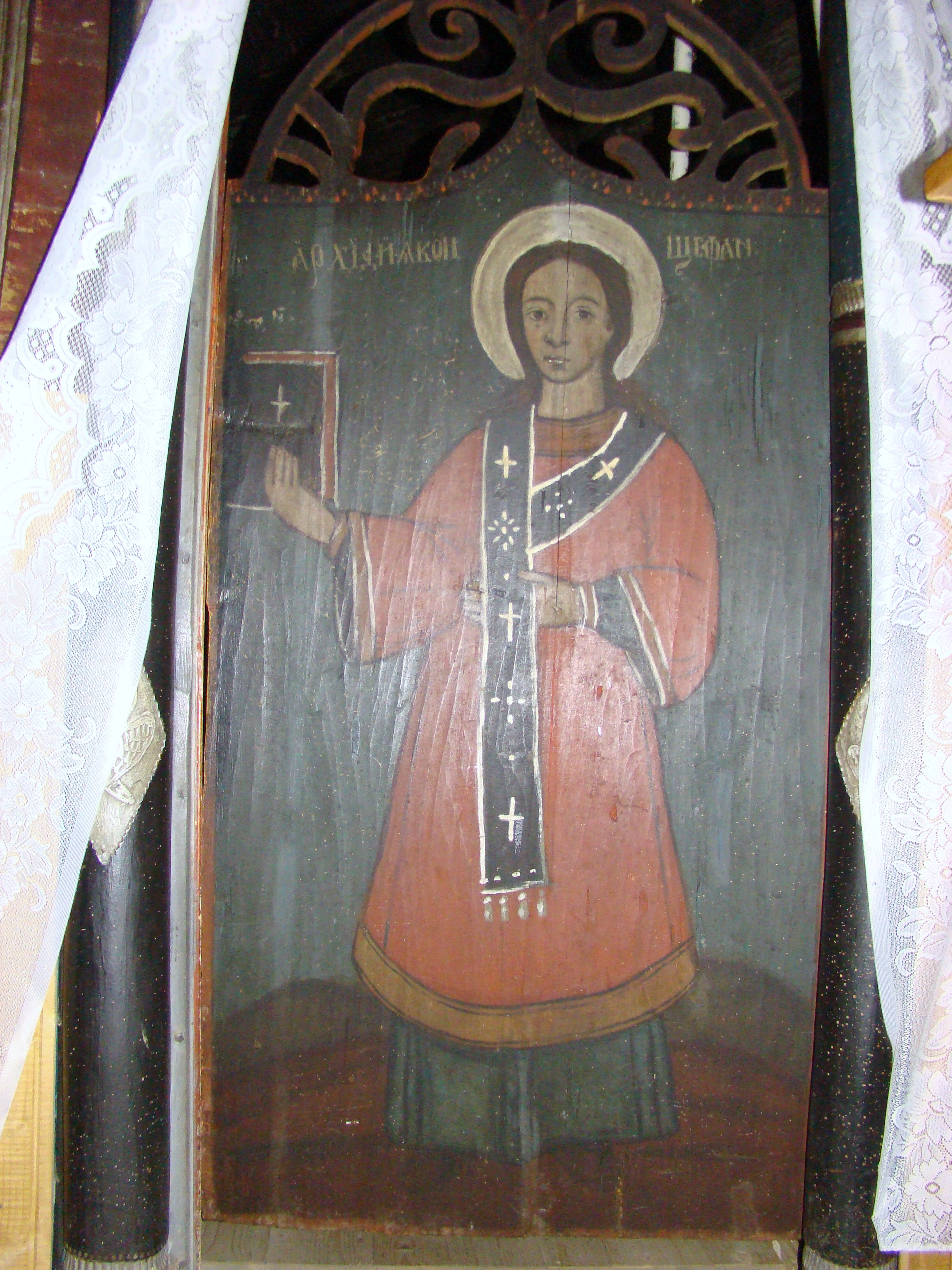
Sfântul Ștefan
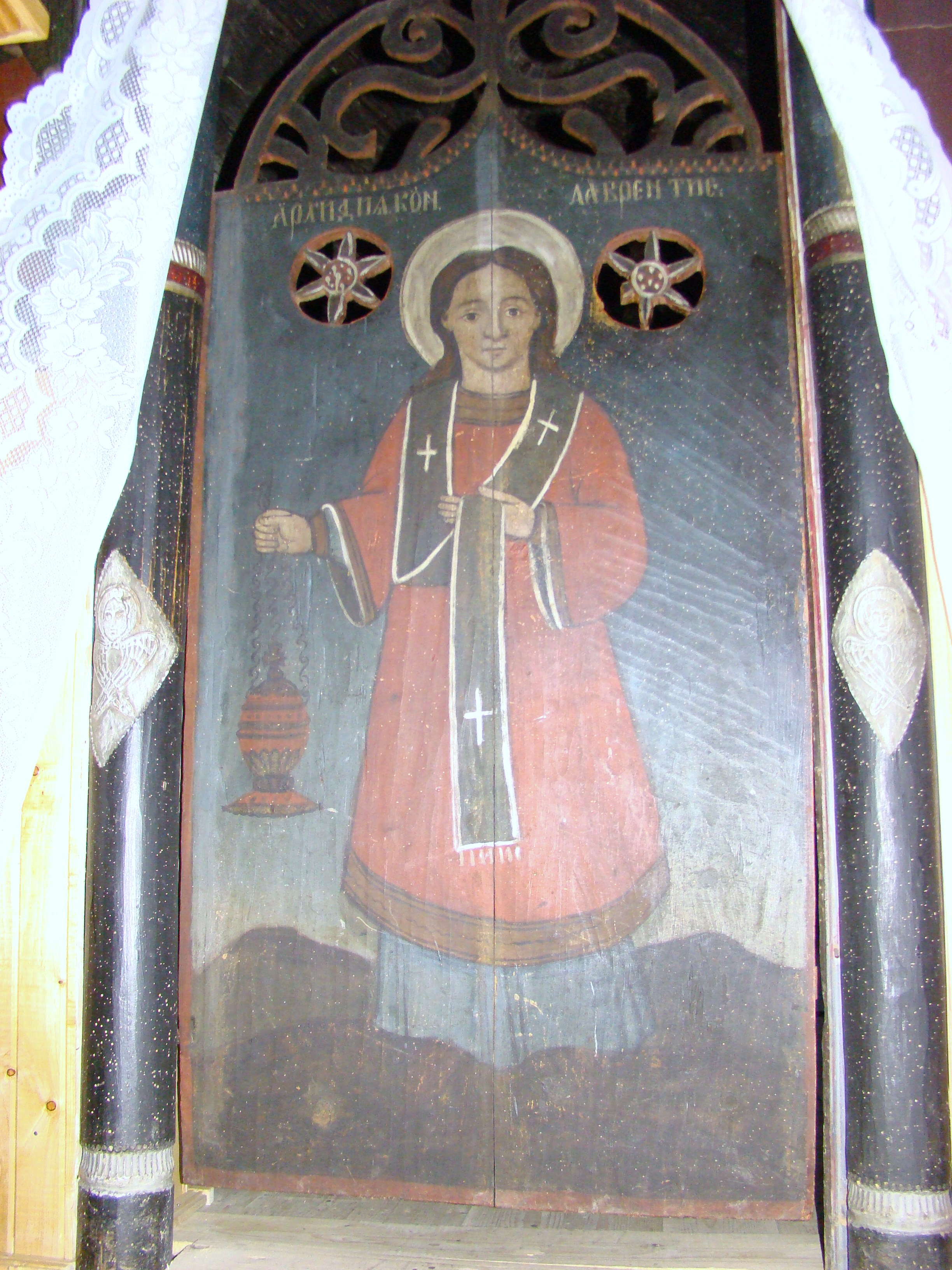
Sfântul Laurențiu
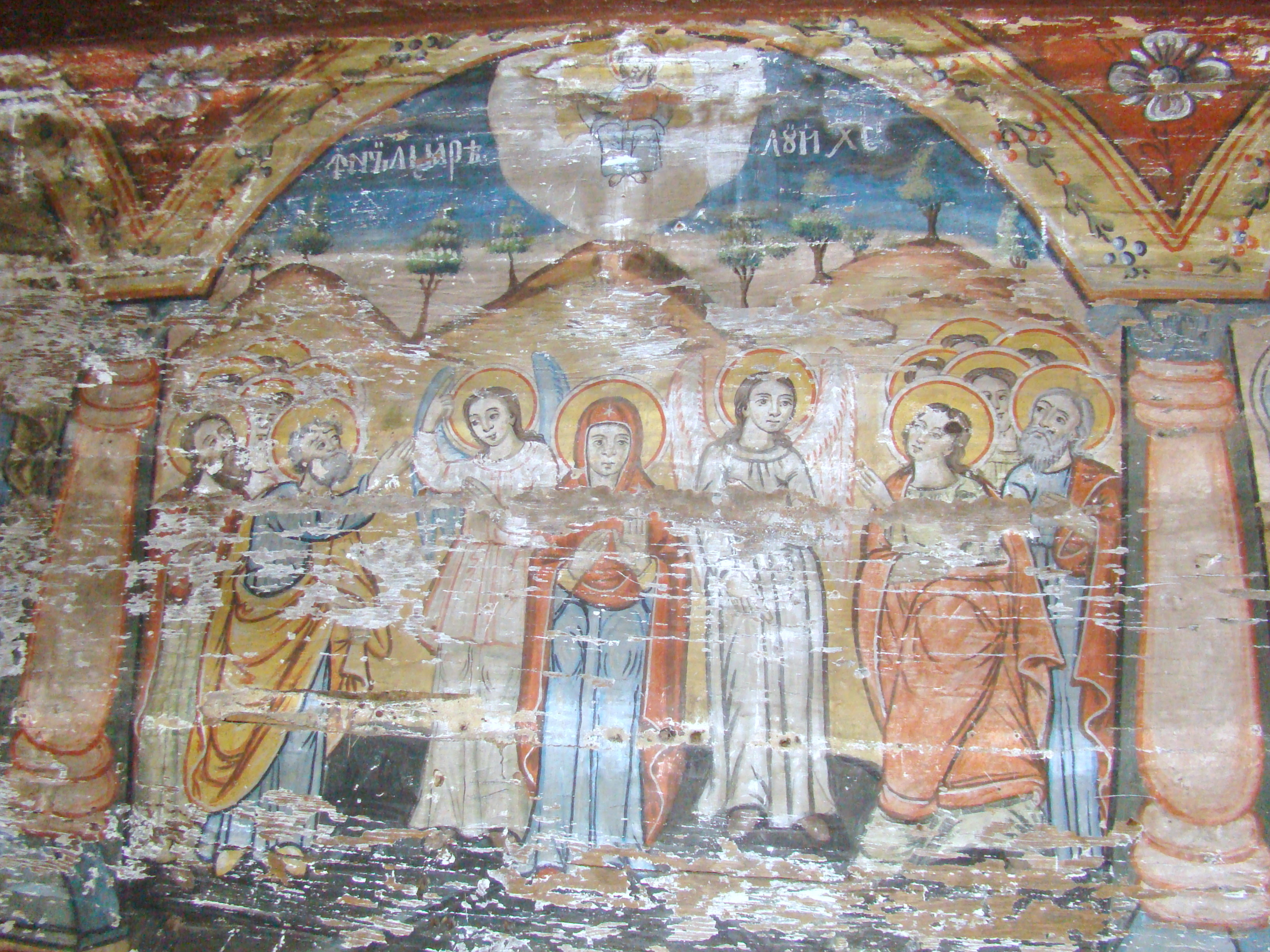
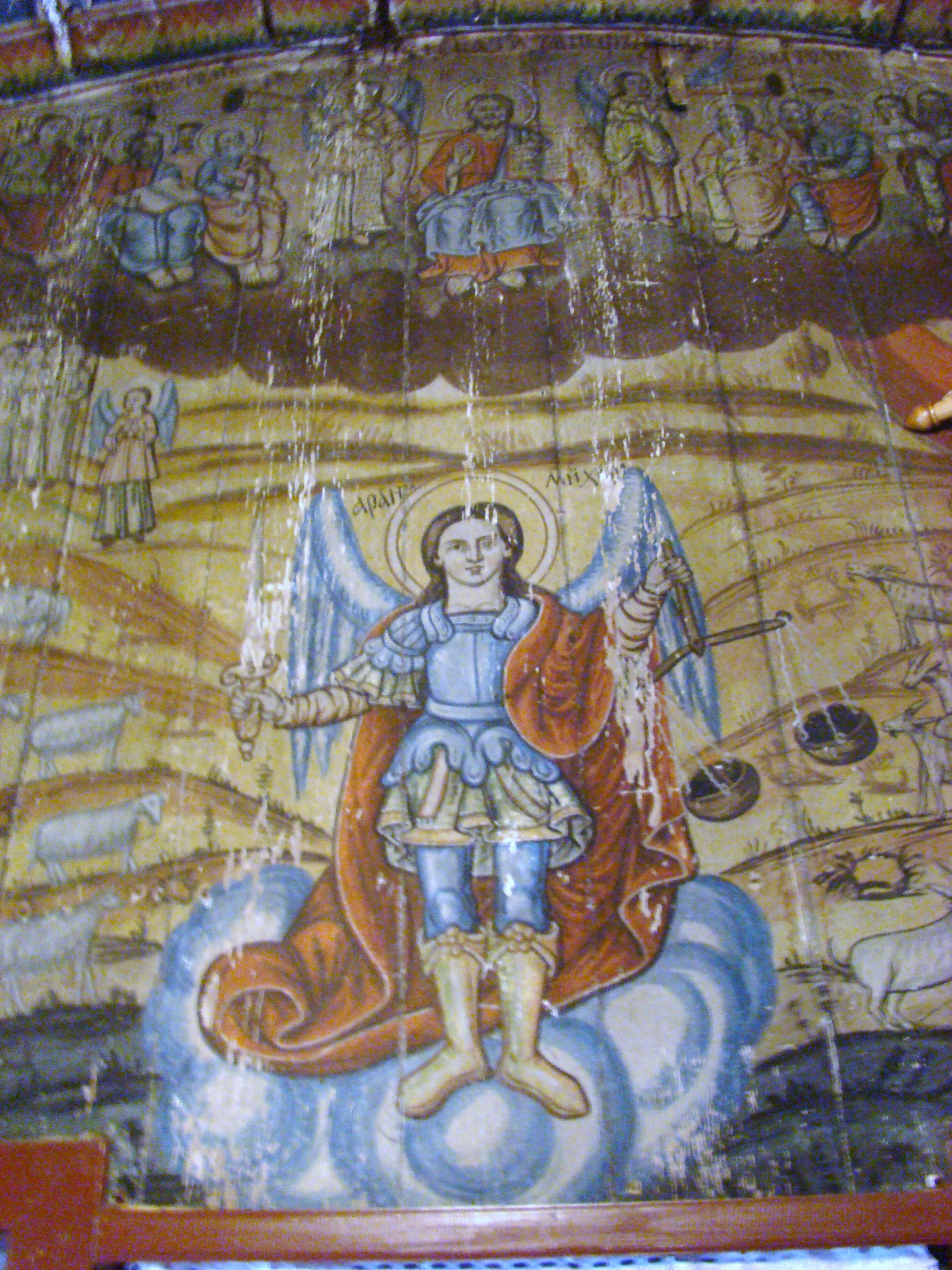
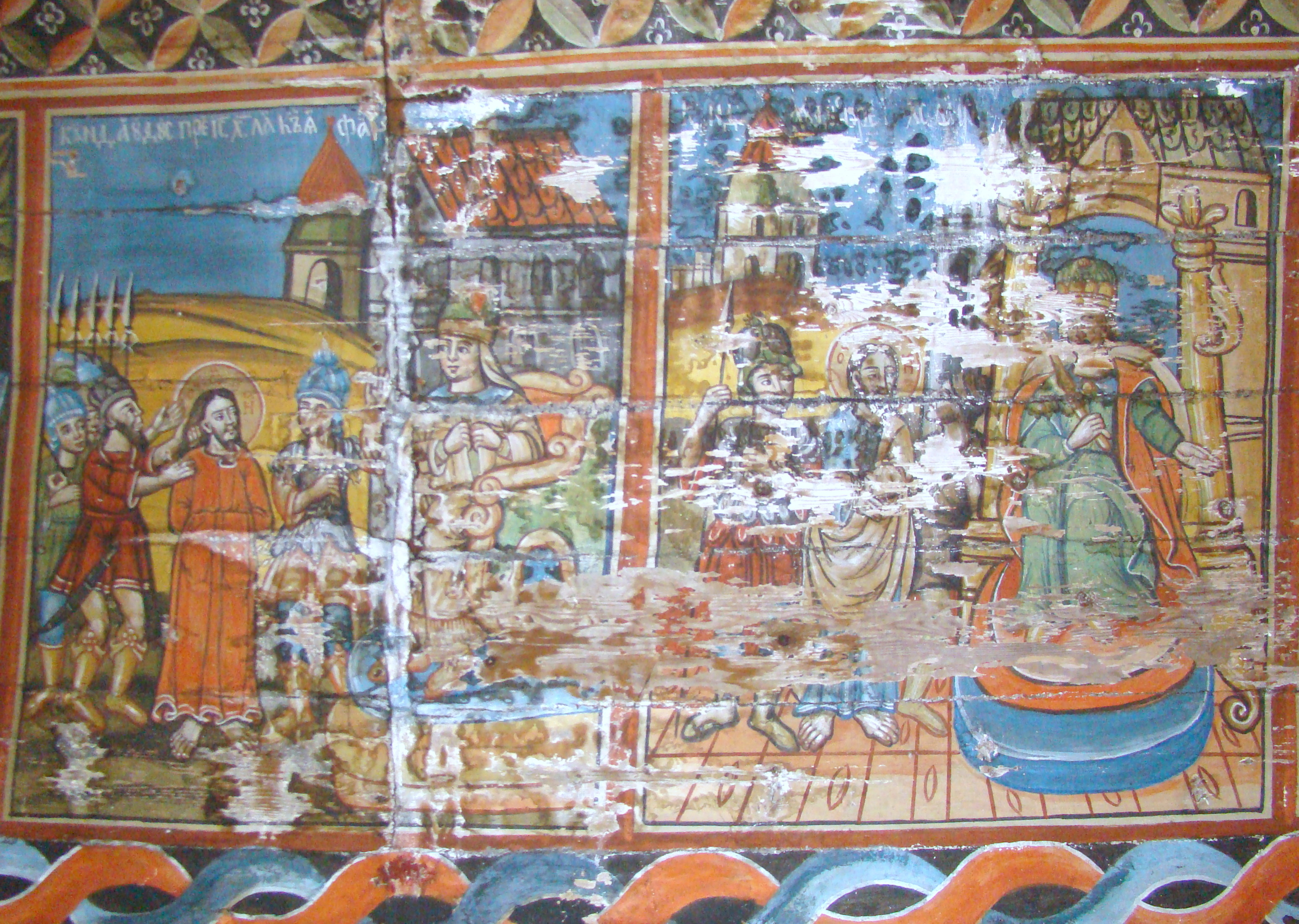
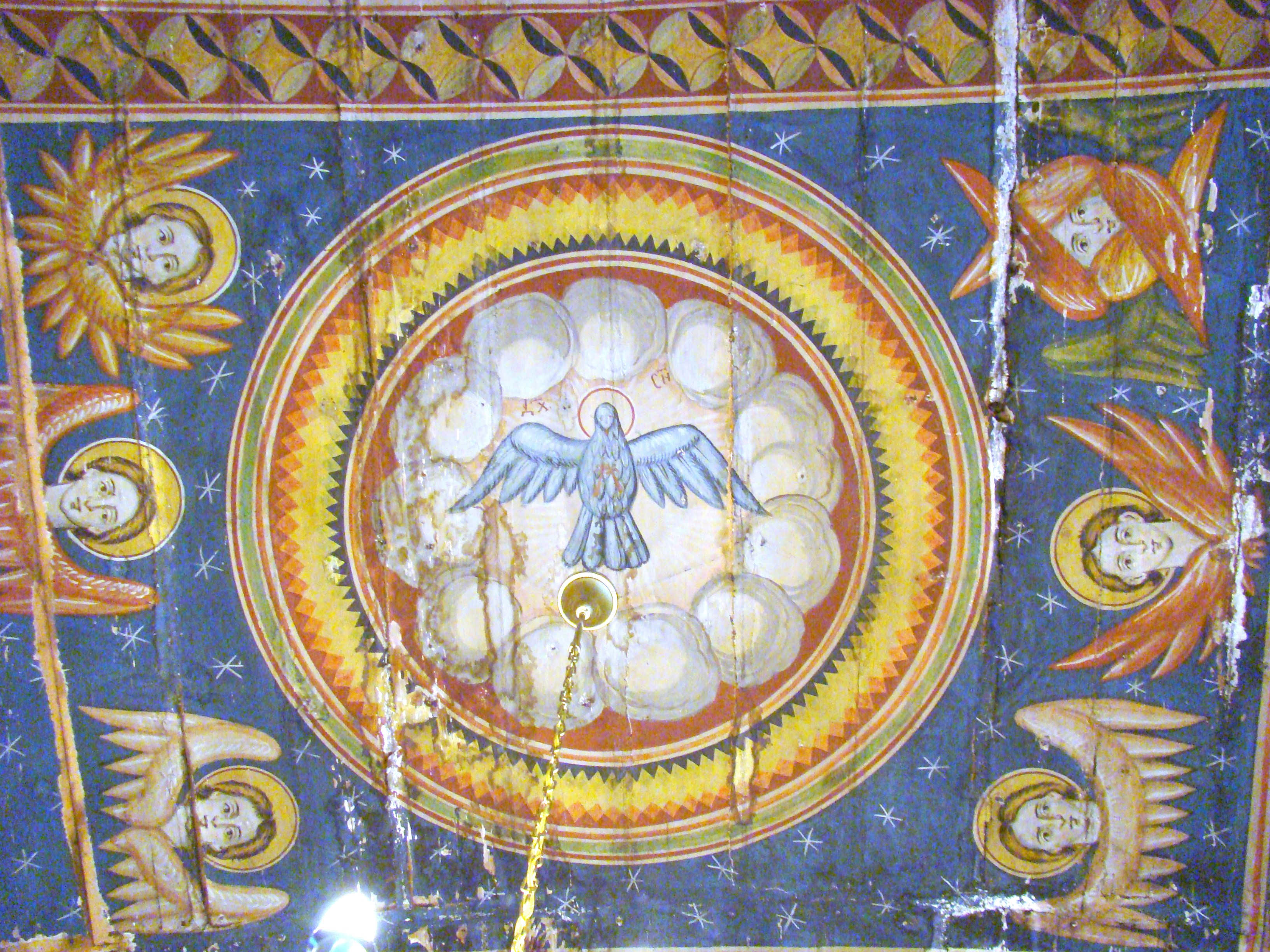
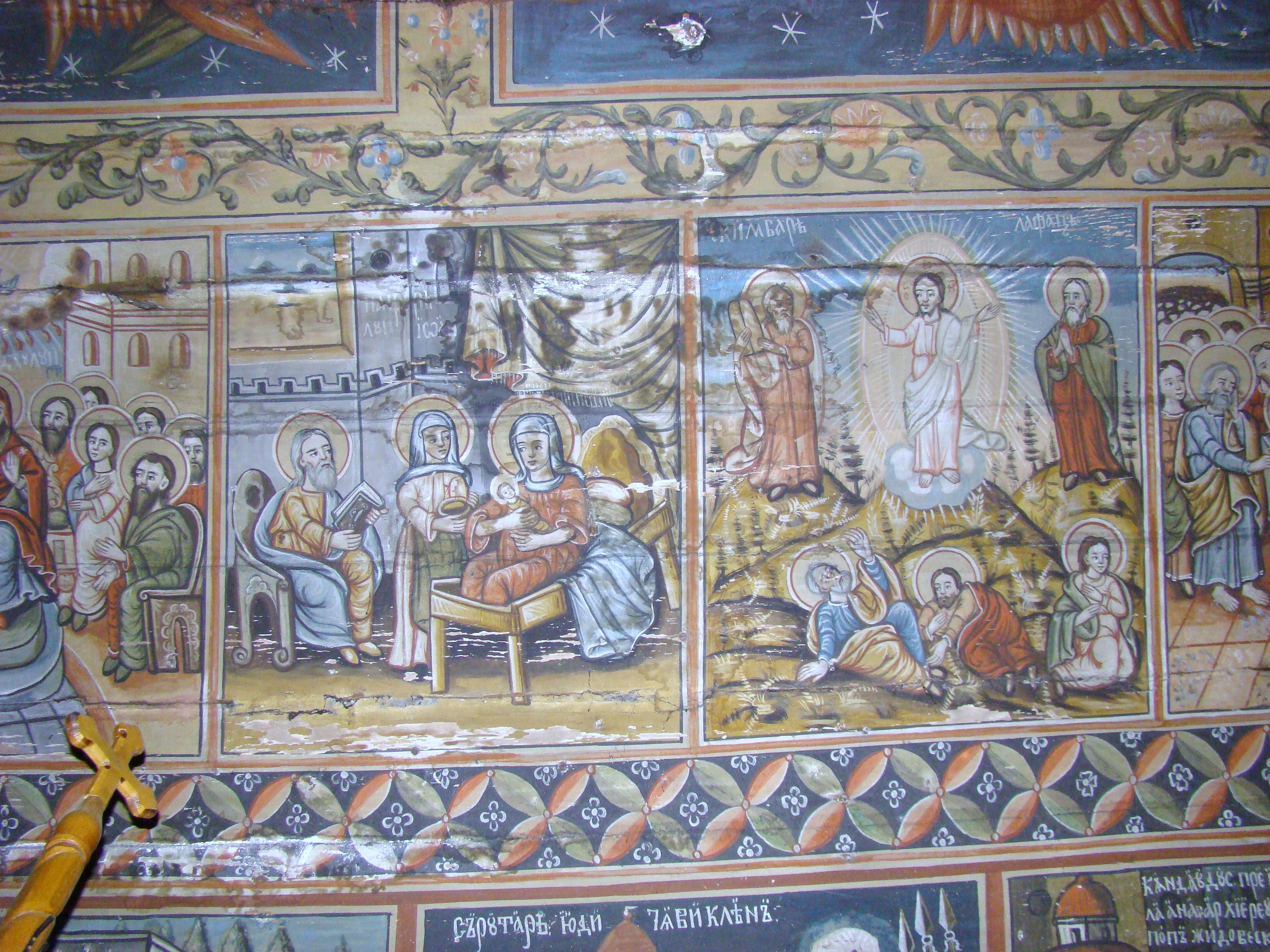
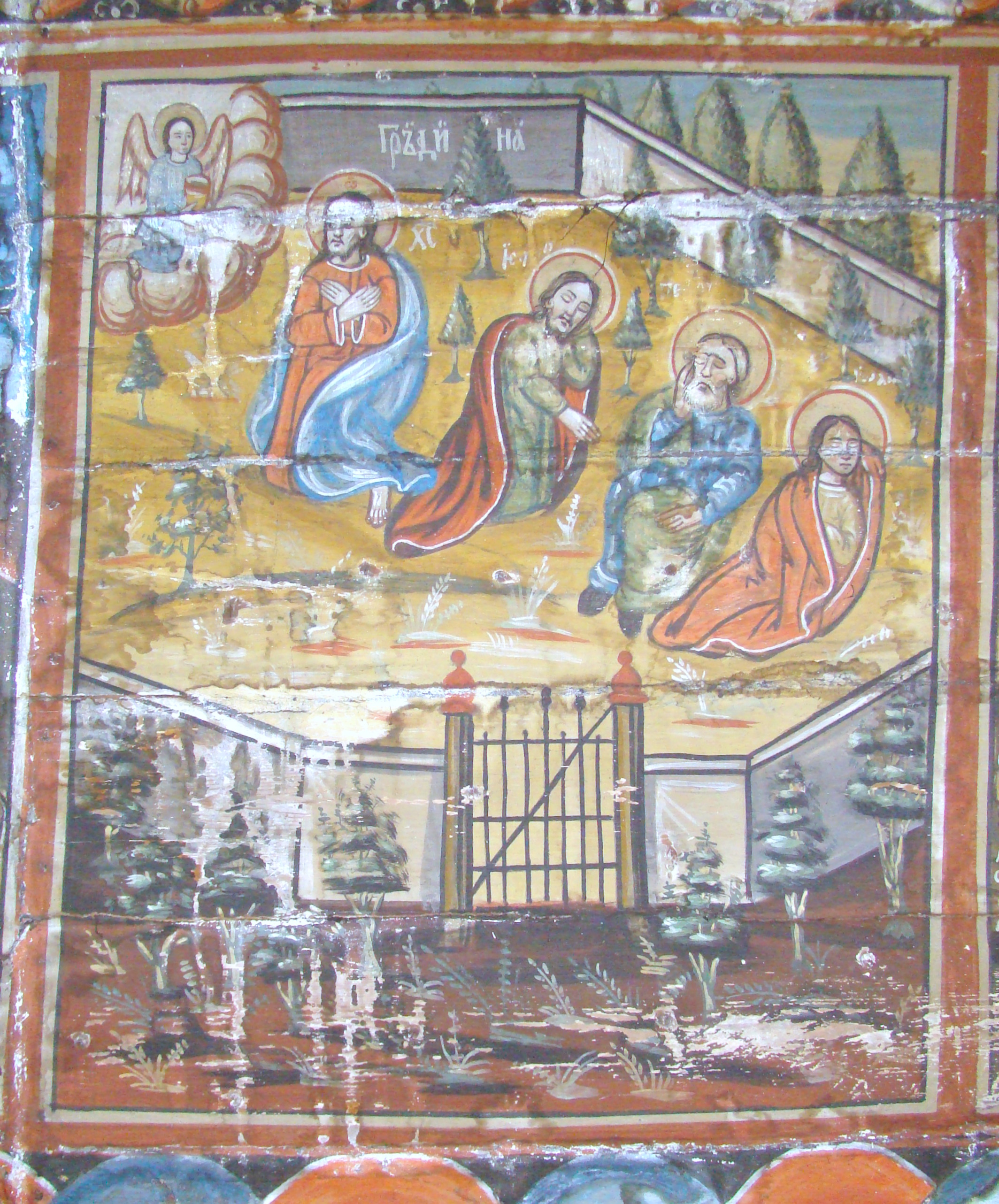
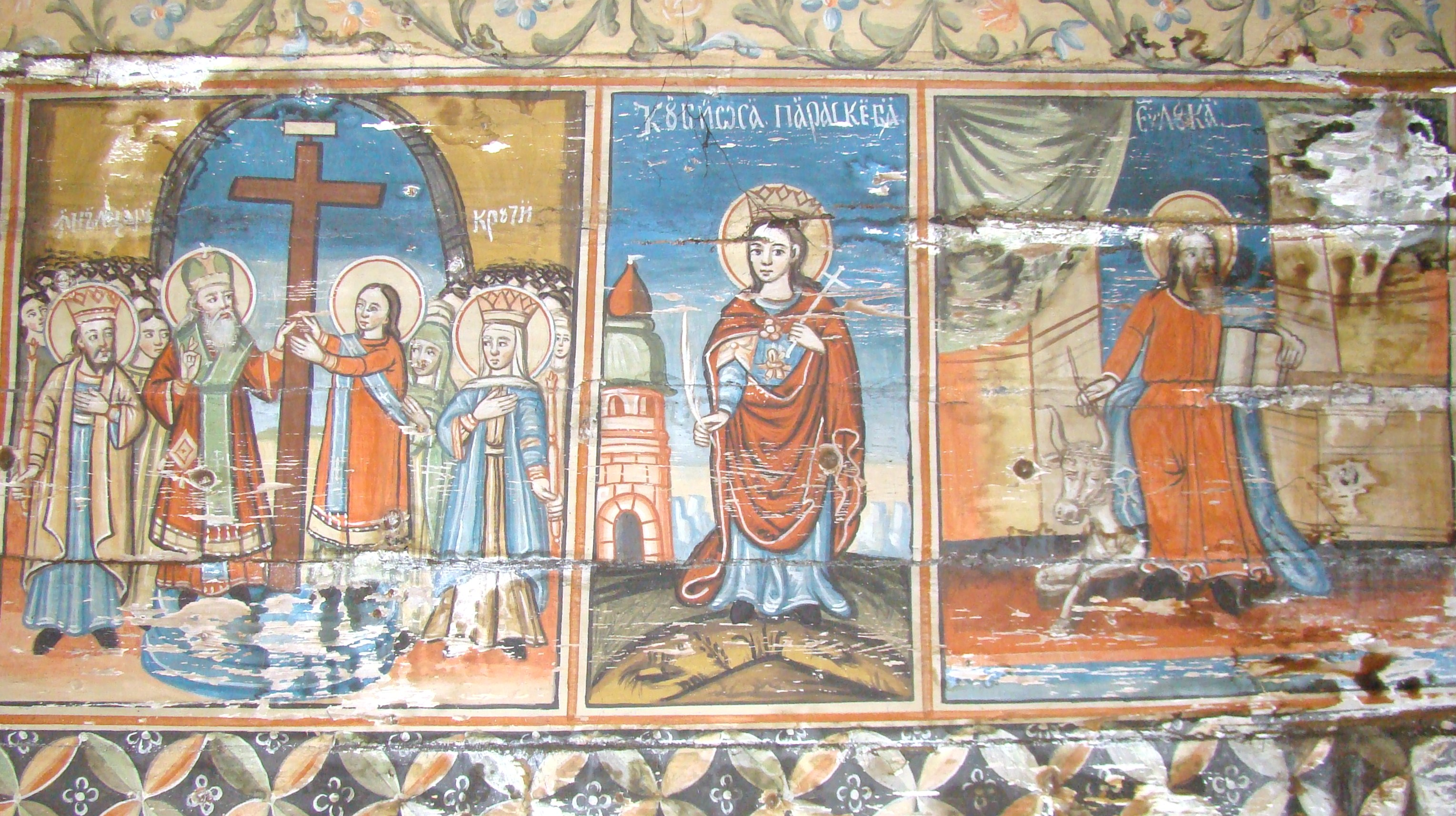
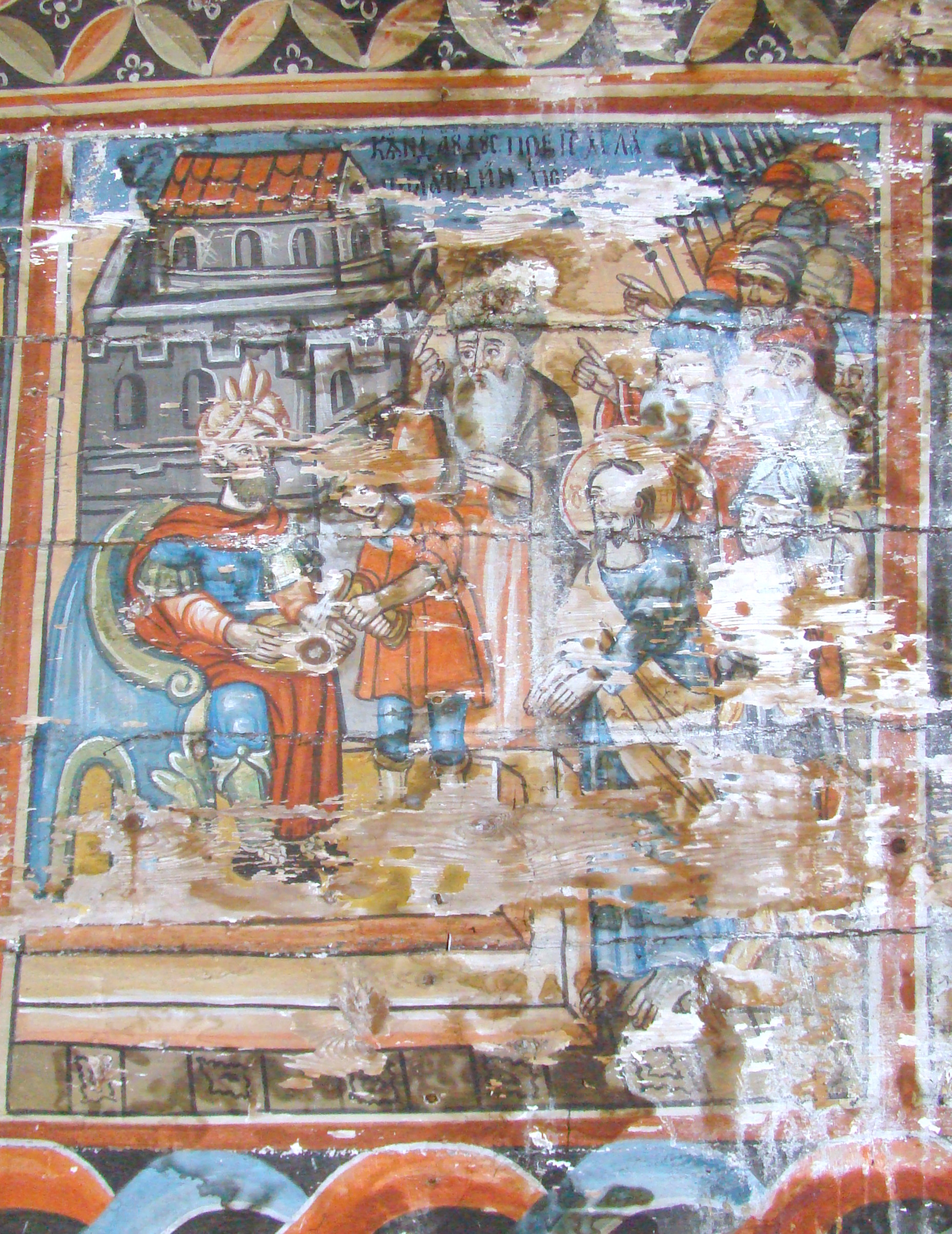
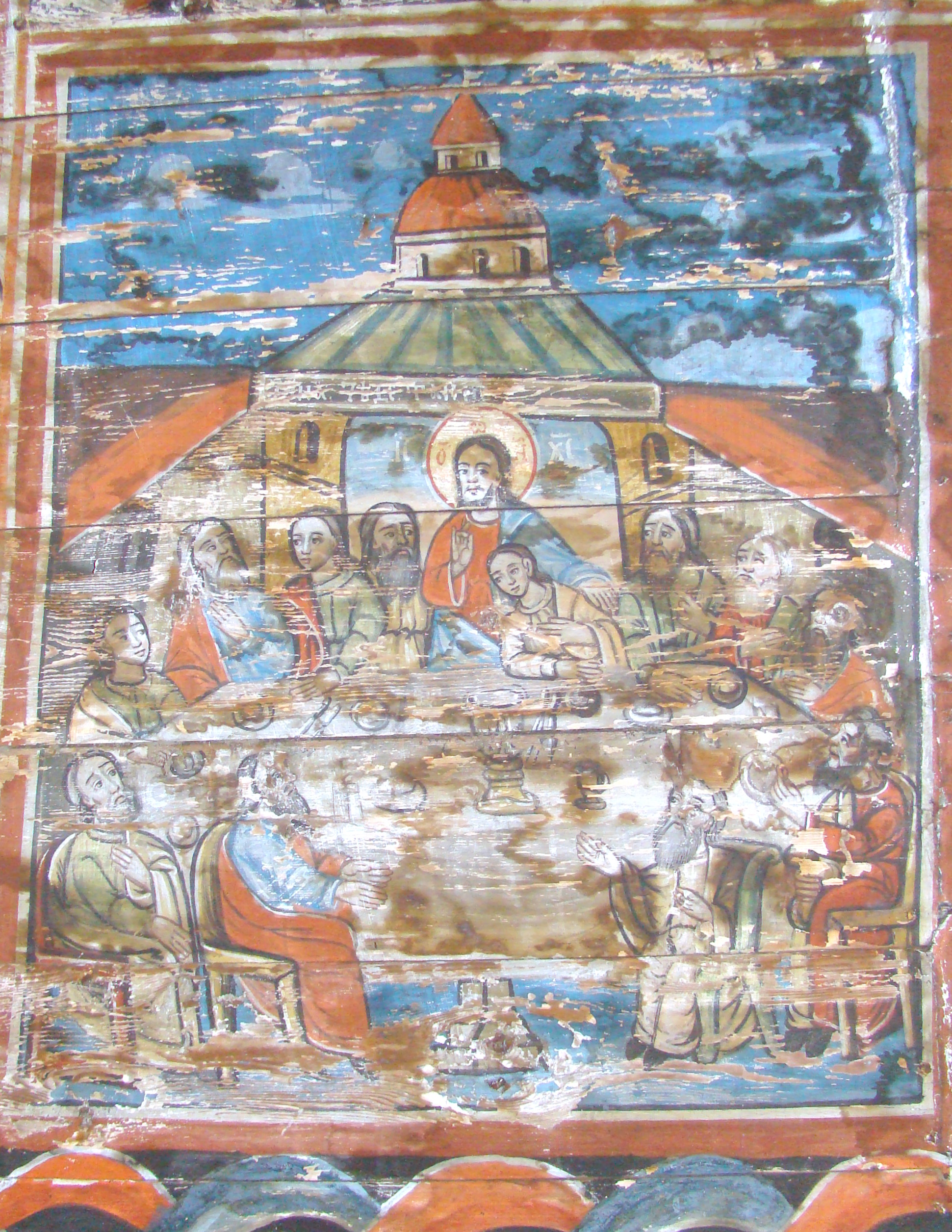
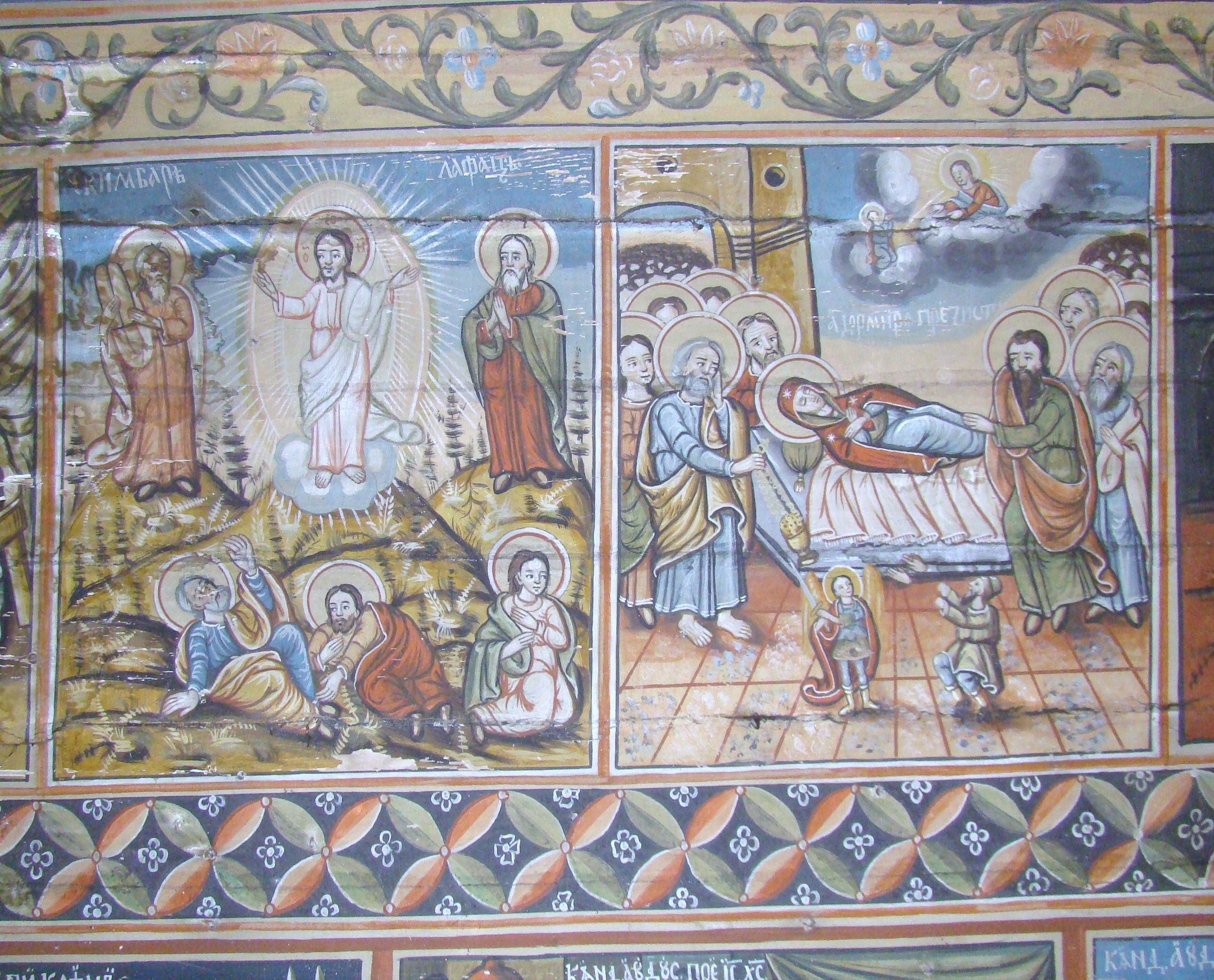
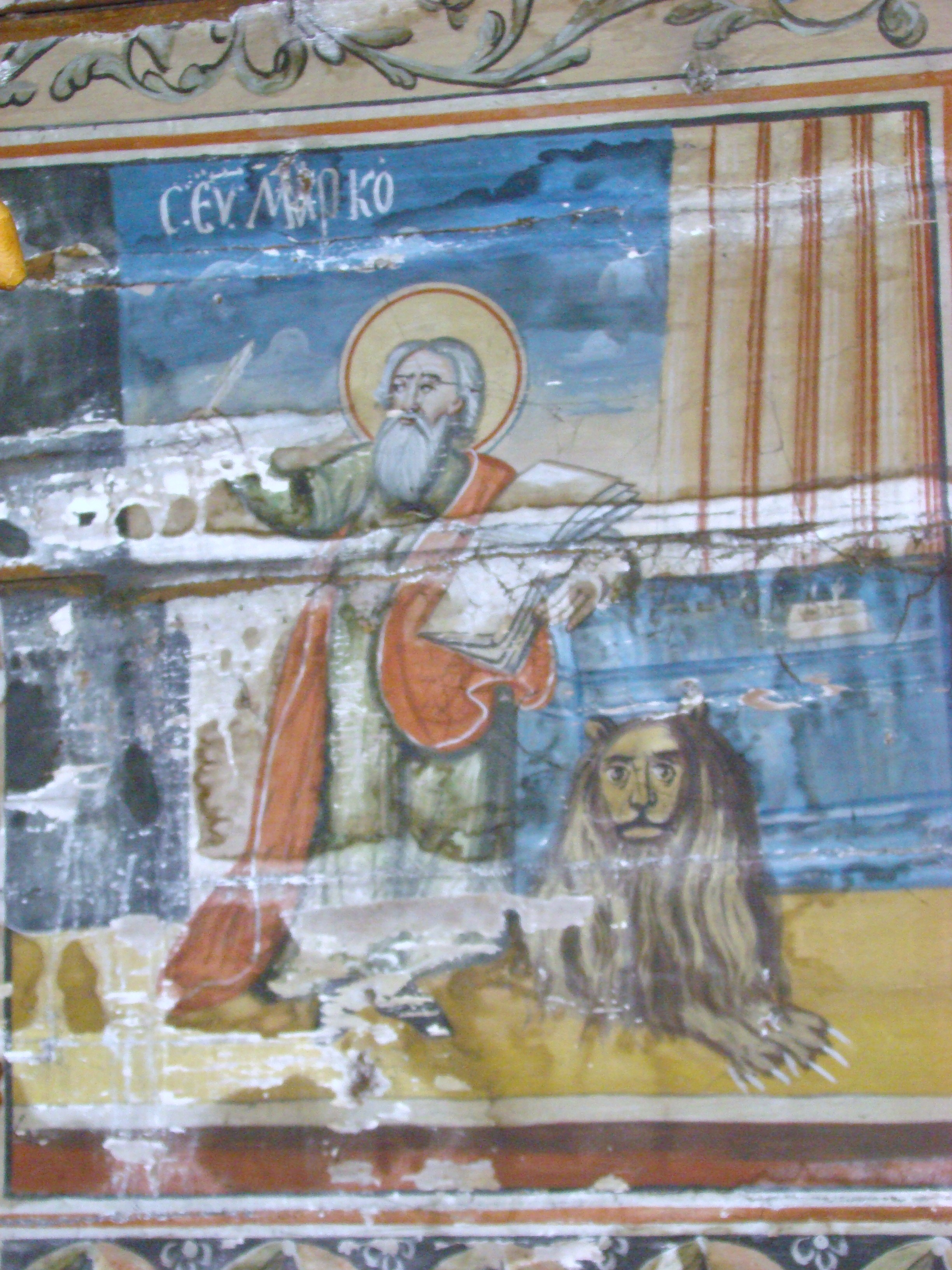
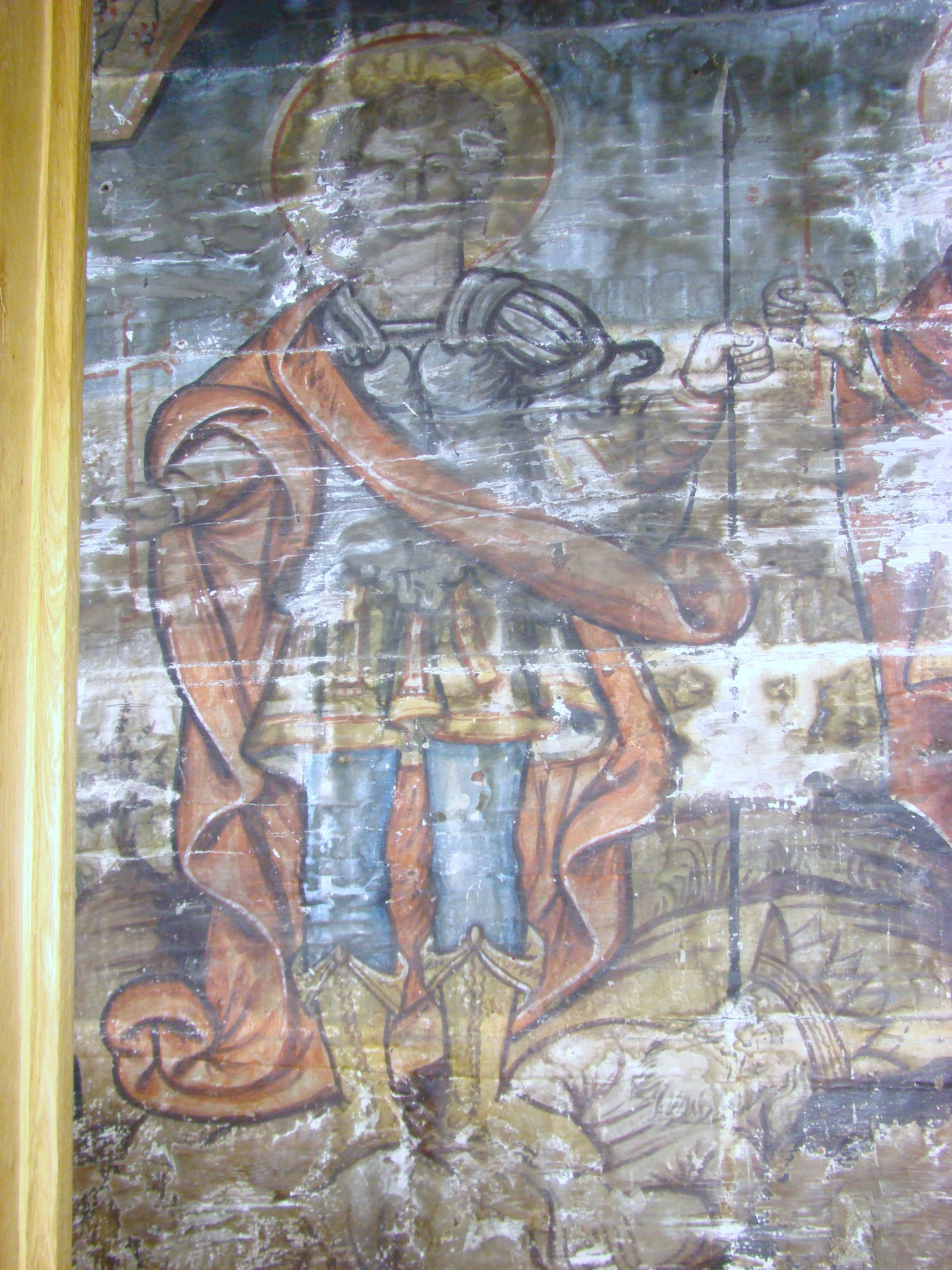
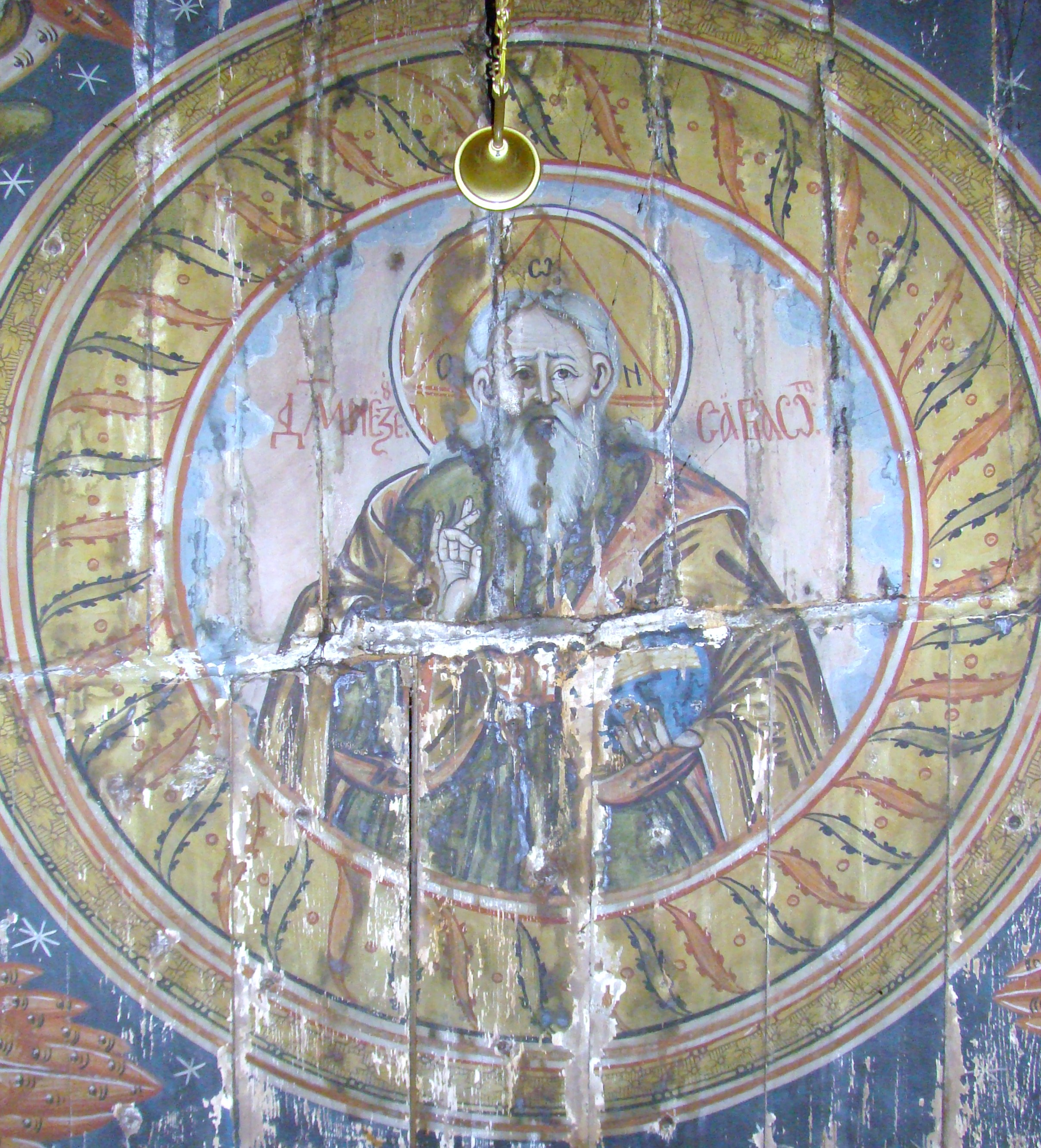
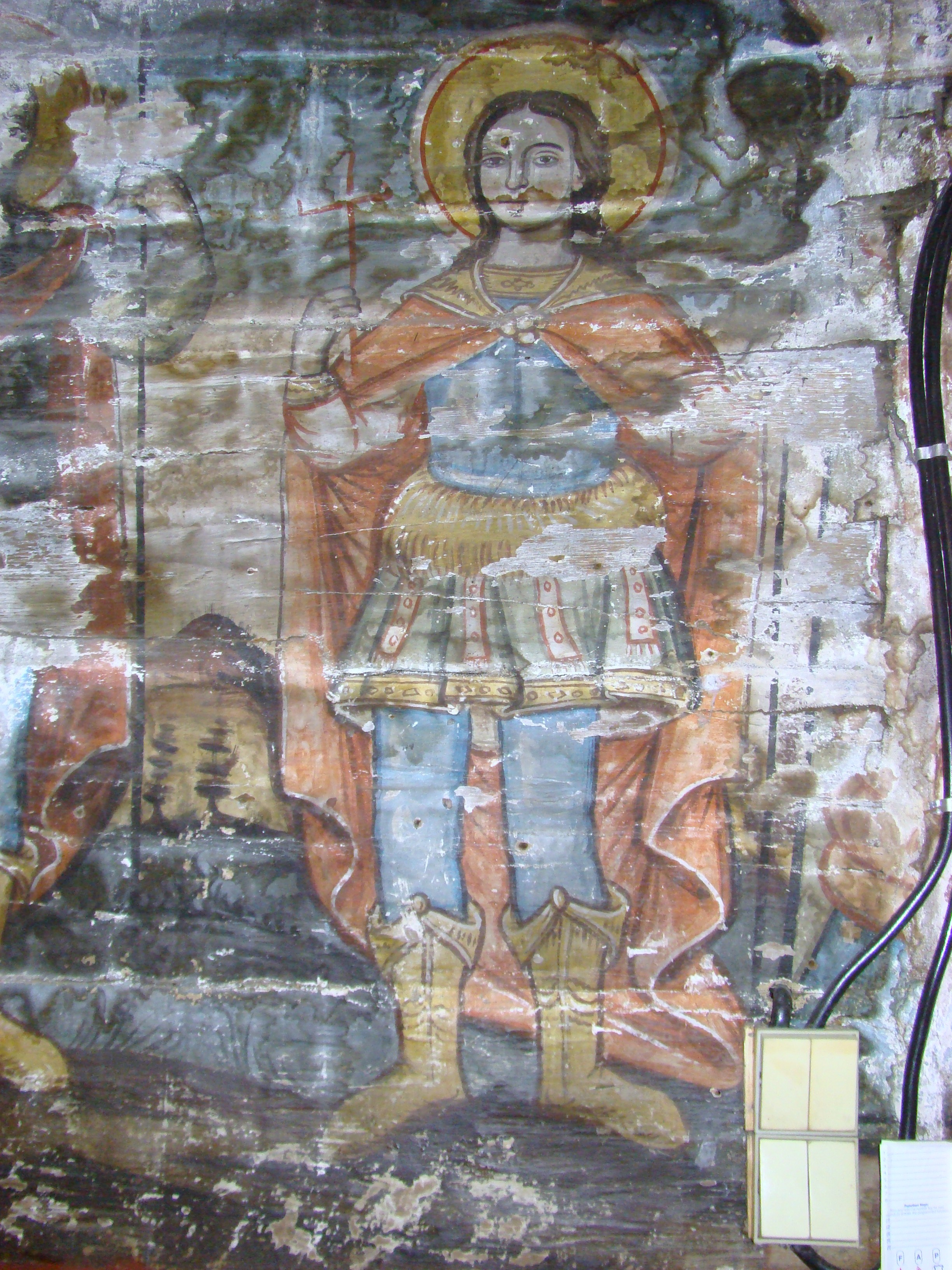
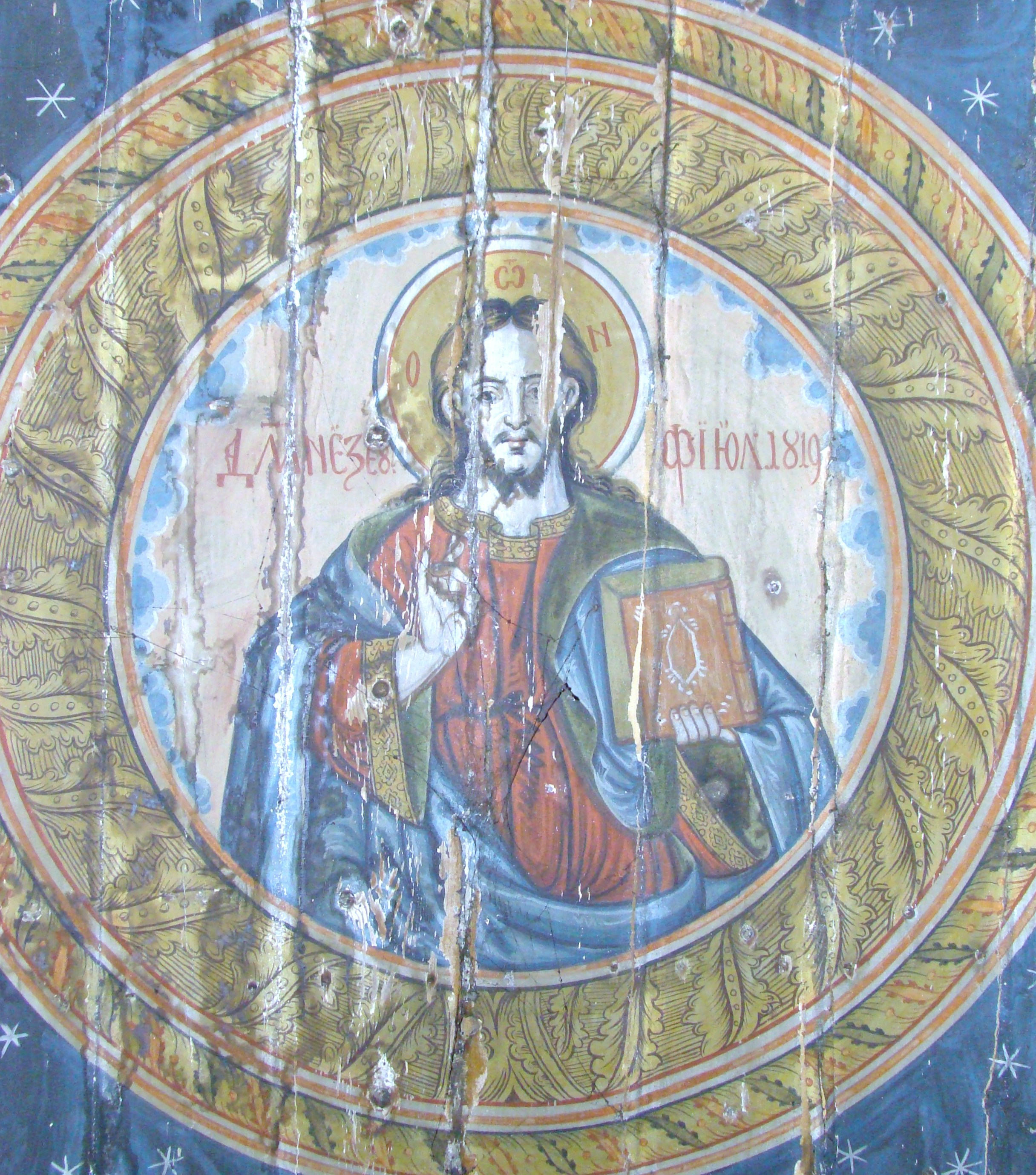
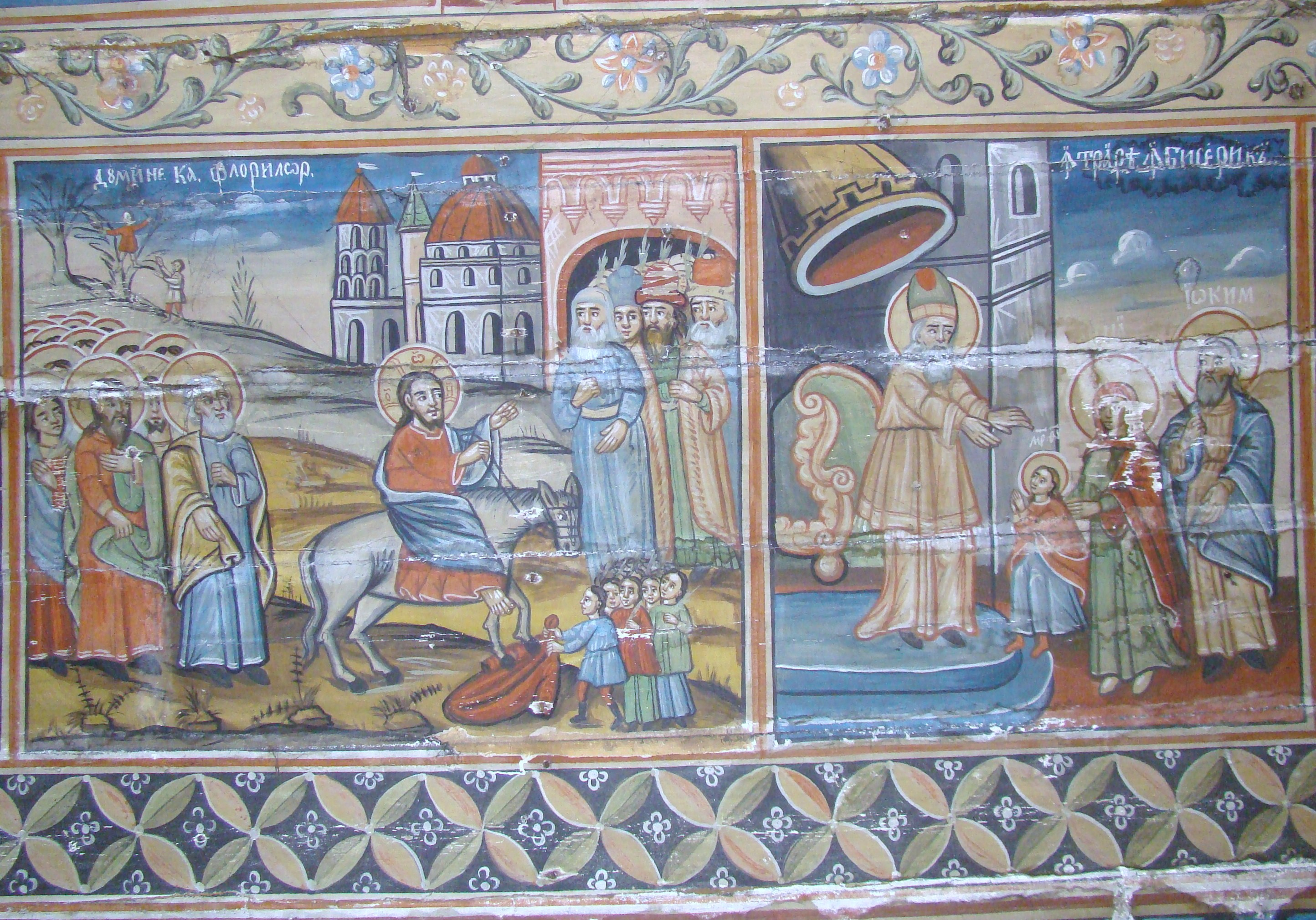
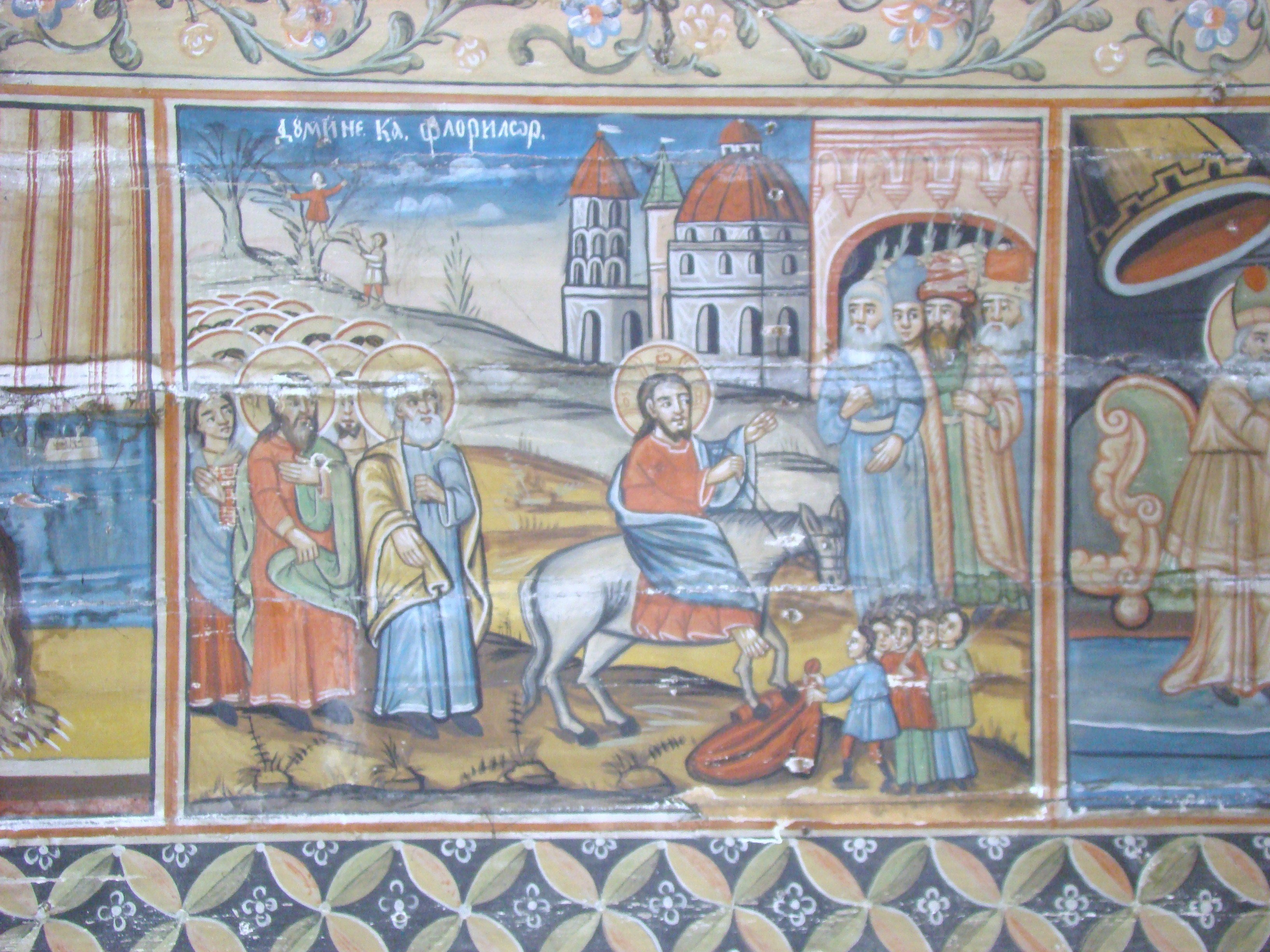
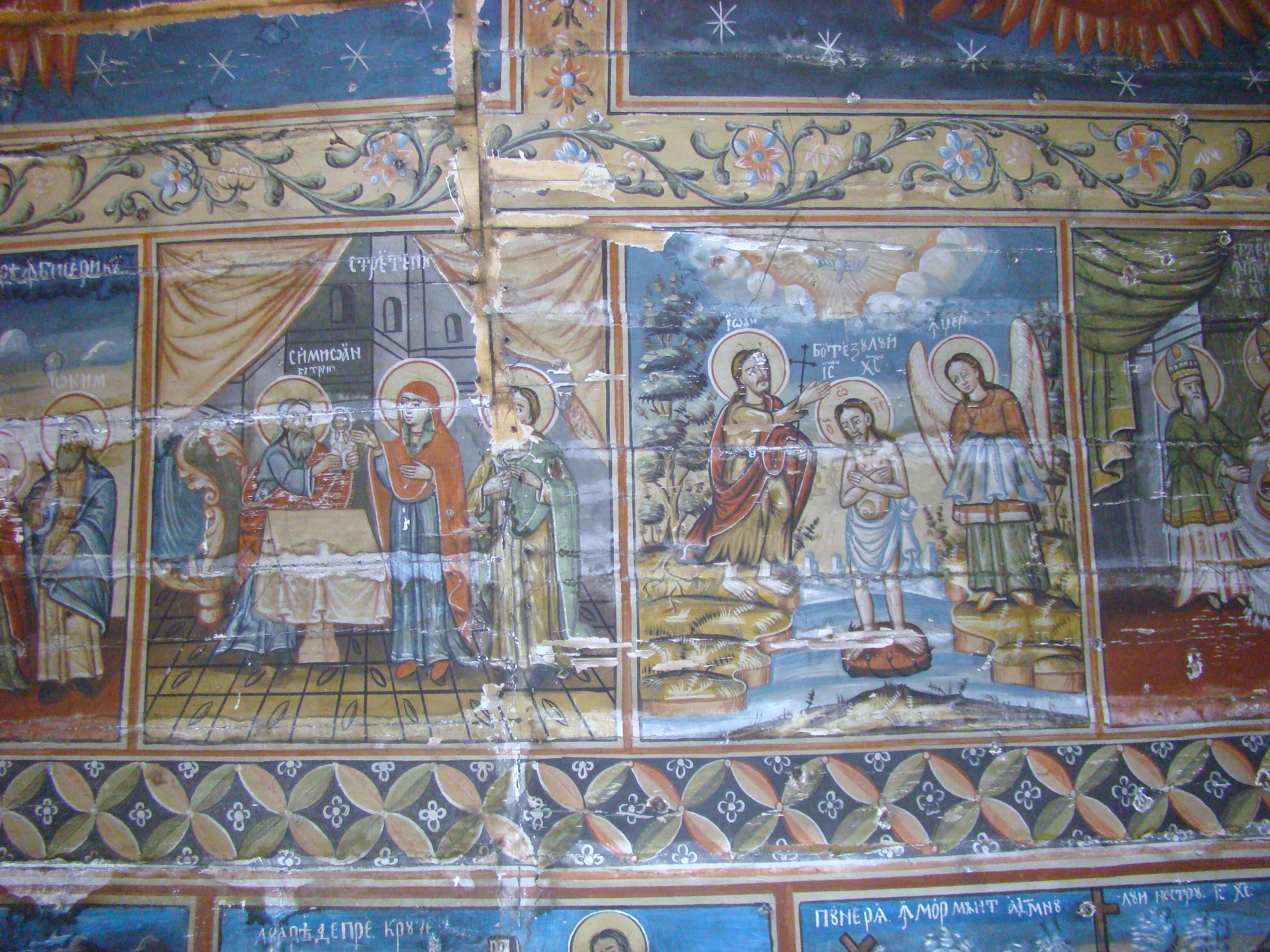
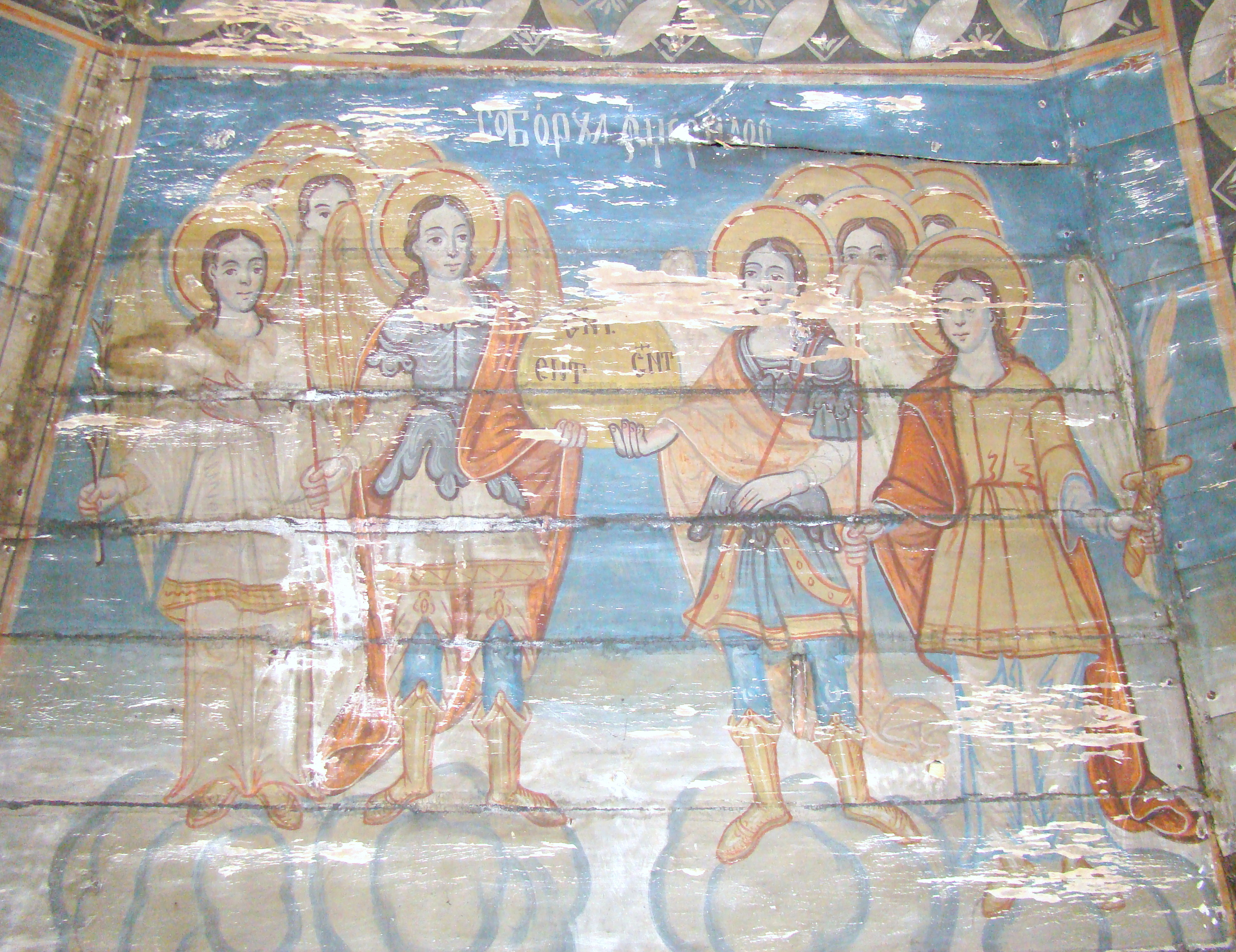
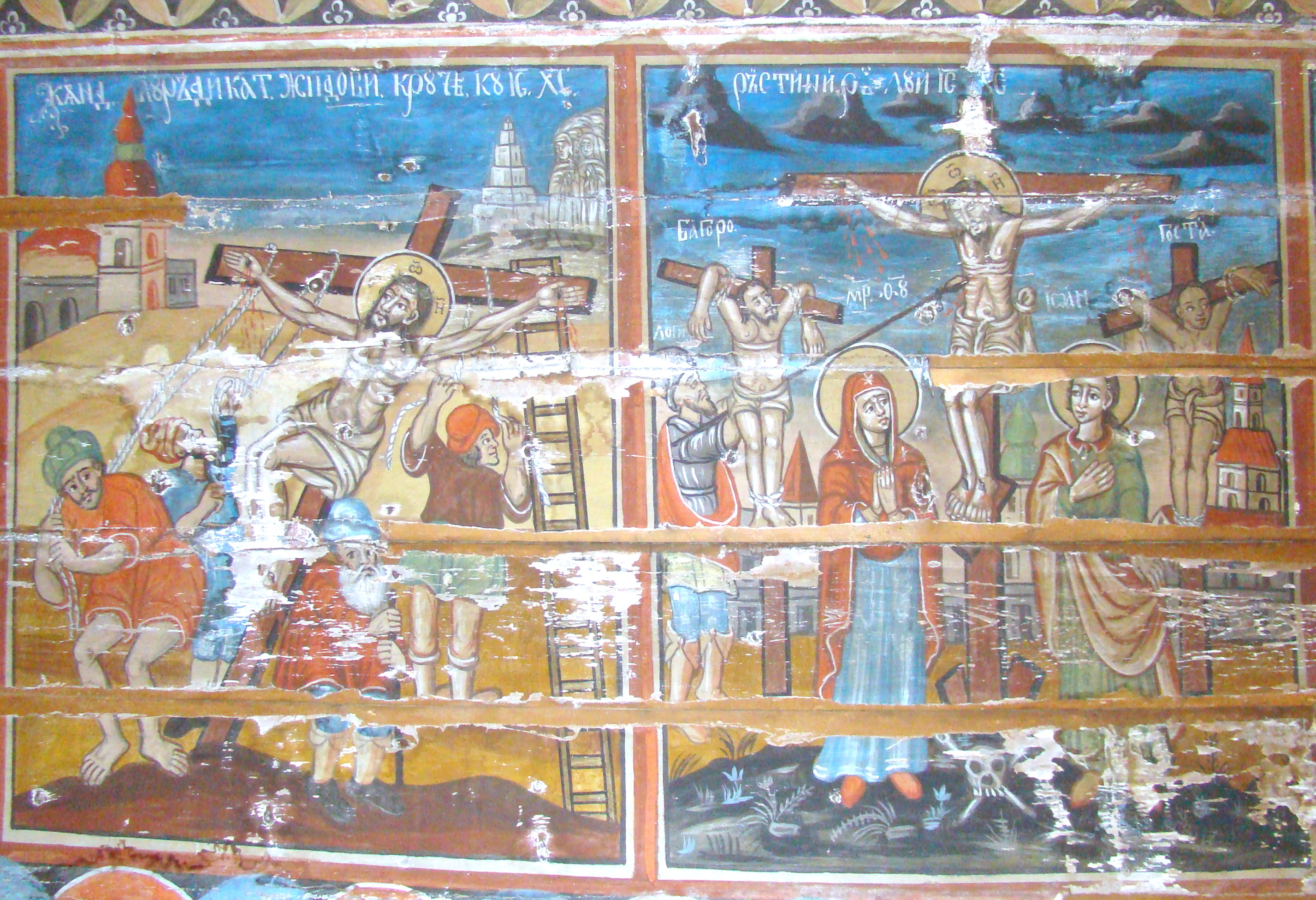
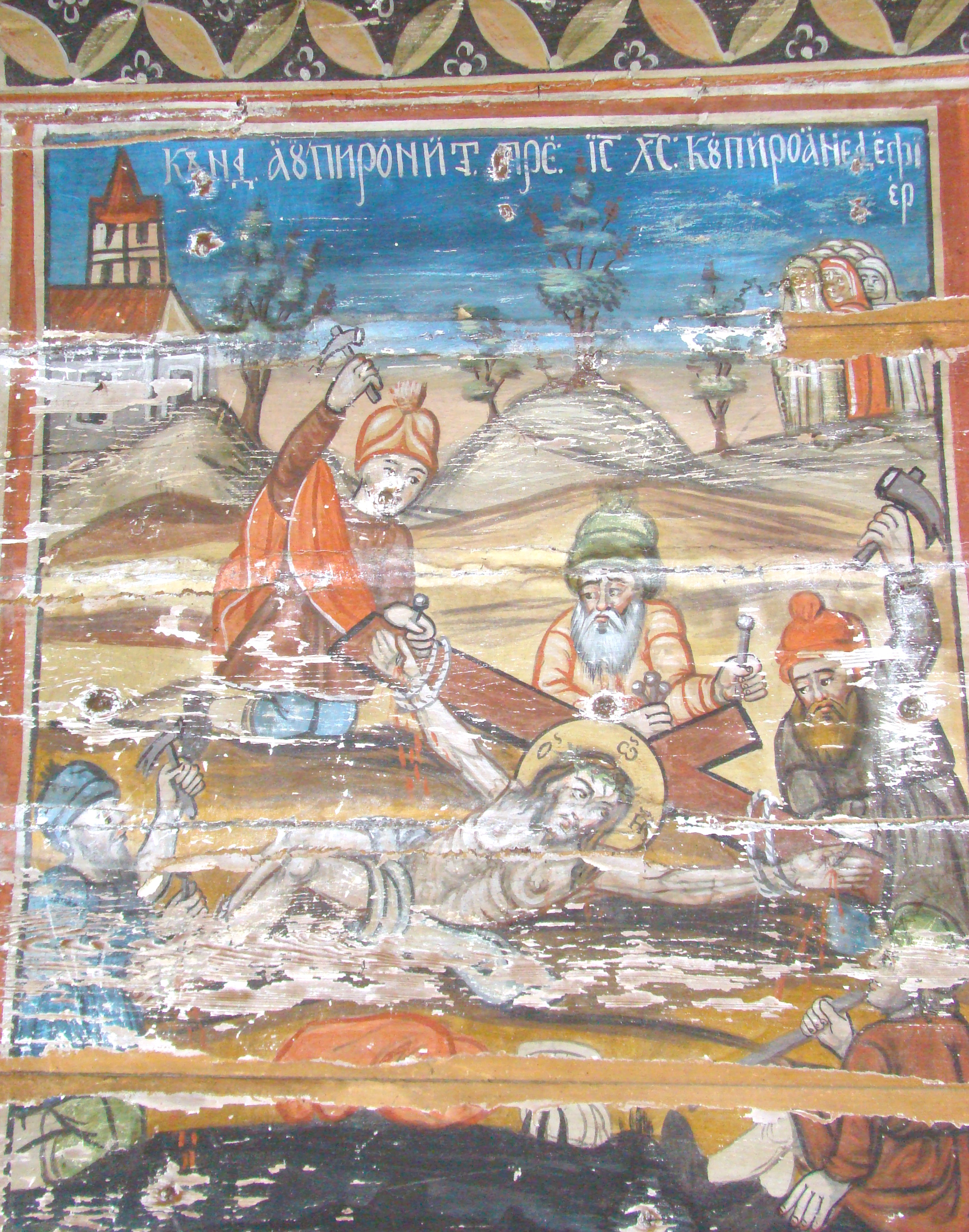
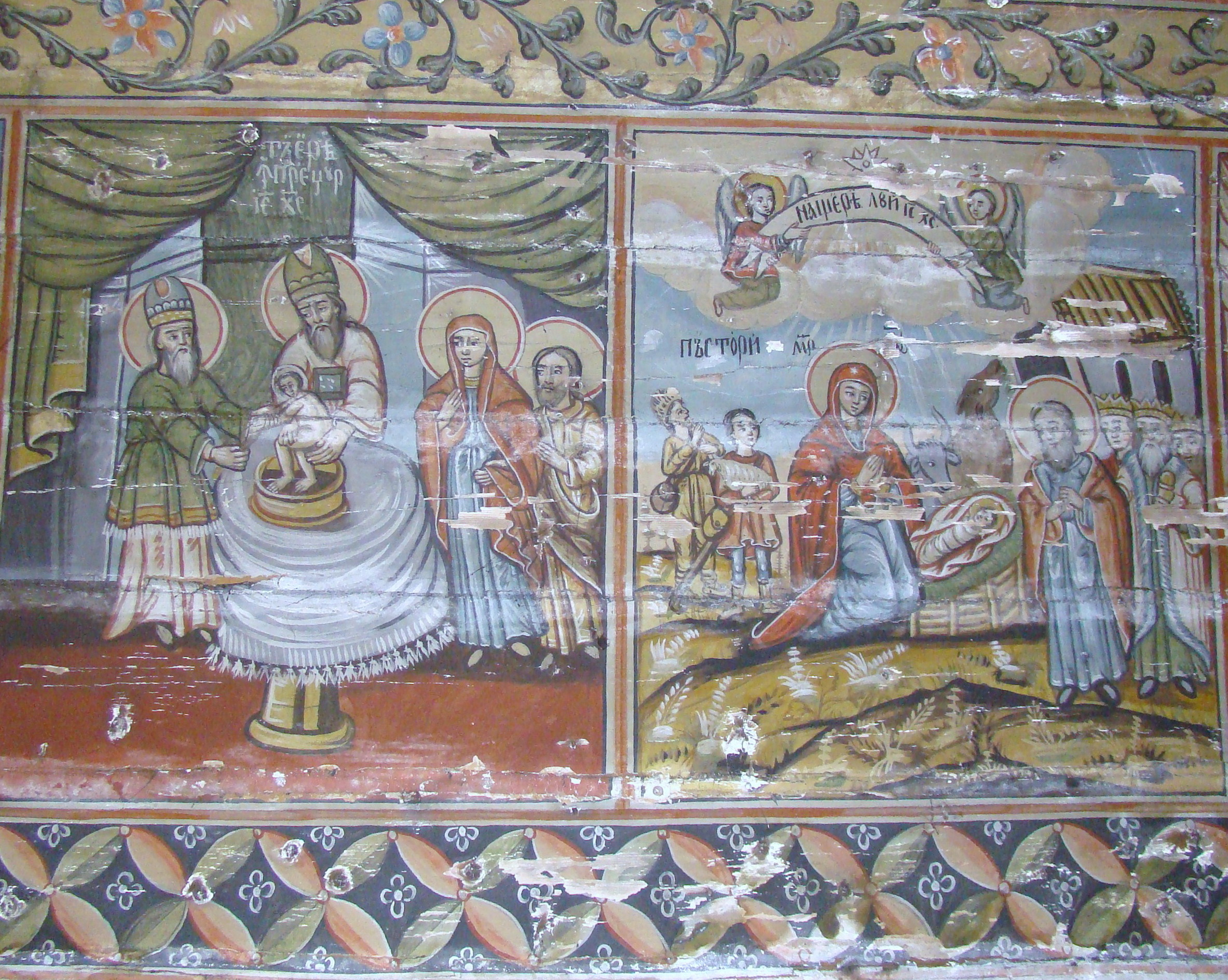
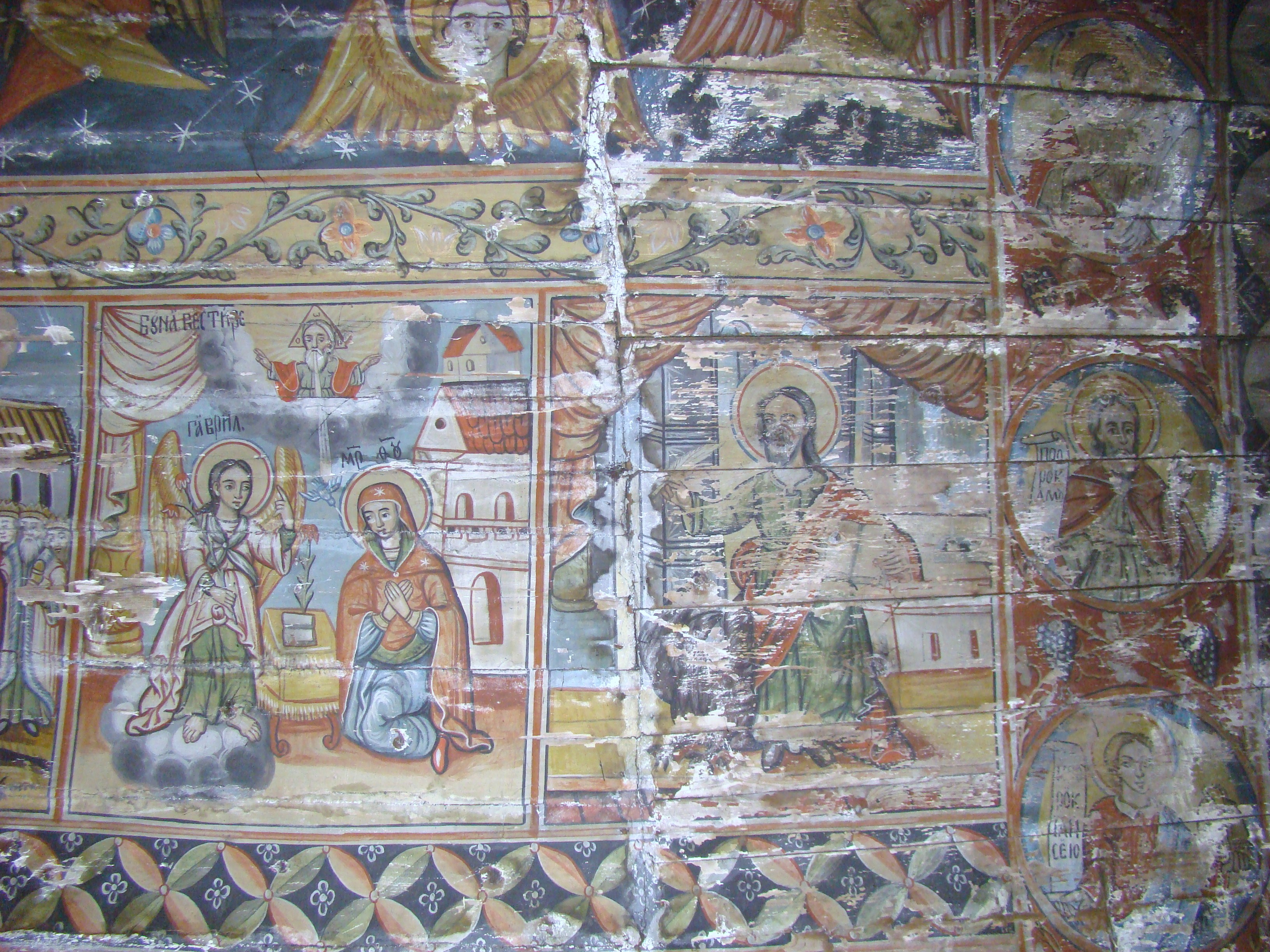
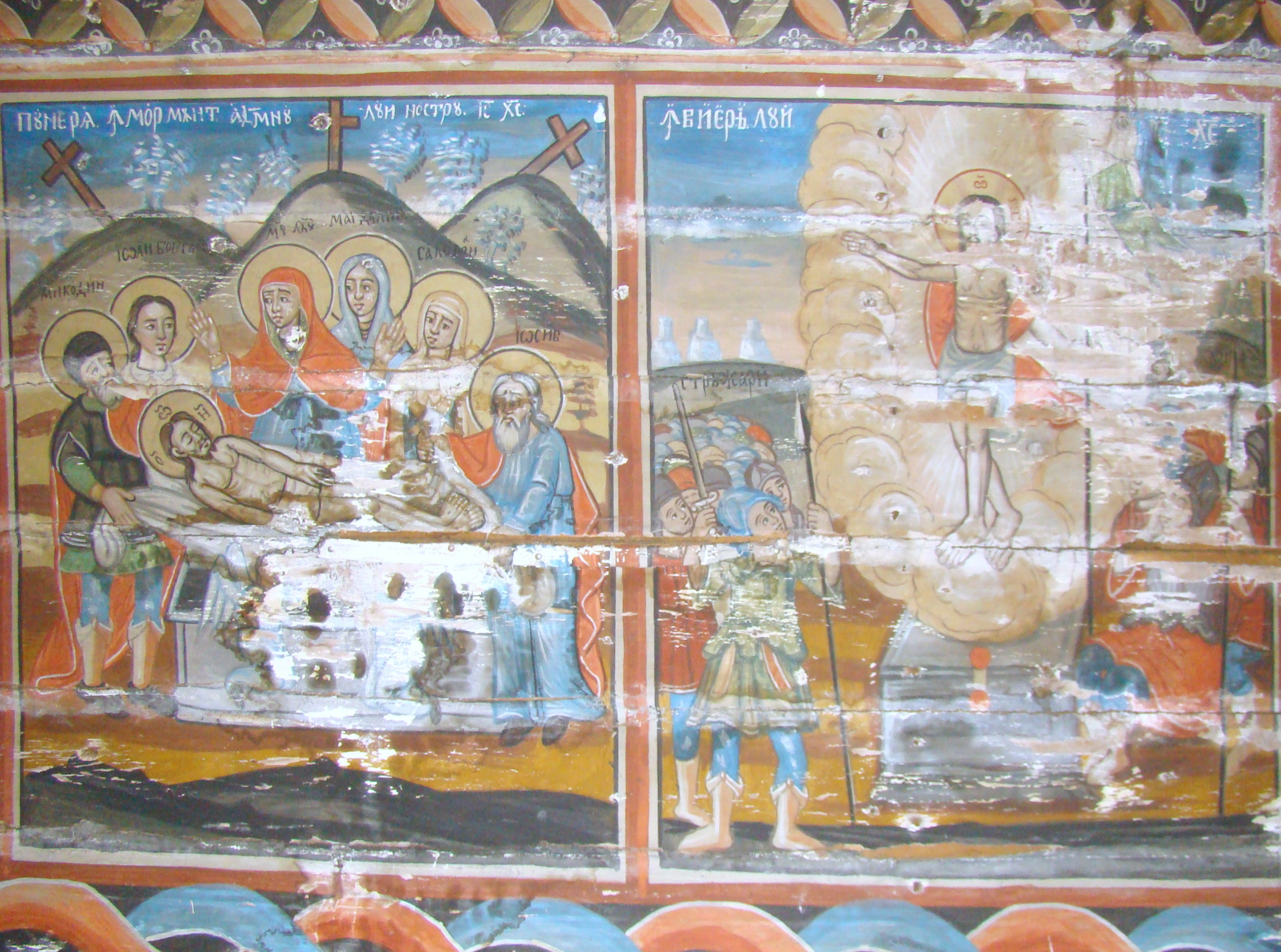
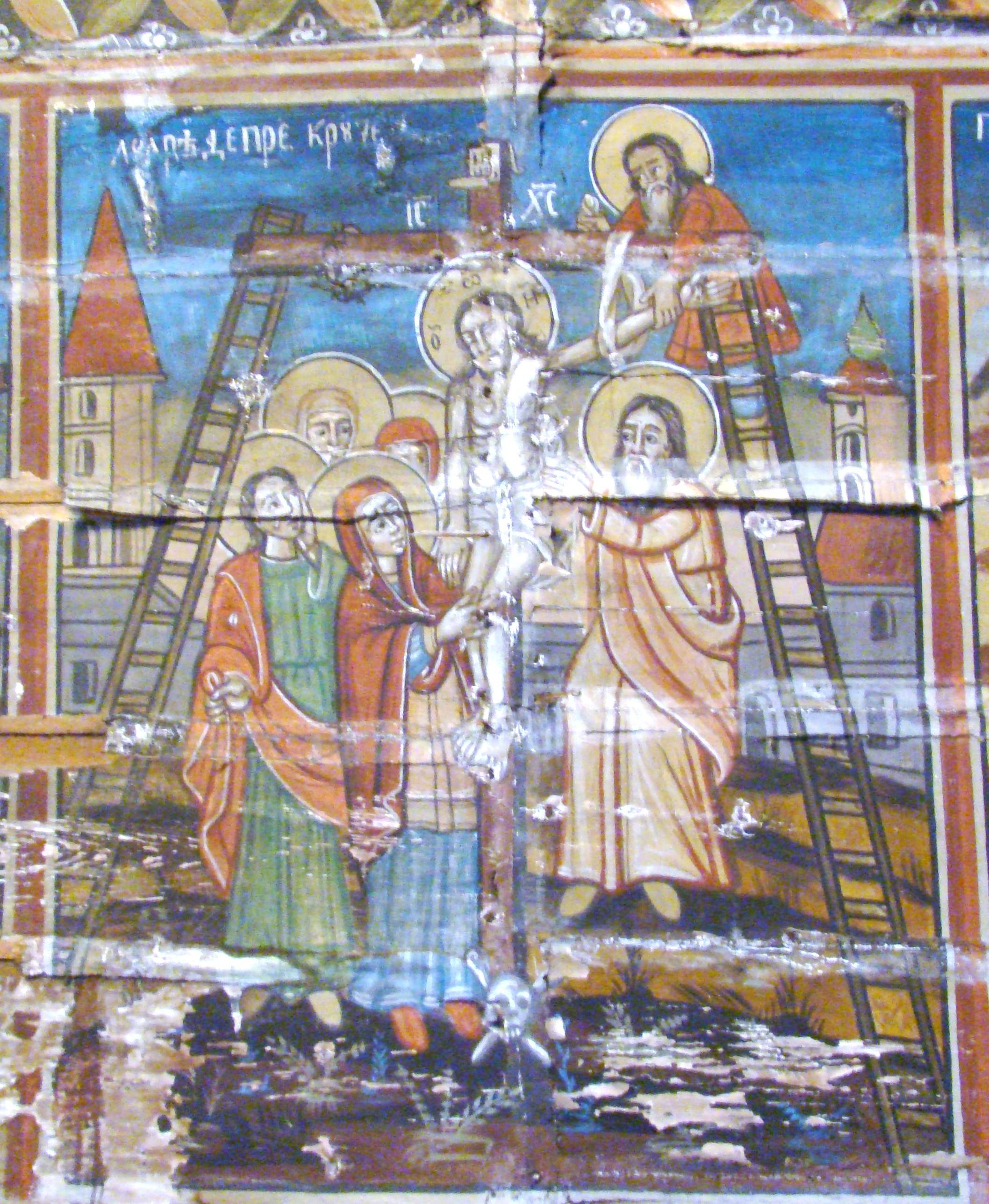
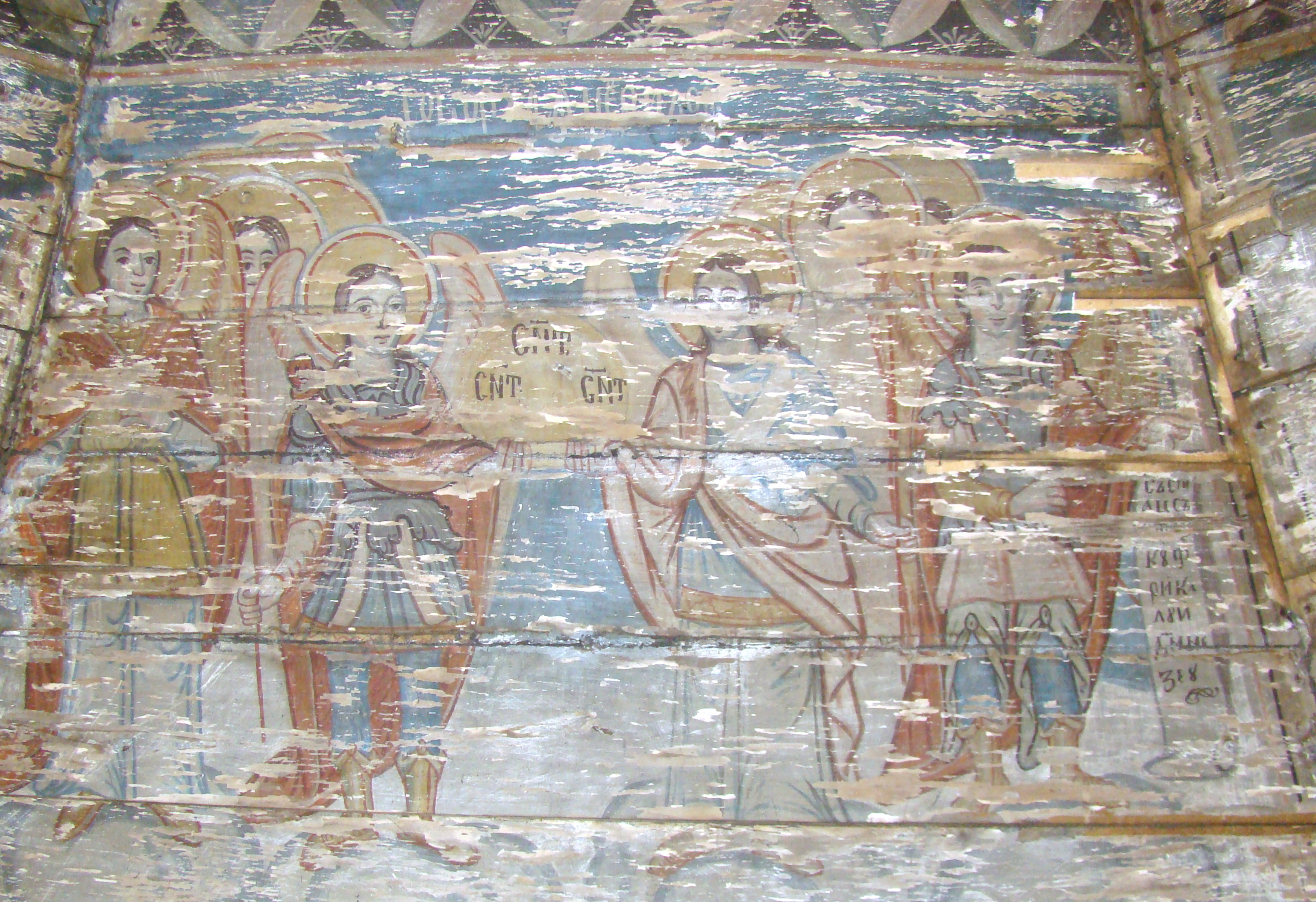
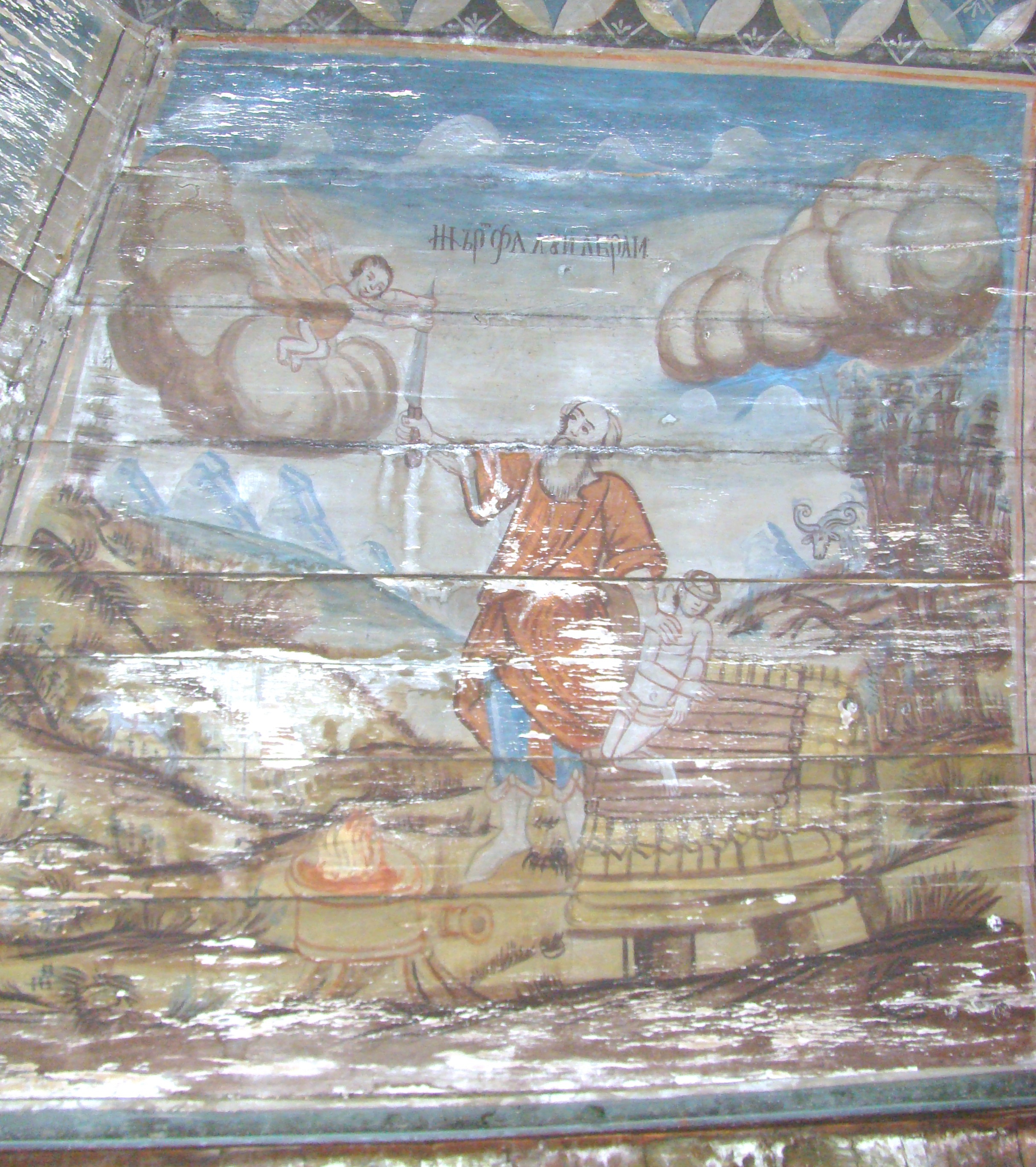
Jertfa lui Avraam
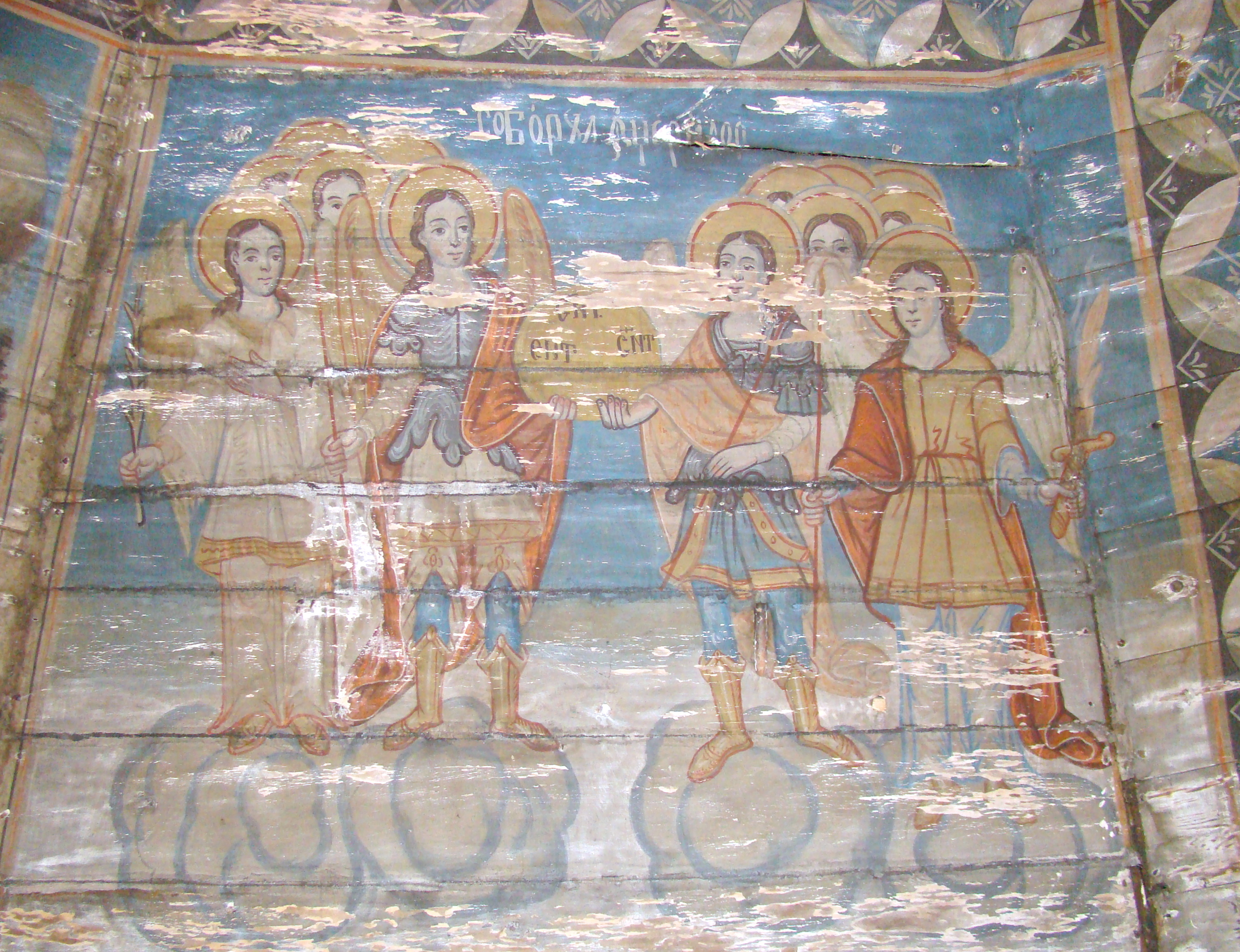
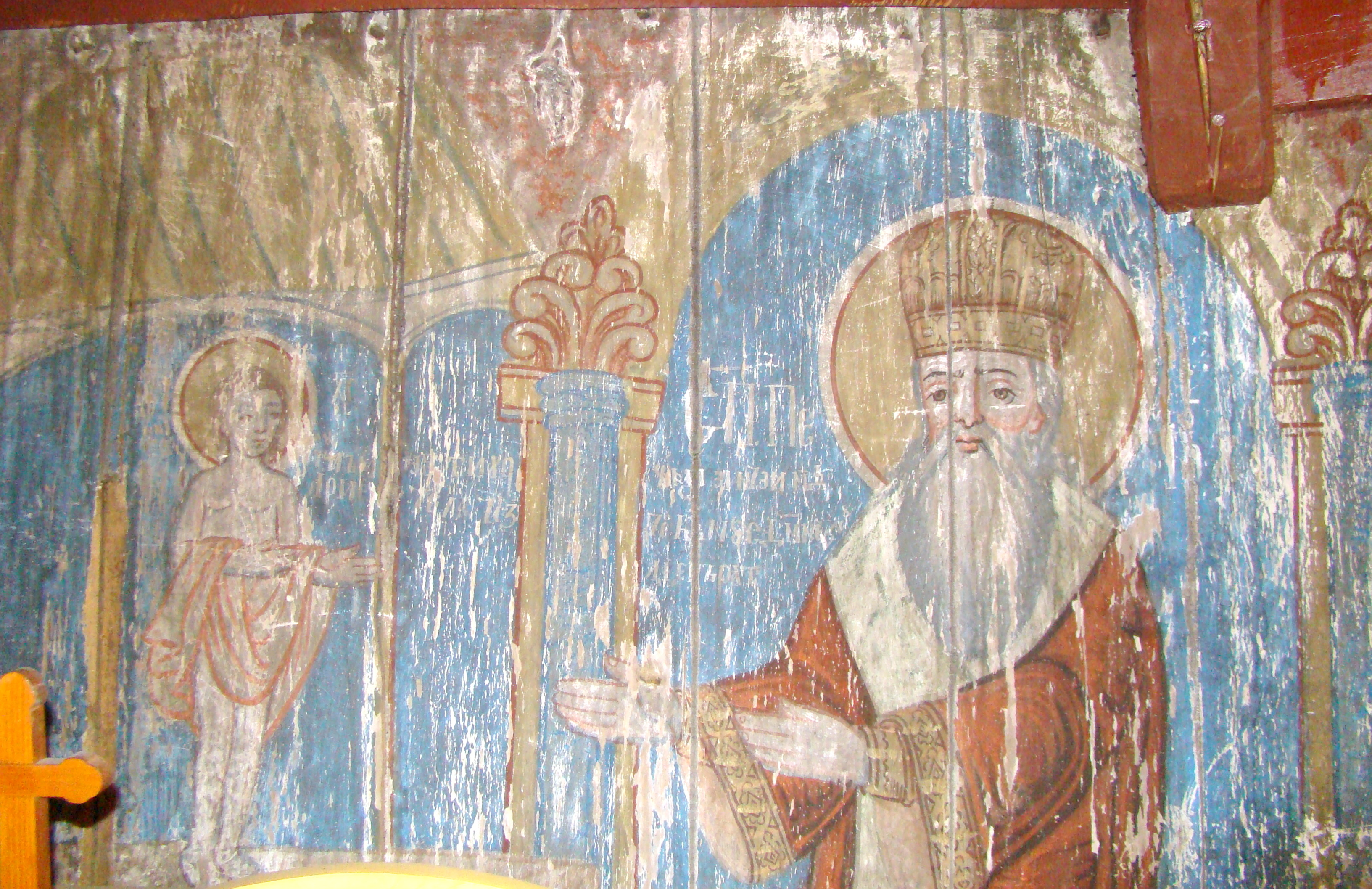
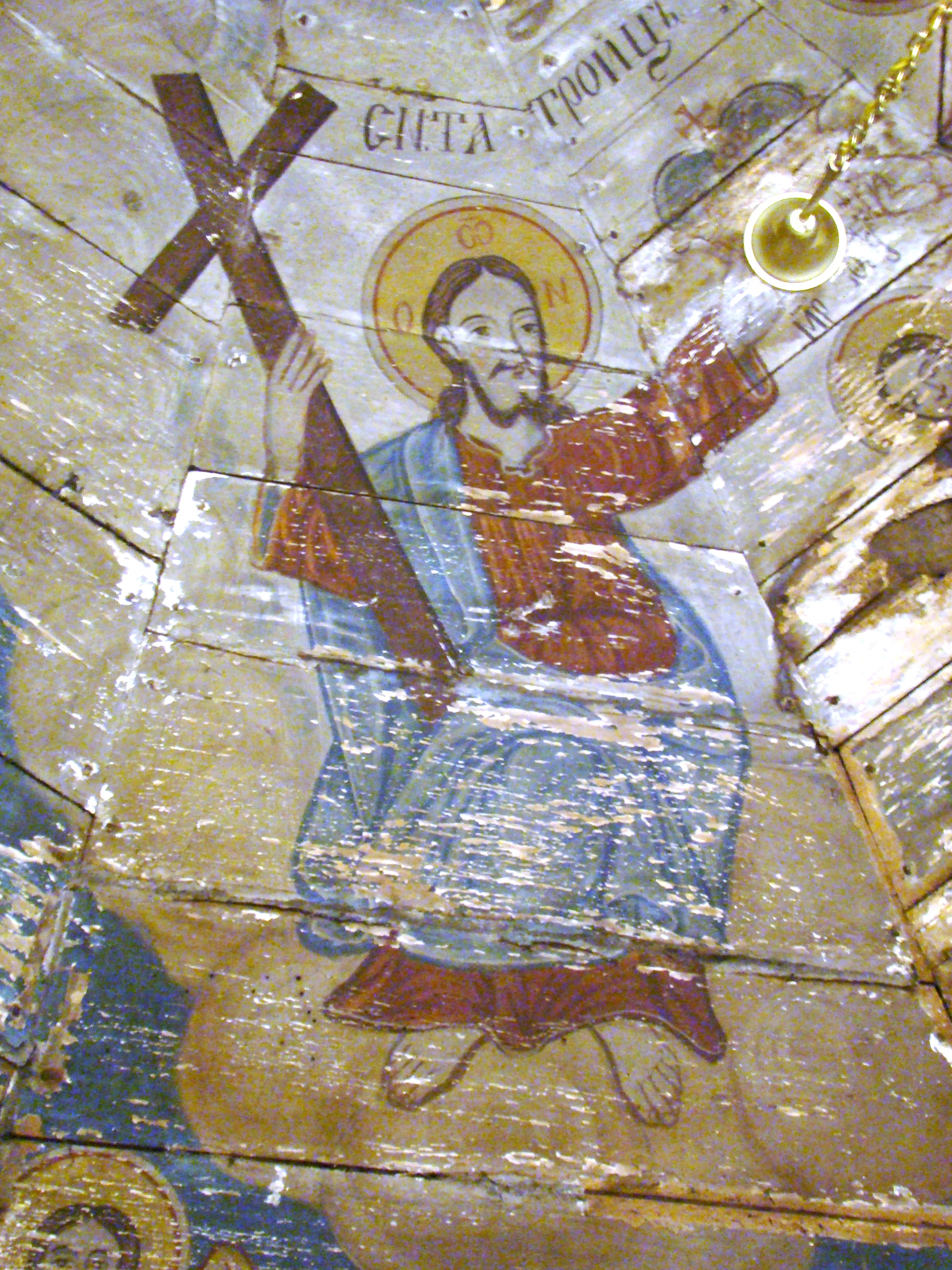
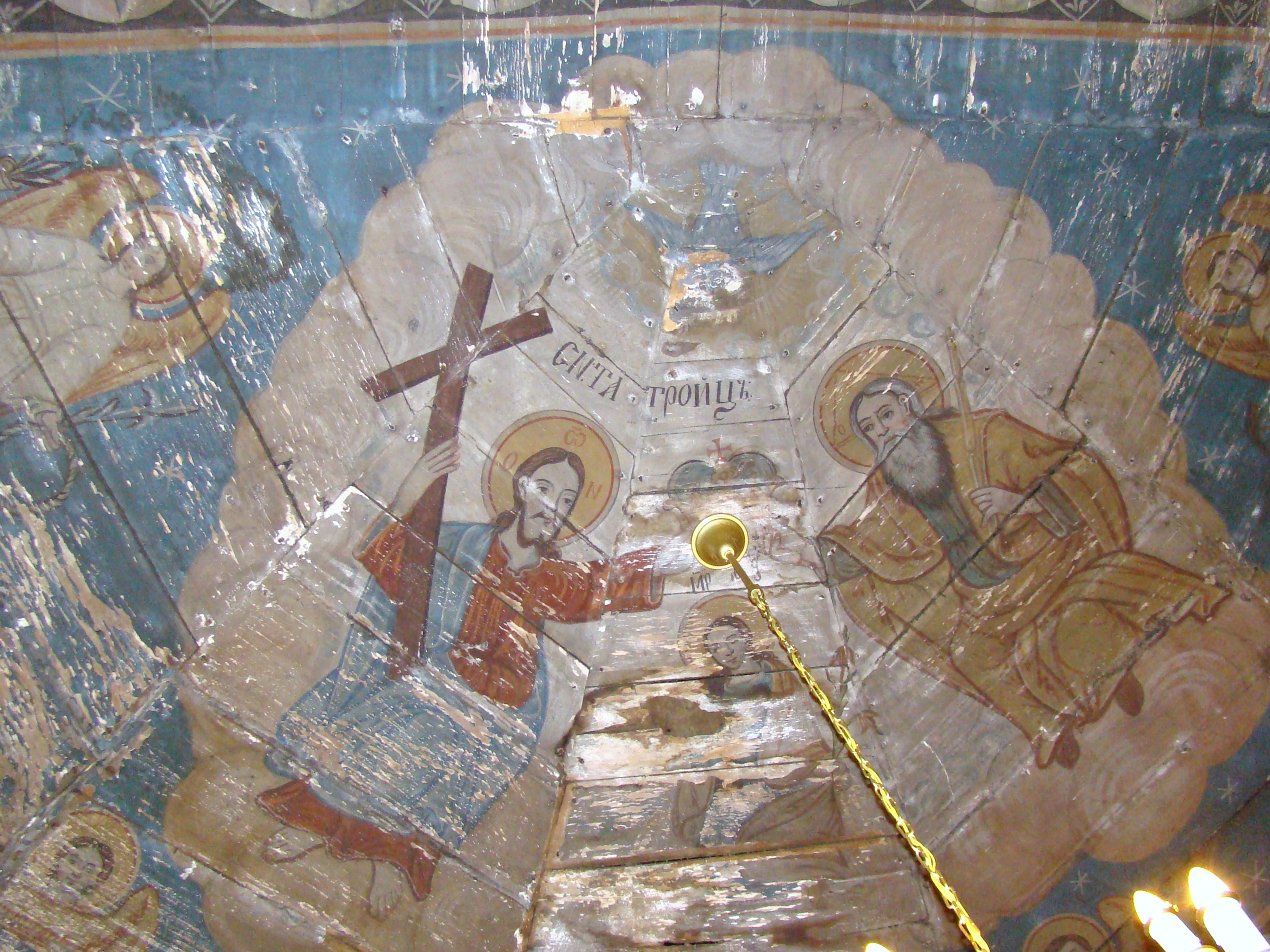
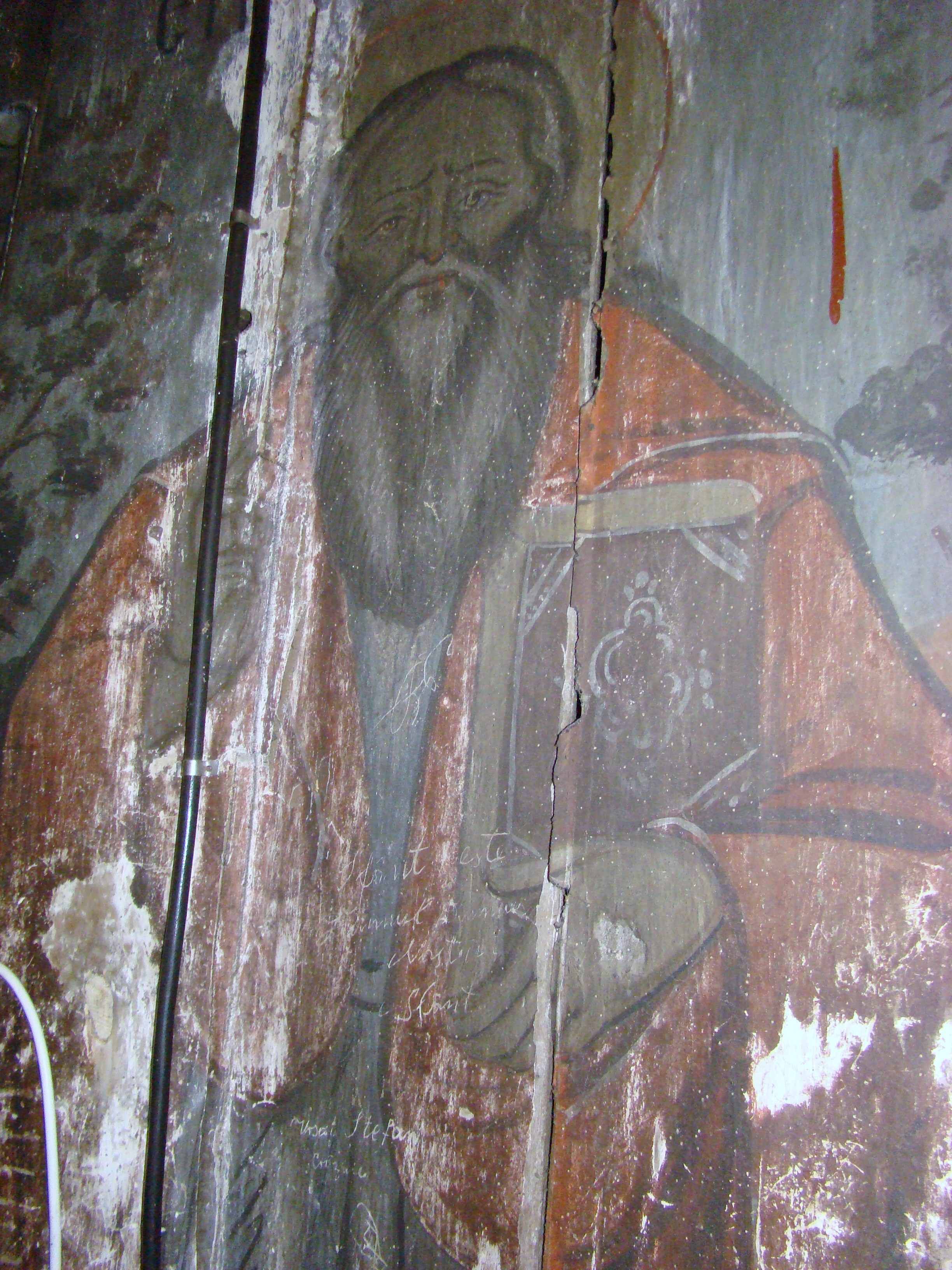
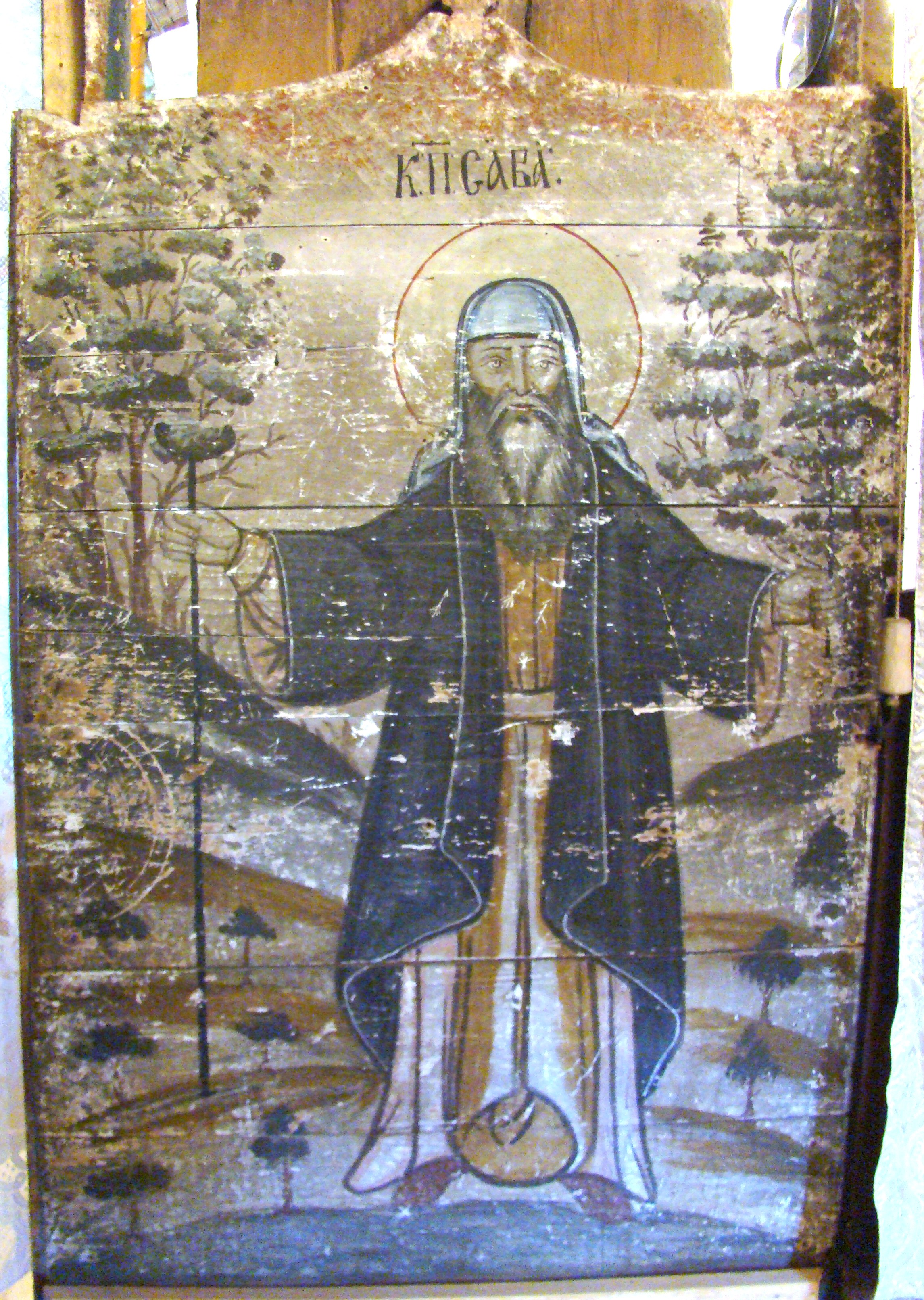
Sfântul Sava cel Sfințit
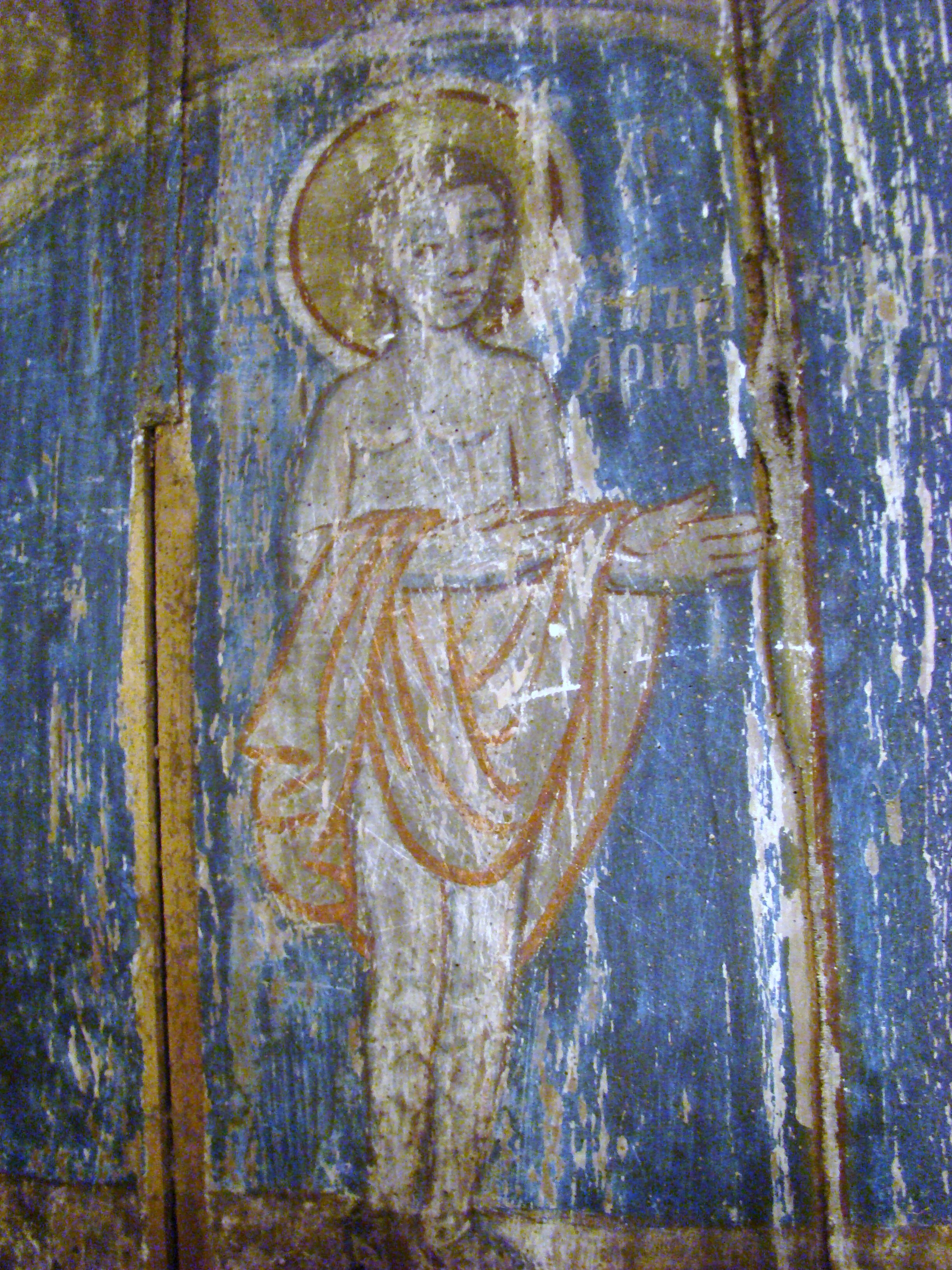
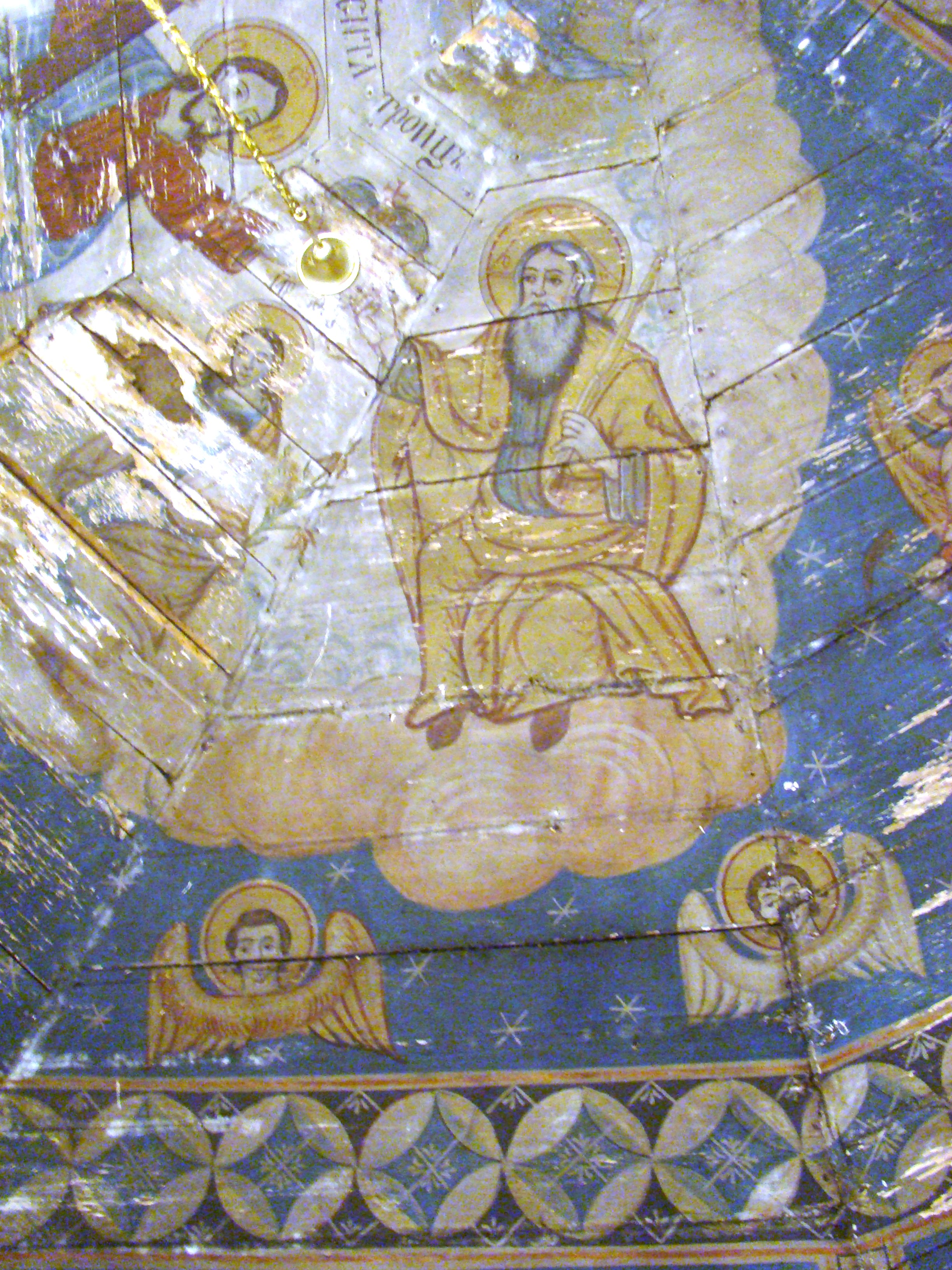
Încoronarea Maicii Domnului
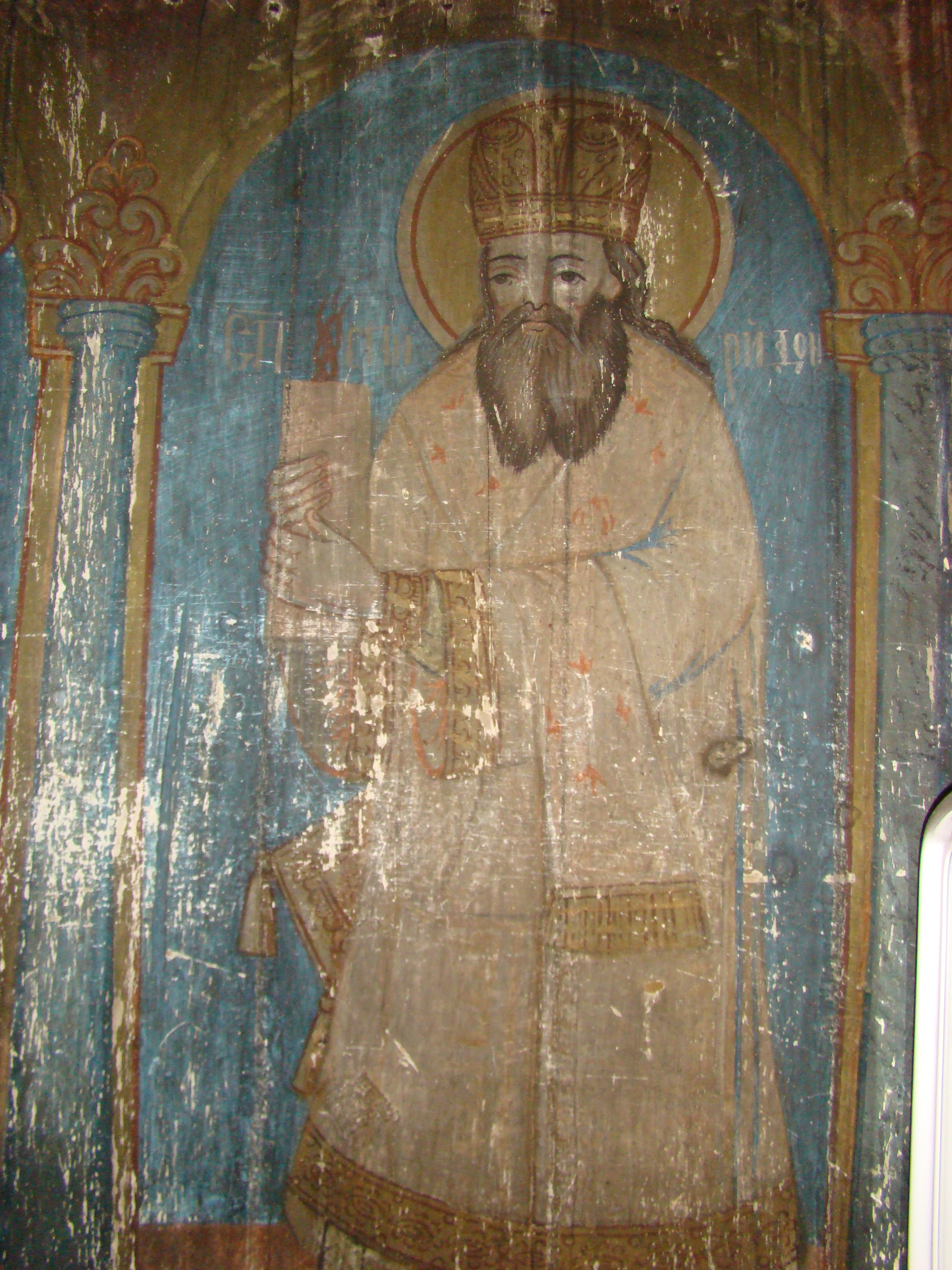
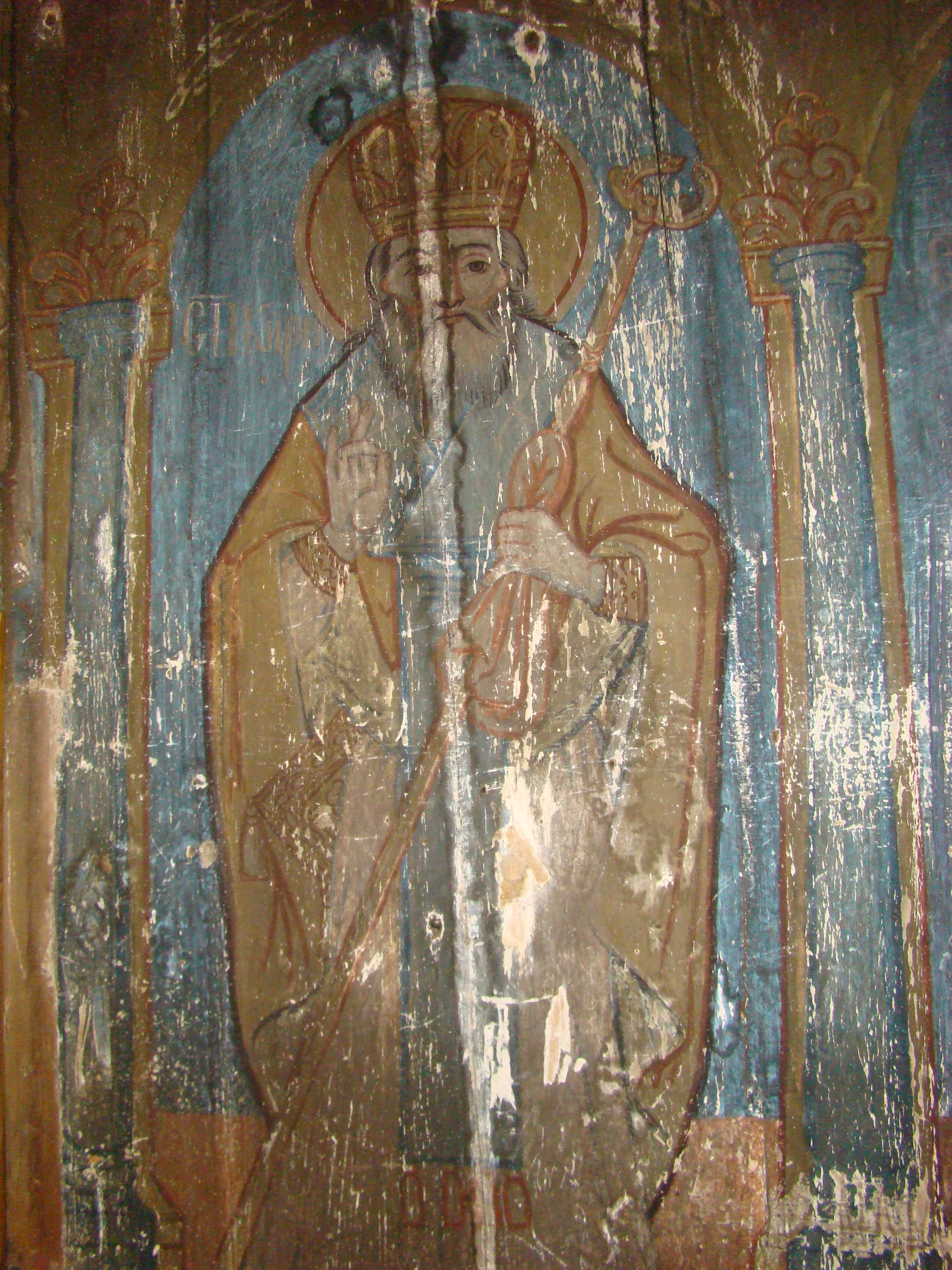
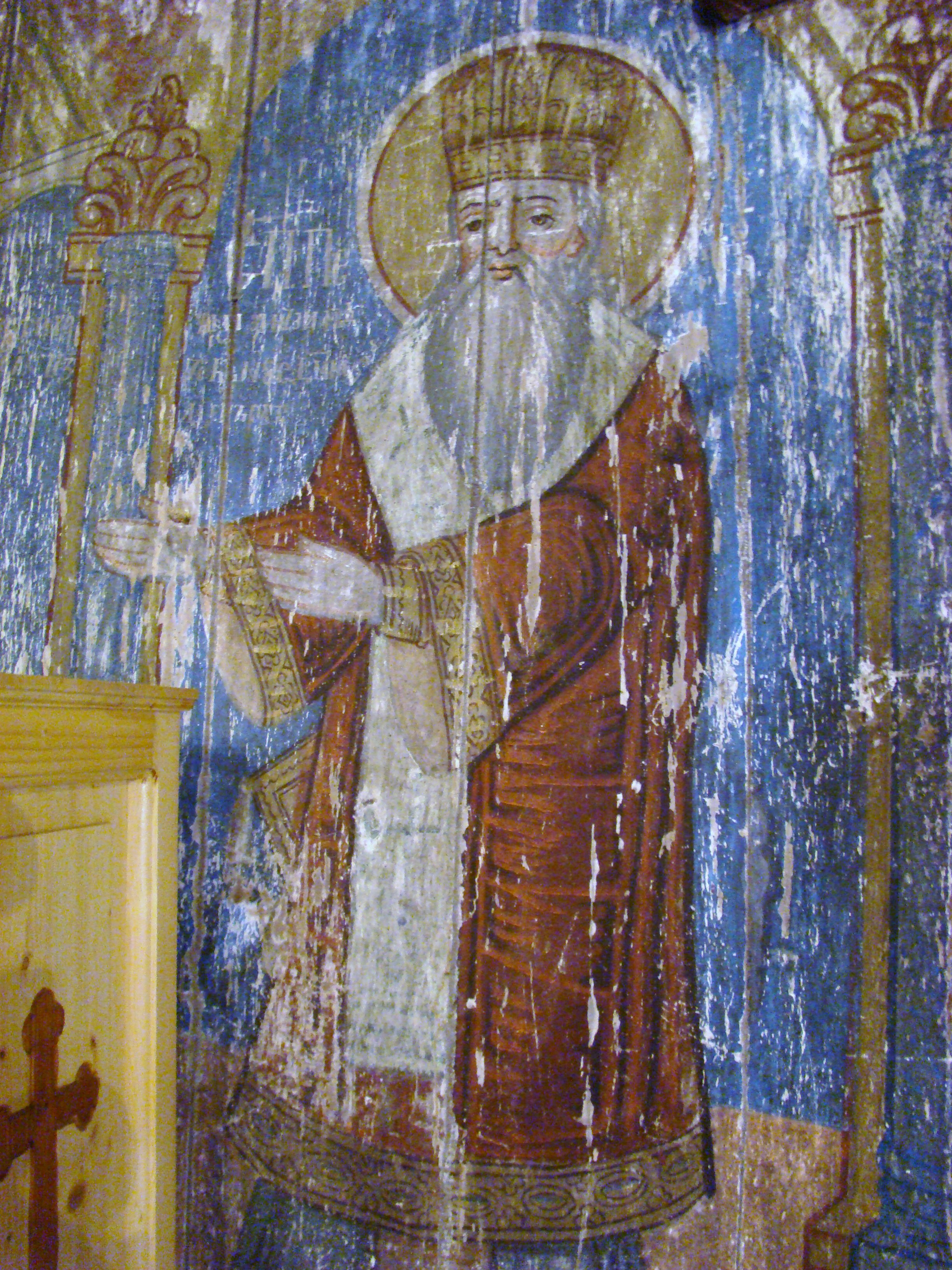
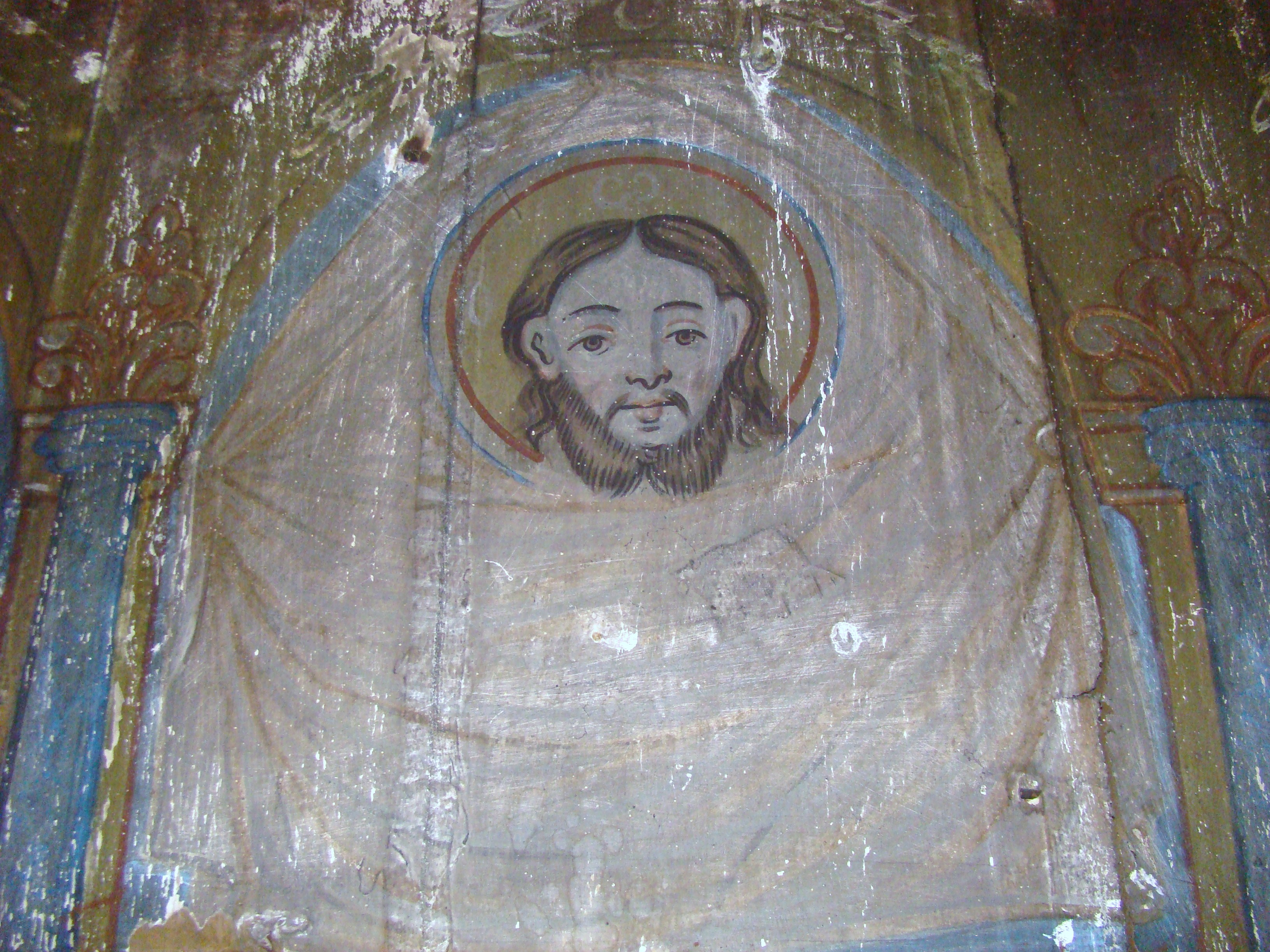
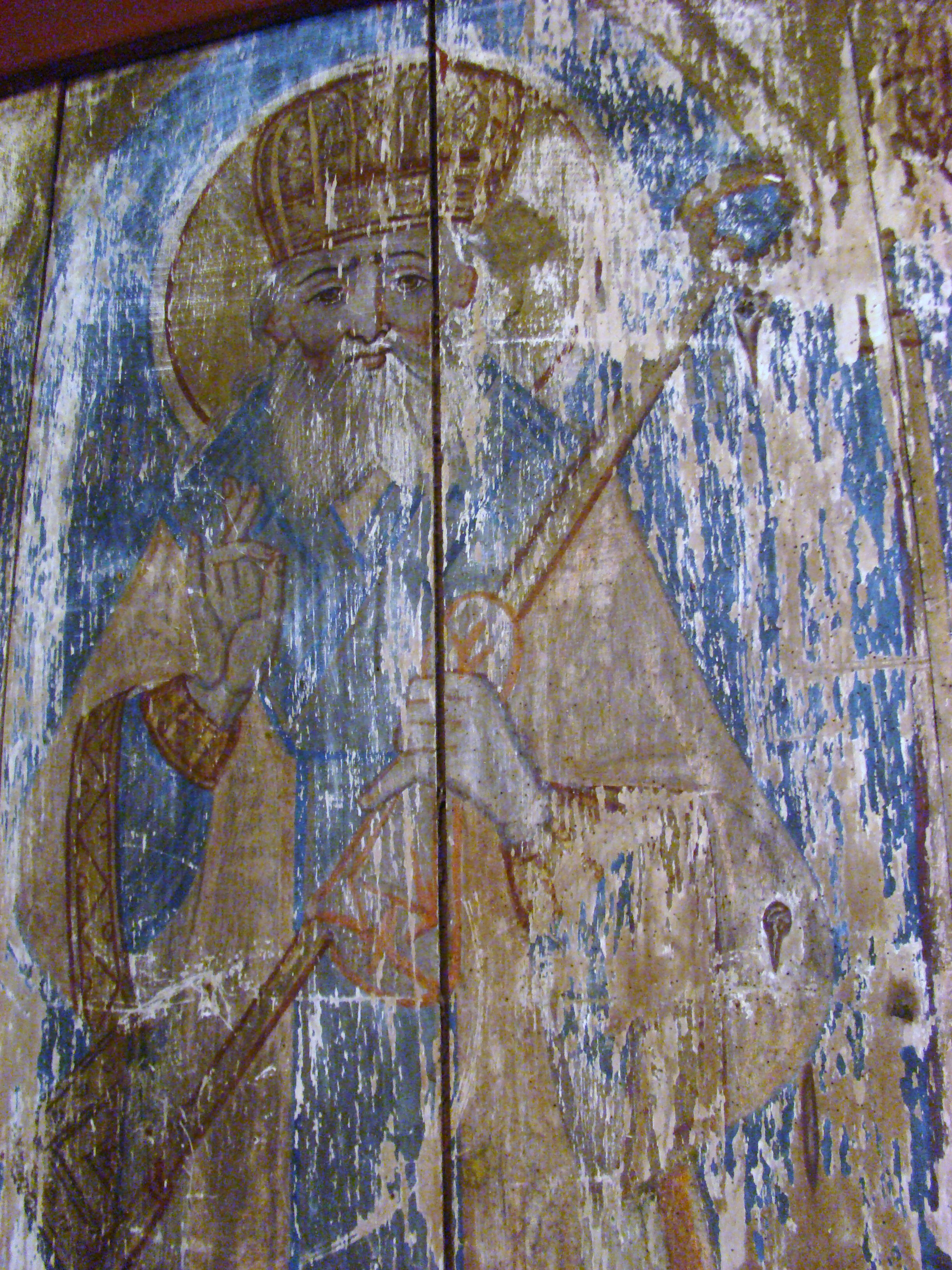
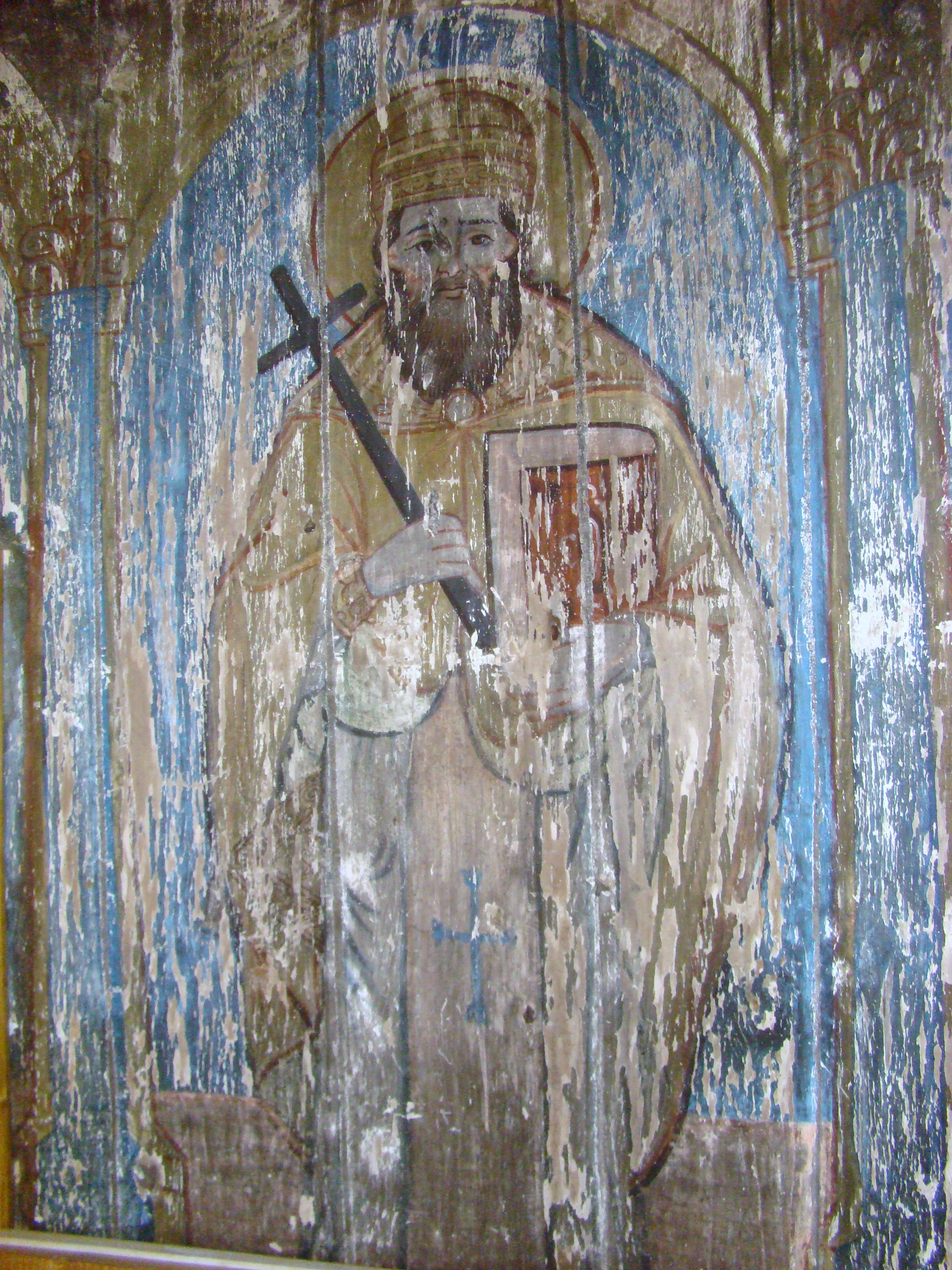
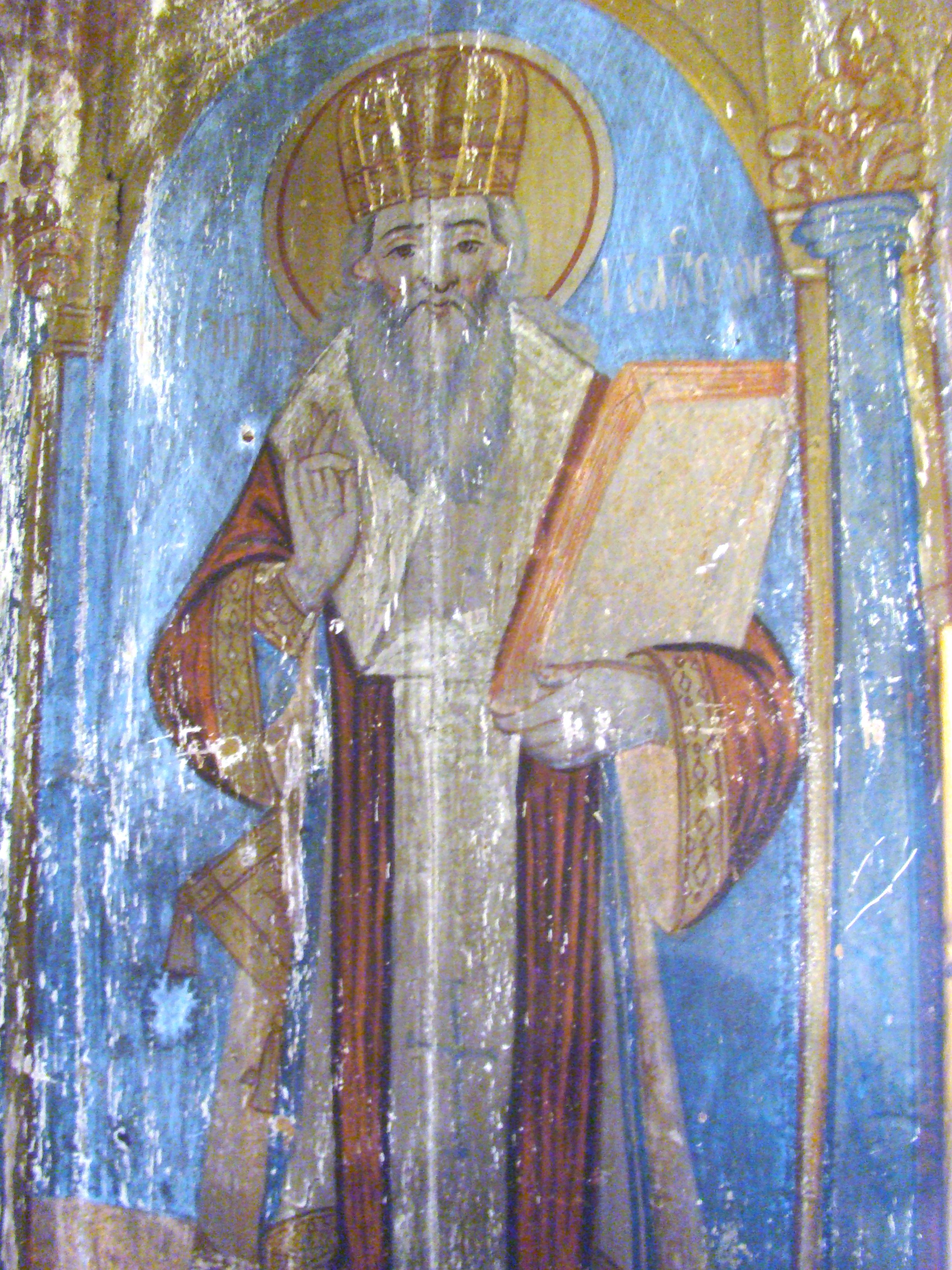
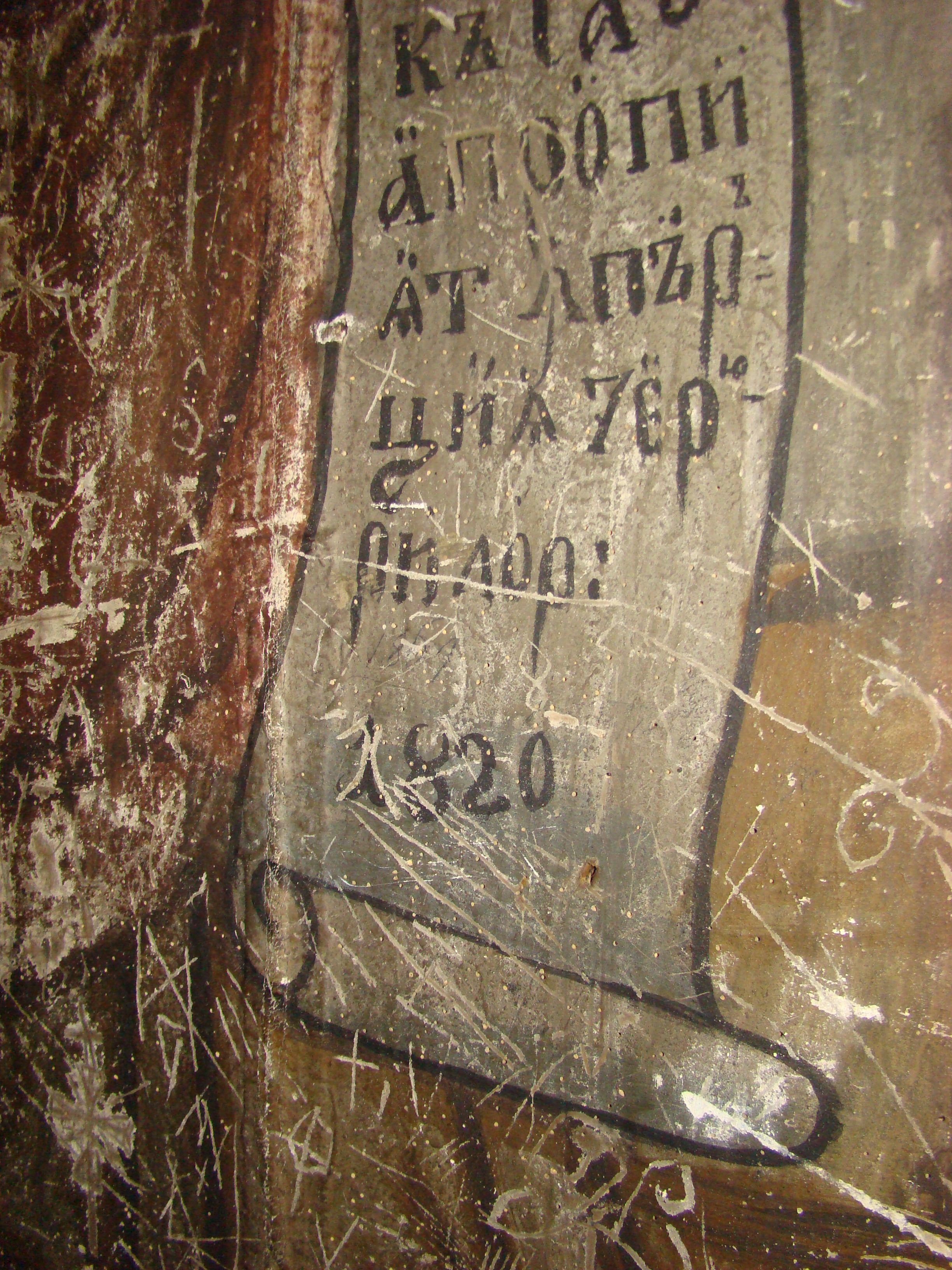
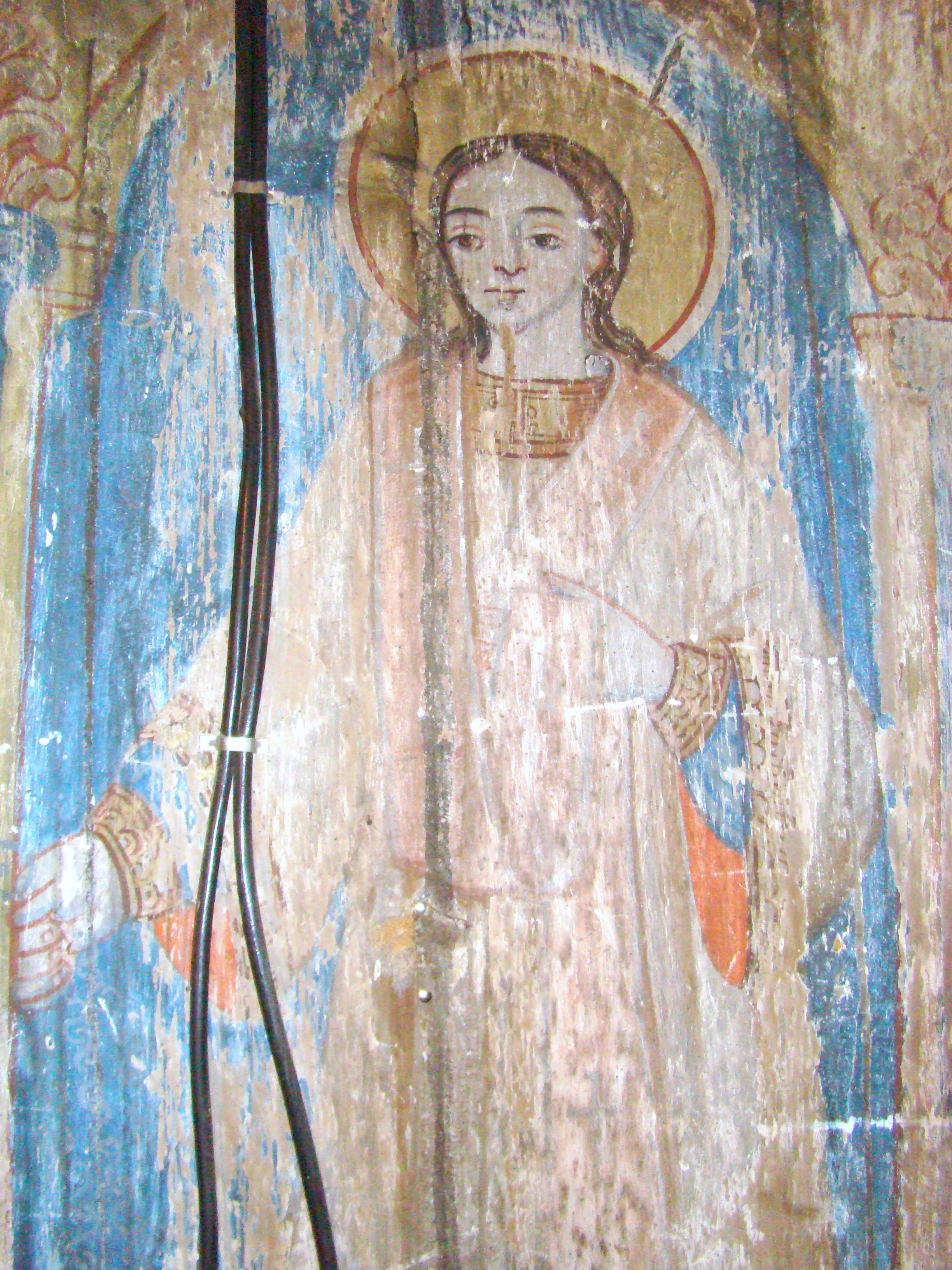
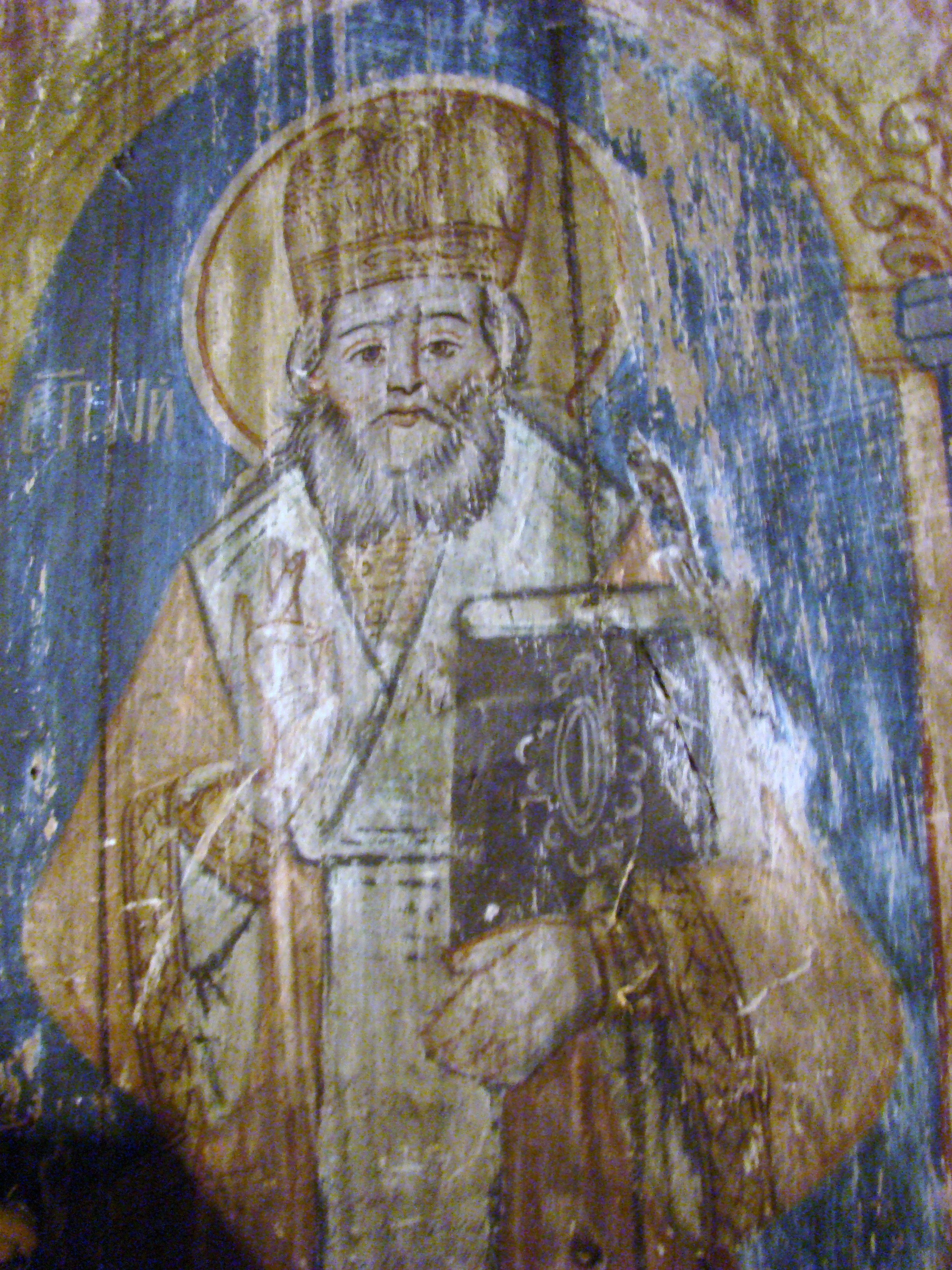